# Liste des quartiers de Chicago

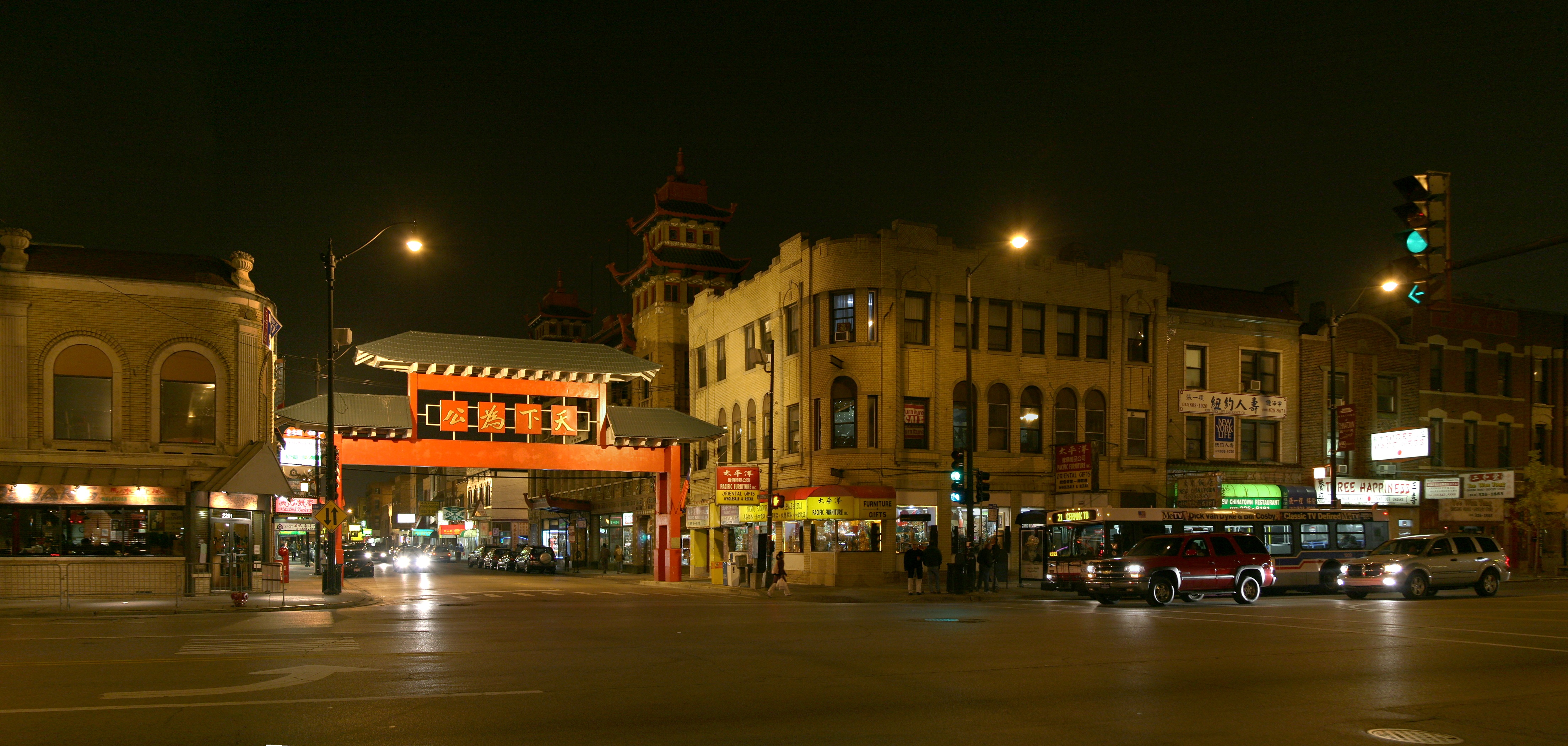
Une des portes du quartier de Chinatown.

Cet article concerne une liste des quartiers de la ville de Chicago aux États-Unis. À ce jour, il existe environ 228 quartiers (en anglais : Neighborhoods) qui sont répertoriés sur le territoire de la ville de Chicago et qui sont tous différents les uns des autres par leur histoire, leur sociologie, leur démographie, leur fonction et leur attractivité (commerciale, touristique ou universitaire). Certains d'entre eux maintiennent une forte identité culturelle. Les quartiers de Chicago sont répartis à travers 77 secteurs communautaires (Community Areas) qui furent officiellement créés à la fin des années 1920 par le Comité de recherche en sciences sociales de l'université de Chicago pour faciliter la ville de Chicago et le bureau du recensement des États-Unis dans leurs recherches, comparaisons et besoins à long terme de leurs études statistiques, démographiques et sociologiques de la population. En effet, les limites territoriales des secteurs communautaires sont jugées plus stables et mieux définies que celles des quartiers qui peuvent changer au fil du temps.

## Description

Carte du territoire de la ville de Chicago avec ses 77 secteurs communautaires.

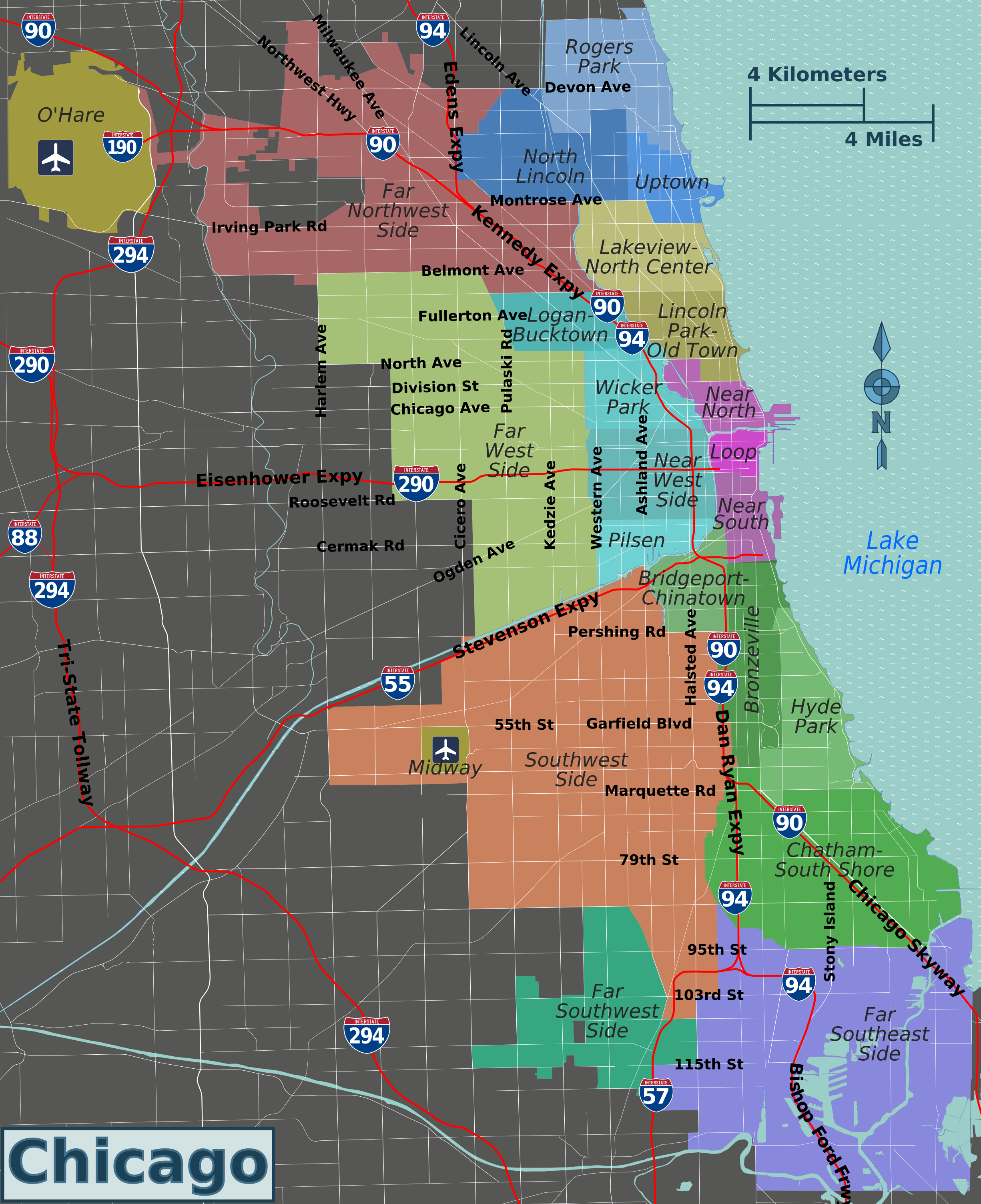
Carte de la ville de Chicago subdivisée en zones géographiques et en quartiers.

Longtemps terre d'immigration, Chicago compte parmi ses habitants de nombreuses communautés d'origine étrangère dont irlandaise, italienne, allemande, polonaise, estonienne, coréenne, espagnole, grecque, vietnamienne, juive, ukrainienne, turque, chinoise et portugaise qui affichent une volonté d'intégration, même si chacune reste attachée au quartier de sa communauté, vivant l'exemple de ce « creuset démographique » (melting pot) qui, plus que dans toute autre ville américaine, aura réussi à donner à la ville son caractère cosmopolite. Chicago est également la plus grande ville polonaise en dehors de Varsovie, la capitale de la Pologne.
Il y a environ 228 quartiers qui sont répertoriés aujourd'hui dans la ville de Chicago. Les résidents et les agences immobilières ont tendance à attribuer de nouveaux noms à certains quartiers, du fait qu'ils évoluent constamment. Souvent les deux habitants du même quartier, voire du même pâté de maisons, décriront différemment leurs frontières. Les limites territoriales des quartiers peuvent être basées sur les documents officiels de la ville, les codes postaux, les groupes ethniques ou simplement par l'opinion personnelle de chaque habitant. La perpétuelle évolution de la nature d'une ville signifie que quelques-unes des appellations données dans les années 1920 sont devenues obsolètes au fil du temps et ne peuvent plus être encore utilisées dans l'usage courant. Raisons pour lesquelles l'administration municipale ne reconnaît ni n'utilise pas les limites de quartier à des fins officielles préférant ainsi se baser sur les secteurs communautaires considérés comme plus durables. Les quartiers de Chicago changent à la suite de l'immigration, de l'embourgeoisement (phénomène de gentrification), de la paupérisation et du renouvellement urbain. La ville contient quelques-unes des communautés qui, d'un point de vue culturel, figurent parmi les plus riches des États-Unis. 
Certains quartiers de Chicago maintiennent depuis toujours une identité forte et marquée, c'est le cas notamment des quartiers ethniques ou communautaires comme Little Italy (petite Italie), Chinatown (quartier chinois), Bridgeport (quartier irlandais), Pilsen (quartier mexicain), Ukrainian Village (village ukrainien), Bronzeville (quartier historique afro-américain), Greek Town (ville grecque), Jackowo/Polish Village (village polonais), Little Vietnam (petit Viêt Nam) et Humboldt Park (quartier portoricain), et de ce fait, deux quartiers distincts pourraient sembler être différentes parties du monde. Un quartier peut valoir plusieurs millions de dollars en copropriété et en bordure de celui-ci, il peut s'y trouver un quartier pauvre peuplé d'immigrants vendant des fruits et légumes sur stand du côté de leur rue. À Chicago, il existe également une importante communauté LGBT qui vit et anime les quartiers gays et lesbiens de Boystown et d'Andersonville qui se trouvent respectivement dans les secteurs communautaires de Lakeview et d'Edgewater dans le North Side. Andersonville était autrefois habité par une importante communauté suédoise qui finit par déménager dans des quartiers voisins et dans la région de Chicago.
Chicago possède aussi des quartiers qui, sans être ethniques, sont très attractifs pour leurs habitants comme pour les visiteurs. Ainsi, Rogers Park est un quartier étudiant branché du North Side connu pour abriter l'université Loyola ; il est considéré pour être l'un des quartiers les plus prisés de la ville. North Center, Lincoln Square et Uptown sont des quartiers d'affaires, dotés de nombreux centres commerciaux, de boutiques et de restaurants. New Eastside (aussi appelé Northeast Loop), un quartier situé au nord-est du Loop, a la particularité d'avoir un système de rue multi-niveaux. Jefferson Park, un quartier historique et populaire, connu à Chicago pour son parc éponyme. Lakeview, situé juste au nord de Lincoln Park, est l'un des secteurs les plus dynamiques de la ville : il comprend Wrigleyville, le quartier qui renferme le célèbre stade de baseball de Wrigley Field (le bastion des supporters de l'équipe des Cubs), mais aussi Boystown, le plus ancien quartier dédié à la communauté LGBT de la région du Midwest (un des premiers quartiers du genre aux États-Unis) ; d'autre part, Lakeview est jugé très attrayant par ses résidents, en effet le secteur comprend des bars, des discothèques, des commerces et se situe à proximité de plusieurs plages en bordure du lac Michigan. Le quartier de Hyde Park est connu pour abriter l'université de Chicago, l'une des plus prestigieuses du pays, et Jackson Park, l'un des plus beaux parcs de la ville. Beverly et Mount Greenwood, dans le sud-ouest de Chicago, sont des quartiers à caractère rural réputés pour leur architecture soignée et leurs maisons cossues. Pullman, un quartier historique classé à la protection du patrimoine, est connu pour avoir abrité les usines et les employés de la célèbre Pullman Company. Hegewisch et South Deering, dans le sud-est de la ville, sont deux quartiers plutôt résidentiels caractérisés par leurs espaces verts et leur tranquillité ; tous deux bordent le lac Calumet qui est le plus grand point d'eau situé sur le territoire de la ville de Chicago.
Selon les statistiques de la police de Chicago (Chicago Police Department), le sentiment d'insécurité et les crimes violents dans la ville de Chicago ont diminué de 34 % depuis la fin des années 1990. La plupart des quartiers et des secteurs de Downtown, North Side et West Side sont globalement sûrs de jour comme de nuit. D'après les statistiques sur la criminalité, il est simplement conseillé aux touristes d'être vigilants et d'éviter certains secteurs (y compris la journée) de South Side tels que Woodlawn, South Shore, Greater Grand Crossing, Englewood, West Englewood, Riverdale, Roseland, Pullman et West Pullman, et de certains secteurs de West Side tels que North Lawndale, Austin, West Garfield Park et East Garfield Park. En 2019, selon le Federal Bureau of Investigation (FBI), Chicago ne figurait pas sur la liste des 30 villes les plus dangereuses des États-Unis. Chicago reste donc, pour sa taille, une ville plutôt sûre.

## Liste de quartiers notables
Ci-dessous se dresse une liste de quartiers de Chicago ayant un ou plusieurs intérêts d'ordre historique, culturel, architectural, touristique ou commercial.

### Downtown Chicago

#### The Loop

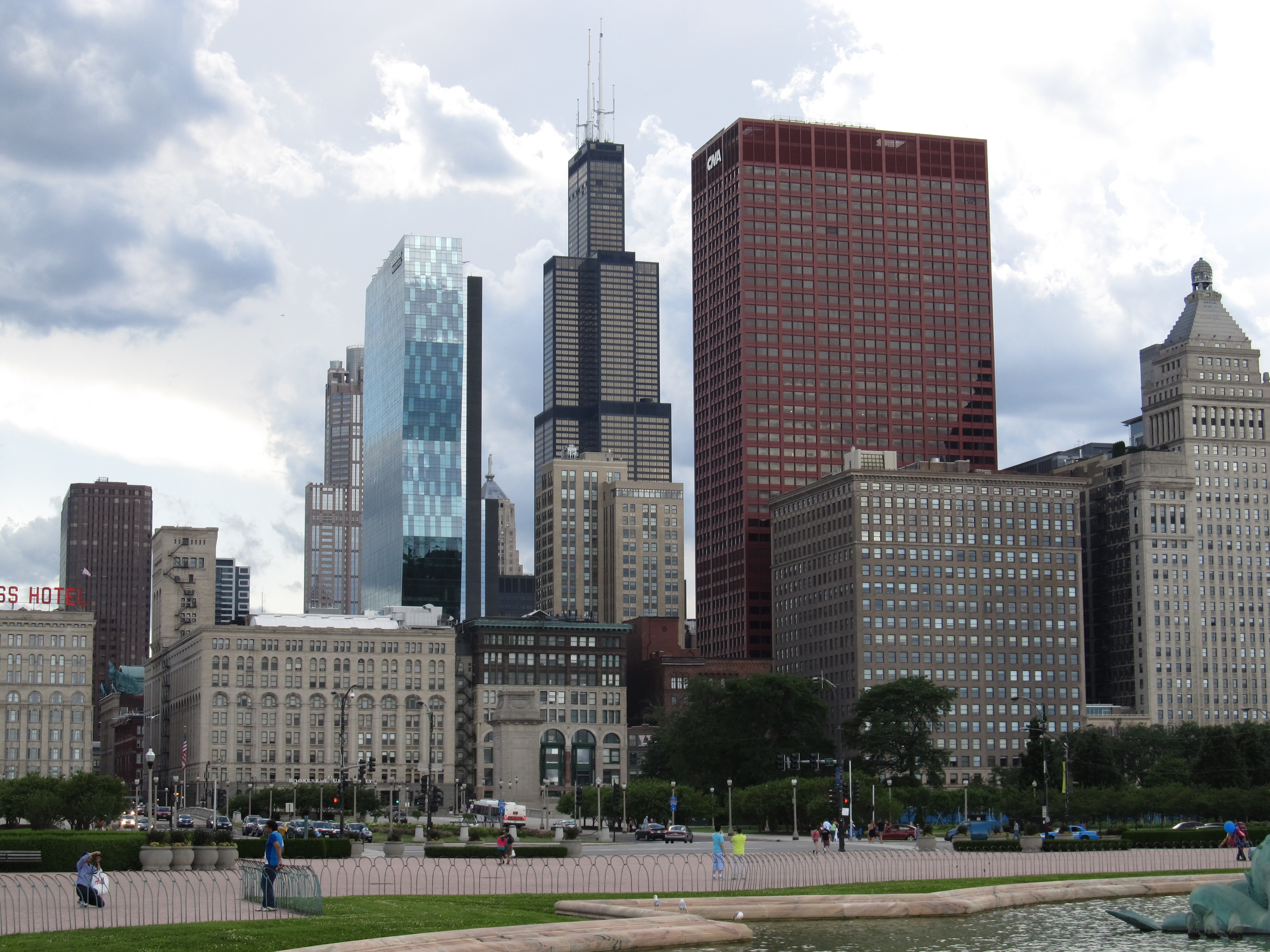
Vue partielle des immeubles du quartier du Loop depuis le bassin de la Buckingham Fountain.

Le quartier du Loop (qui signifie en français « la boucle ») représente une partie de Downtown Chicago, qui est le deuxième plus important quartier d'affaires des États-Unis après Manhattan. En 2020, le quartier du Loop comptait 42 298 habitants sur une superficie de 4,1 km2, bordant les rives du lac Michigan et de la rivière Chicago.
Son nom vient du fait qu'une ligne du métro aérien de Chicago effectue une boucle au centre du quartier (Union Loop). Le système de numérotation des rues de la ville commence à l'intersection de State Street et Madison Street, marquant ainsi l'importance de ce quartier pour l'ensemble de la ville. Le Loop est l'une des plus importantes places financières au monde derrière Londres, Tokyo, New York et Hong Kong.
Le quartier est bordé au nord et à l'ouest par la rivière Chicago, à l'est par le lac Michigan et au sud par la Roosevelt Road. Il abrite de nombreux gratte-ciel dont certains figurent parmi les plus hauts du monde dont la Willis Tower (plus haut immeuble du monde de 1973 à 1998 et des États-Unis jusqu'en 2013). Il abrite également Grant Park, l'un des plus grands parcs de la ville, l'Art Institute of Chicago, l'un des plus beaux musées de la nation, le Millennium Park, le quartier historique de l'Historic Michigan Boulevard District, des campus universitaires réputés et de nombreux bâtiments classés au titre des monuments historiques aux niveaux municipal et fédéral. La limite nord du Loop est constituée de la Chicago Riverwalk, une promenade arborée longeant la rivière Chicago entre le pont de Lake Shore Drive et le pont de Lake Street.

#### South Loop/Printer's Row

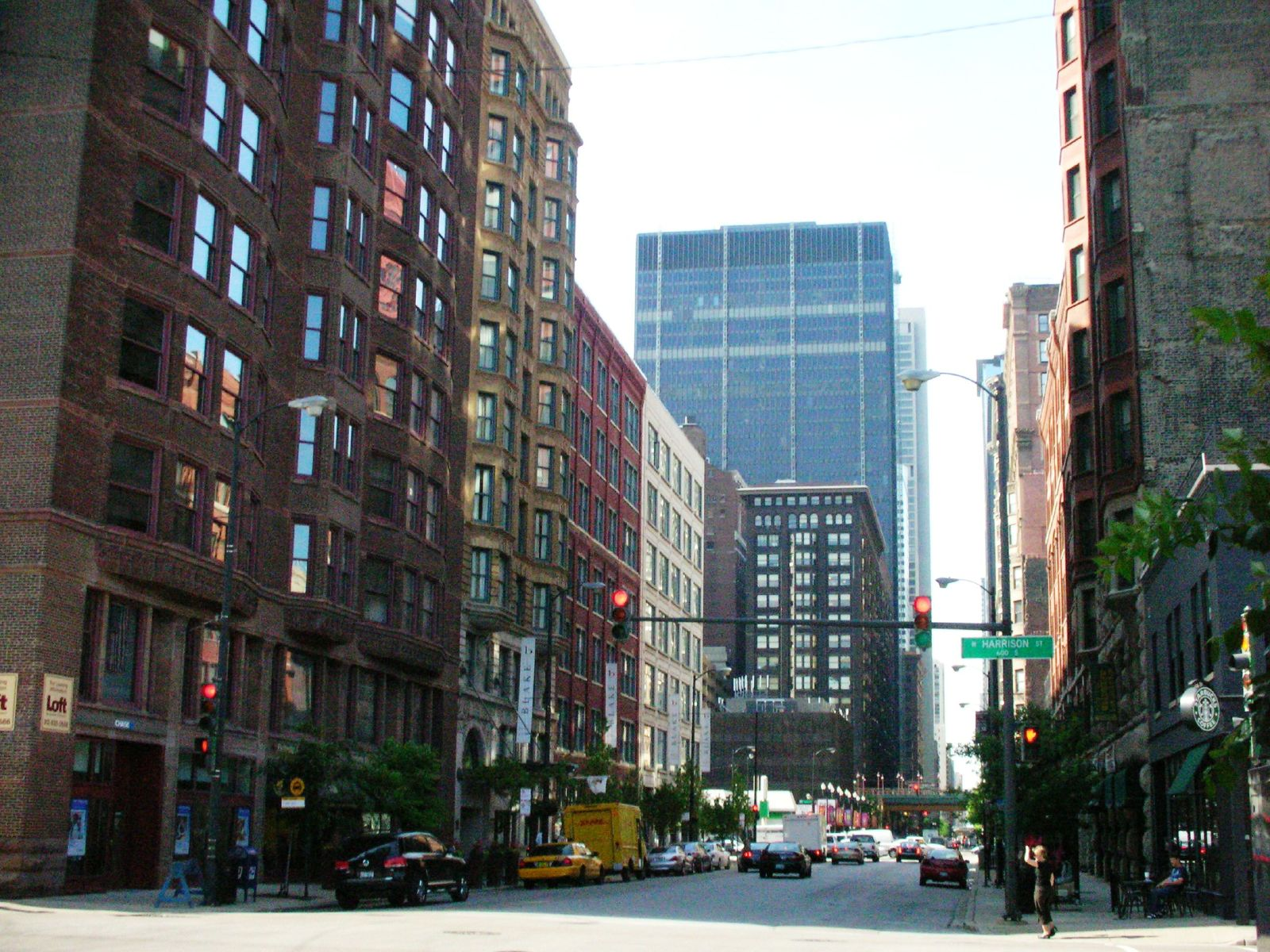
Printer's Row.

Printer's Row est considéré dans la culture locale comme étant le « quartier des artistes » du centre de Chicago. En effet, le quartier a la particularité d'être constitué d'immeubles consacrés aux galeries d'art, à la peinture et à la publicité. La gare de Dearborn (Dearborn Station), une ancienne gare historique, se trouve dans ce quartier.
En raison du phénomène de gentrification auquel doivent faire face de plus en plus de quartiers chicagoans, certains immeubles de Printer's Row sont reconvertis en lofts résidentiels pour accueillir une population plus aisée.
Juste au sud de Printer's Row se trouve le vaste quartier de South Loop qui s'étend approximativement de Roosevelt Road au nord à Cermak Road au sud. Ce quartier bénéficie depuis quelques années d'un programme de réhabilitation visant à transformer les anciennes friches industrielles en immeubles résidentiels. En effet, South Loop est un ancien quartier industriel qui fut laissé à l'abandon pendant de nombreuses années.

#### New Eastside

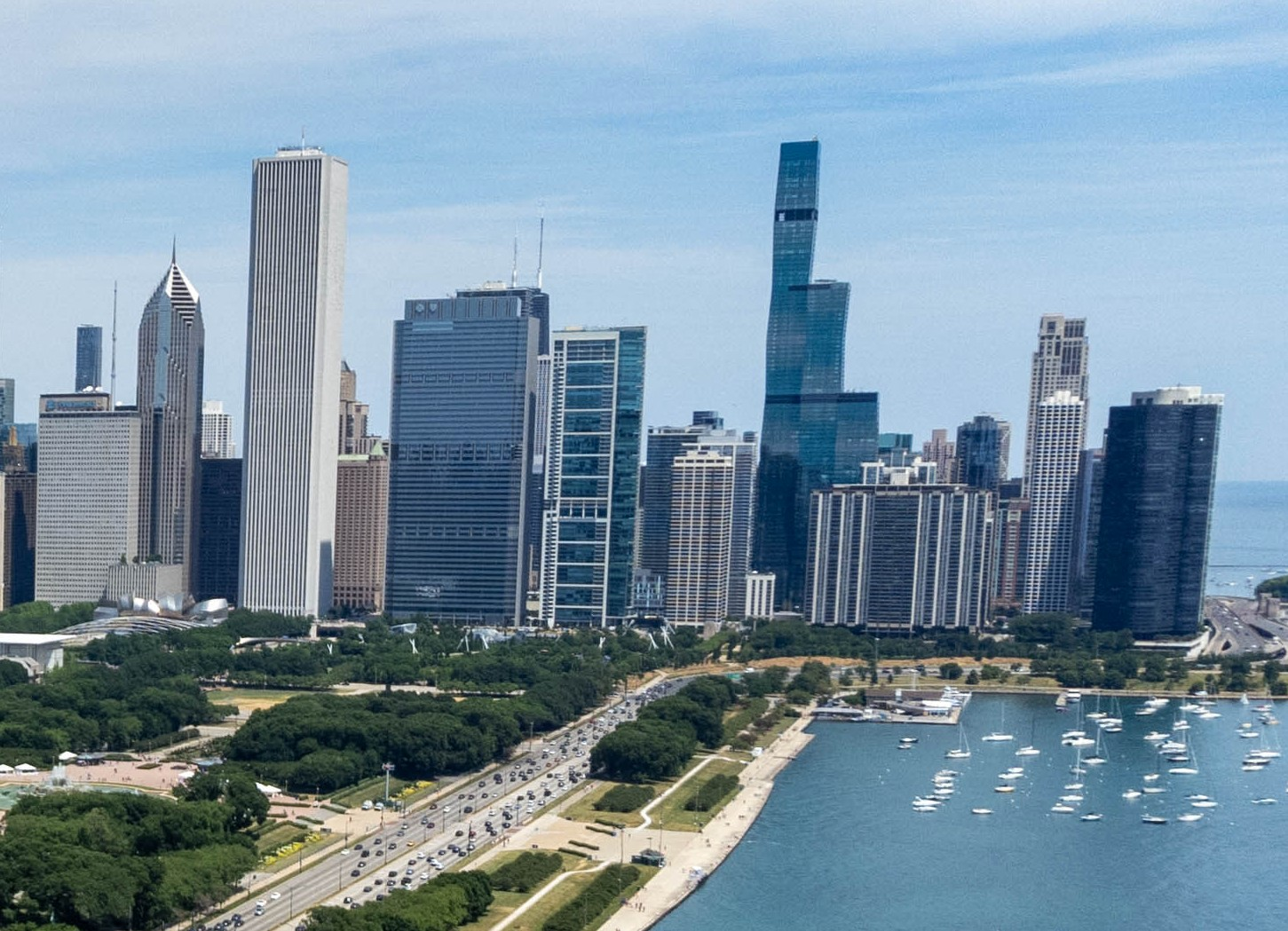
New Eastside.

New Eastside (aussi connu sous l'appellation de Northeast Loop) est un quartier résidentiel et commercial plutôt riche situé dans le quart nord-est du secteur du Loop. Il est bordé par Michigan Avenue à l'ouest, la rivière Chicago au nord, Randolph Street au sud, et Lake Shore Drive à l'est. En 2020, environ 16 460 personnes vivaient à New Eastside.
New Eastside est un quartier relativement récent, en effet jusqu'à la fin des années 1960 il était principalement composé de terrains vagues et de friches à l'abandon. Cette zone du centre-ville connaîtra un développement majeur à partir de 1969 et tout au long des années 1970, les anciennes friches ferroviaires de la compagnie de chemin de fer de l'Illinois Central Railroad seront remplacées par de nouveaux gratte-ciel et bâtiments résidentiels à haute densité bordés d'espaces verts. Aujourd'hui, New Eastside renferme dans ses limites l'Aon Center, le Two Prudential Plaza, le St. Regis Chicago, l'Aqua Building, le Blue Cross Blue Shield Tower, le nouveau quartier de bureaux de l'Illinois Center et le parc de Lakeshore East.
Le quartier présente la particularité de posséder un réseau de rues qui s'enchevêtrent sur un triple niveau et constitue une partie de la Chicago Riverwalk, une promenade arborée le long de la rivière Chicago.

#### River North

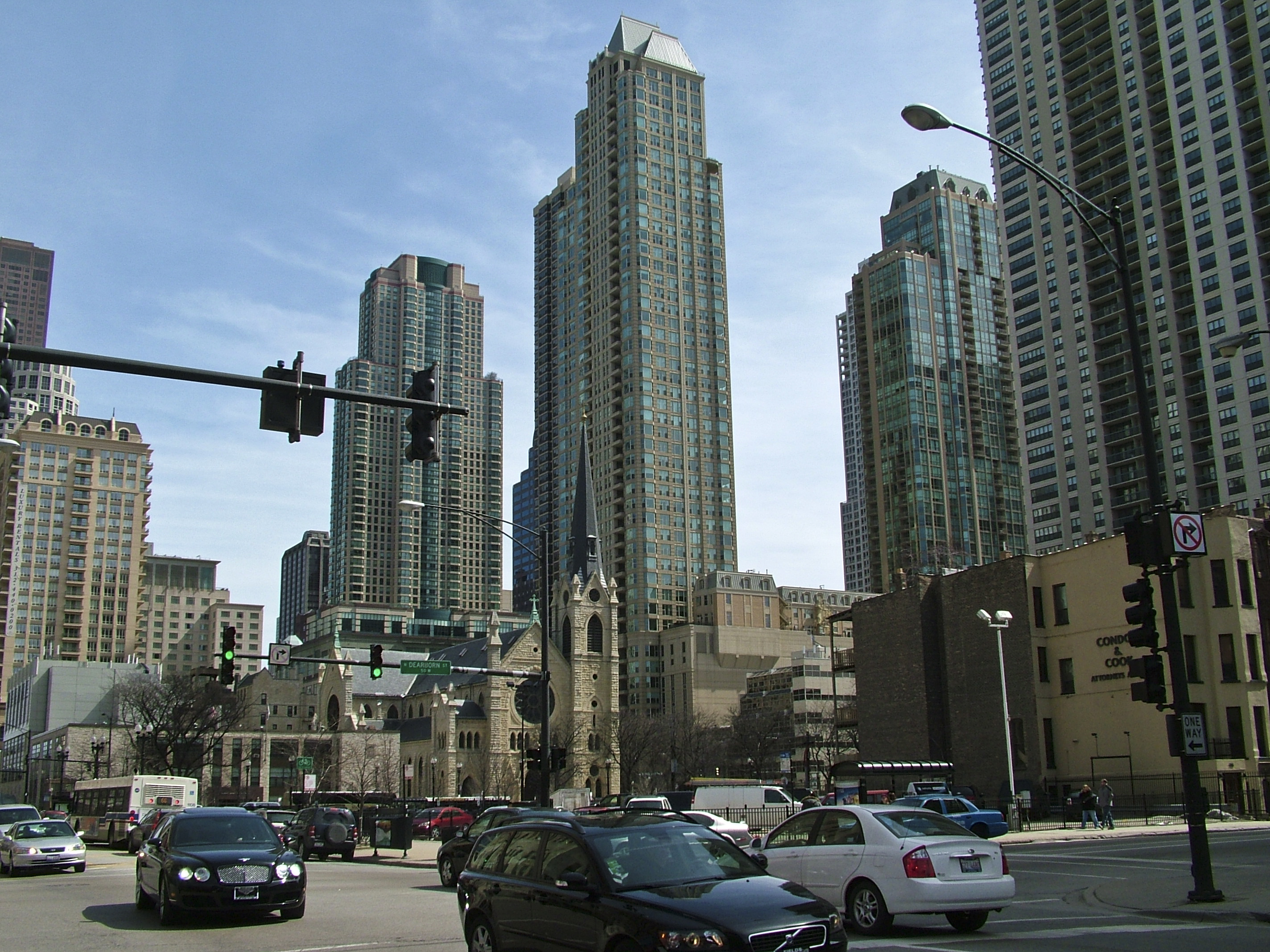
Vue sur le quartier de River North avec la cathédrale du Saint-Nom au premier plan.

Le quartier de River North est situé dans l'ouest du secteur de Near North Side et jouxte les secteurs du Loop et de Near West Side. Il est entouré par le quartier de Streeterville à l'est (délimité par Michigan Avenue), le quartier de Cabrini-Green au nord (Chicago Avenue), l'île-quartier de Goose Island au nord-ouest, le quartier de Wolf Point (à la confluence des trois branches de la rivière Chicago) au sud, et le secteur de Near West Side à l'ouest (rivière Chicago). River North est à la fois un quartier commercial et résidentiel. Il comprend dans ses limites le quartier de River North Gallery District qui contient la plus grande concentration de galeries d'art aux États-Unis après Manhattan à New York. Le quartier est très vivant de jour comme de nuit et comprend de nombreux bars lounge, des restaurants populaires et branchés et des discothèques.
Entre la fin des années 1990 et des années 2000, River North a subi une gentrification et de nombreux immeubles y ont été construits ou ont été rénovés, ce qui explique qu'en 20 ans, la population du quartier a considérablement augmentée ; en 2000, le quartier comprenait 9 830 habitants ; en 2020, River North comptait 20 022 habitants.

#### Chinatown

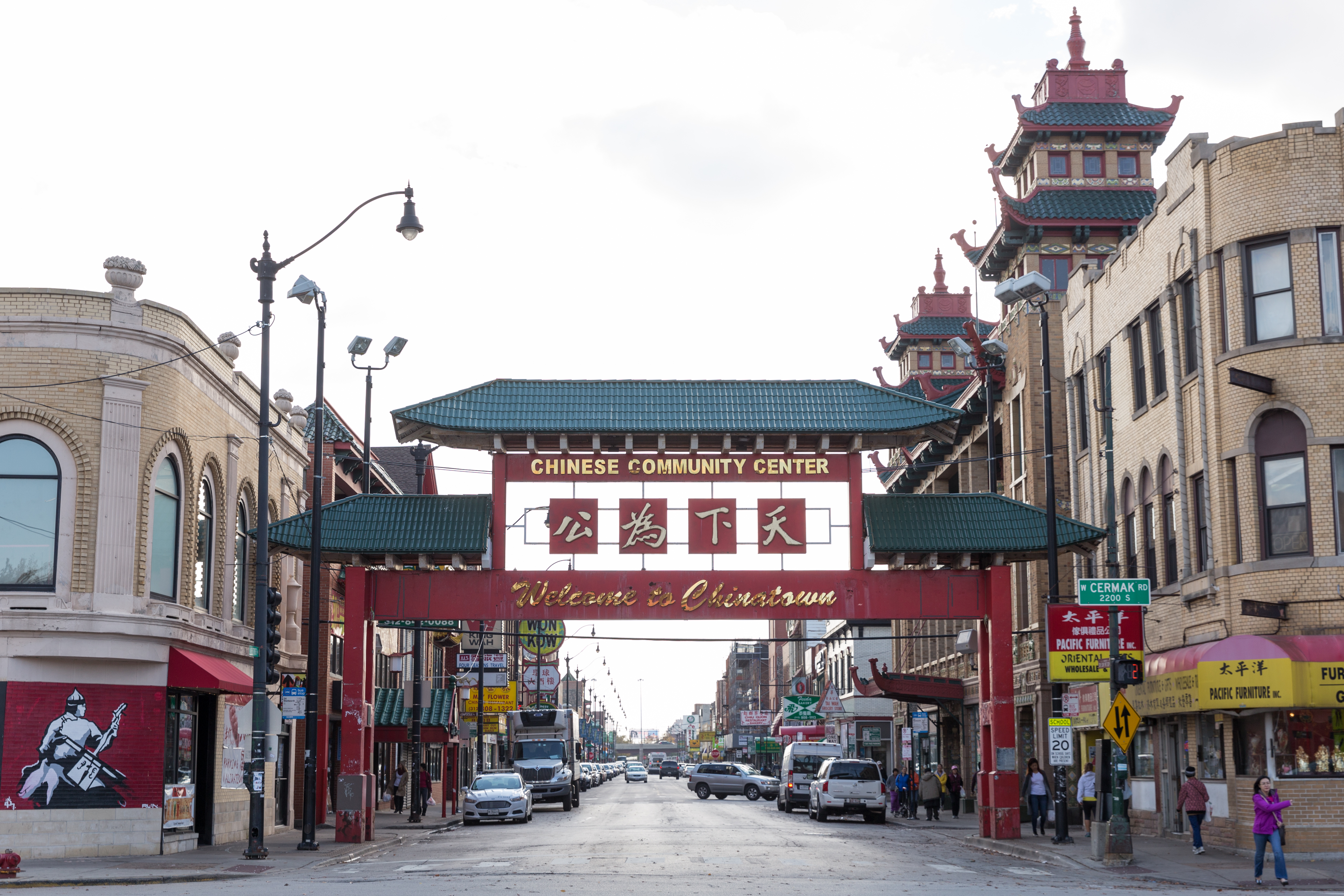
Porte monumentale à l'entrée du quartier de Chinatown, vue depuis l'artère commerçante de Wentworth Avenue.

Situé au sud-ouest du Loop dans le secteur d'Armour Square, centré principalement autour de Cermak Avenue et Wentworth Avenue, le quartier chinois de Chicago est l'un des plus anciens d'Amérique du Nord. Il est très caractéristique, avec ses enseignes chinoises, ses épiceries et boutiques, son hôtel de ville chinois et sa chambre de commerce (Pui Tak Center), son temple, son musée Ling Long (retraçant l'histoire de cette communauté vivant à Chicago) et son pavillon chinois à pagode dans le Ping Tom Memorial Park.
Il abrite les descendants des premiers immigrants chinois arrivés dans la ville après 1870, à la suite de l'achèvement du premier chemin de fer transcontinental. En 1889, environ 16 commerces chinois dotent le quartier. À la suite de la victoire de Mao Zedong et de la proclamation de la République populaire de Chine en 1949, une seconde vague d'immigration s'établit dans le quartier au cours des années 1950 et 1960. Chinatown comptait 16 325 habitants en 2010. Le quartier est réputé pour ses banques, ses restaurants et ses épiceries chinoises, ses boutiques spécialisées, et ses magasins de médecine chinoise. Il possède aussi un grand nombre de services destinés aux personnes s'intéressant à la culture chinoise.

#### Near South Side

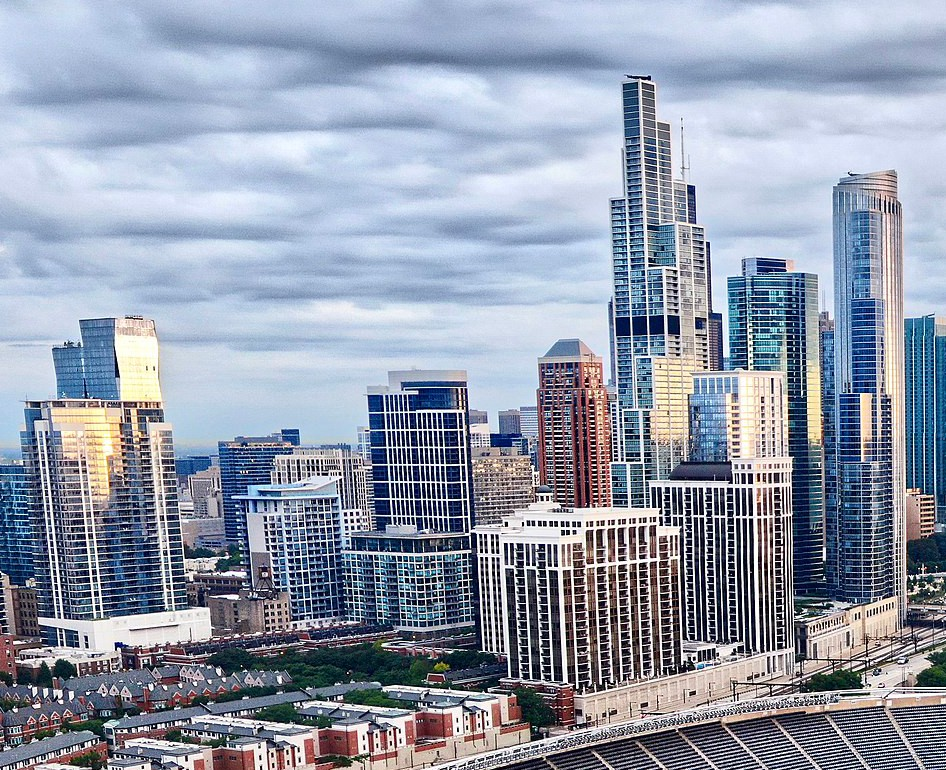
Vue sur les bâtiments et les gratte-ciel résidentiels du secteur de Near South Side.

Le quartier de Near South Side est situé en bordure du lac Michigan, juste au sud du secteur du Loop (délimité par Roosevelt Road), et constitue la partie sud de Downtown Chicago. Il est entouré par les quartiers de South Loop au nord, Near West Side au nord-ouest, Chinatown à l'ouest et Bronzeville au sud.
La portion de Near South Side située en bordure de la voie rapide de Lake Shore Drive contient certains des lieux les plus emblématiques de la ville dont le stade de Soldier Field (le domicile de l'équipe de NFL des Bears de Chicago), le McCormick Place (le centre des congrés et de convention le plus important des États-Unis), le Museum Campus (un espace vert situé dans le coin sud-est de Grant Park comprenant certains des musées les plus prestigieux de la nation, dont le musée Field d'Histoire Naturelle, l'aquarium John G. Shedd et le planétarium Adler), la péninsule de Northerly Island (qui contenait autrefois l'aéroport de Meigs Field ; aujourd'hui reconvertie en espace vert), et des bâtiments classés au titre des monuments historiques dont la John J. Glessner House et la Henry B. Clarke House. C'est à Near South Side (sur l'actuelle Prairie Avenue) qu'eut lieu le 15 août 1812 la bataille de Fort Dearborn opposant des soldats américains et des amérindiens Potawatomis. De 1933 à 1934, le secteur accueillit l'Exposition universelle de 1933 (A Century of Progress) ; le Sky Ride et l'atterrissage du Graf Zeppelin furent les principales attractions de l'Exposition,.
Le secteur est l'un des plus dynamiques de Chicago et compte de nombreux commerces et restaurants. Near South Side comprend de nombreux immeubles résidentiels de grande hauteur, dont des gratte-ciel, comme le One Museum Park (223 m) et le NEMA (273 m). D'après le bureau du recensement, le secteur comptait 28 795 habitants en 2020.

#### Streeterville

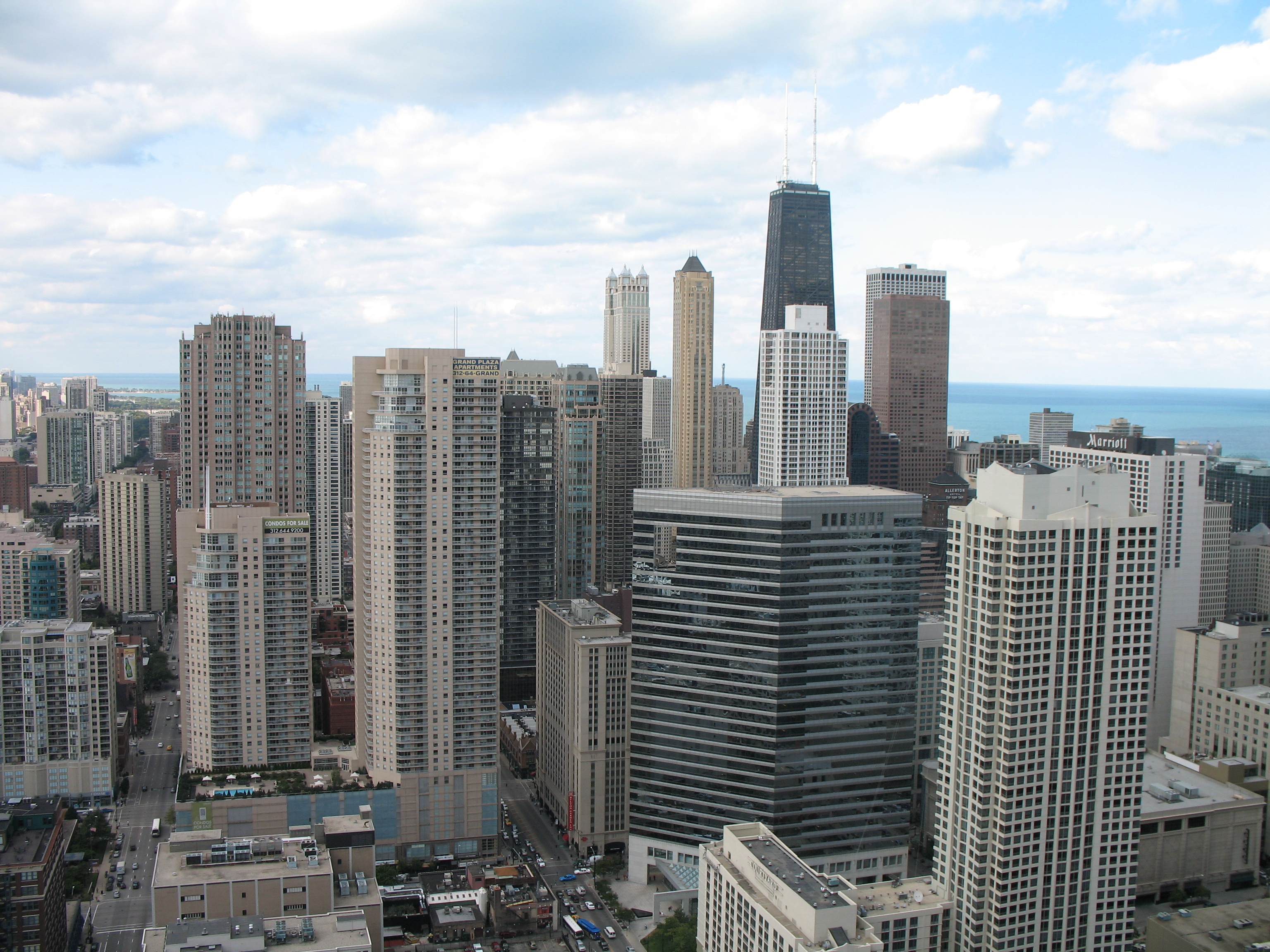
Vue générale sur les immeubles du quartier de Streeterville.

Situé dans le secteur de Near North Side, le quartier de Streeterville comprend de nombreux hôtels, des restaurants, des boutiques de luxe, des immeubles résidentiels de grande hauteur, des universités, des installations médicales, et des lieux culturels. Le quartier est plutôt huppé et renferme dans ses limites des joyaux de l'architecture chicagoane ; nombreux sont les édifices qui sont classés à la protection du patrimoine.
Streeterville connaît ces dernières années un essor économique et de nombreux terrains vagues sont reconvertis en propriétés résidentielles et commerciales. Il comprend dans ses limites des attractions touristiques telles que la jetée Navy (une jetée longue d'un kilomètre sur les rives du lac Michigan avec un parc d'exposition, des jeux, des cinémas et une grande roue de 46 mètres de diamètre), le phare de Chicago (inscrit sur la liste des monuments historiques) et l'observatoire du 875 North Michigan Avenue (d'où l'on peut admirer le panorama sur le quartier d'affaires de Chicago). Le célèbre Magnificent Mile traverse la limite ouest de Streeterville du nord au sud.
Le quartier historique de Old Chicago Water Tower District se trouve à Streeterville et comprend des édifices prestigieux tels que la Chicago Water Tower (un château d'eau en forme de tour de style néogothique), la Pumping Station (une station de pompage datant de 1869). En 2019, 33 224 personnes vivaient dans le quartier de Streeterville.

#### Magnificent Mile

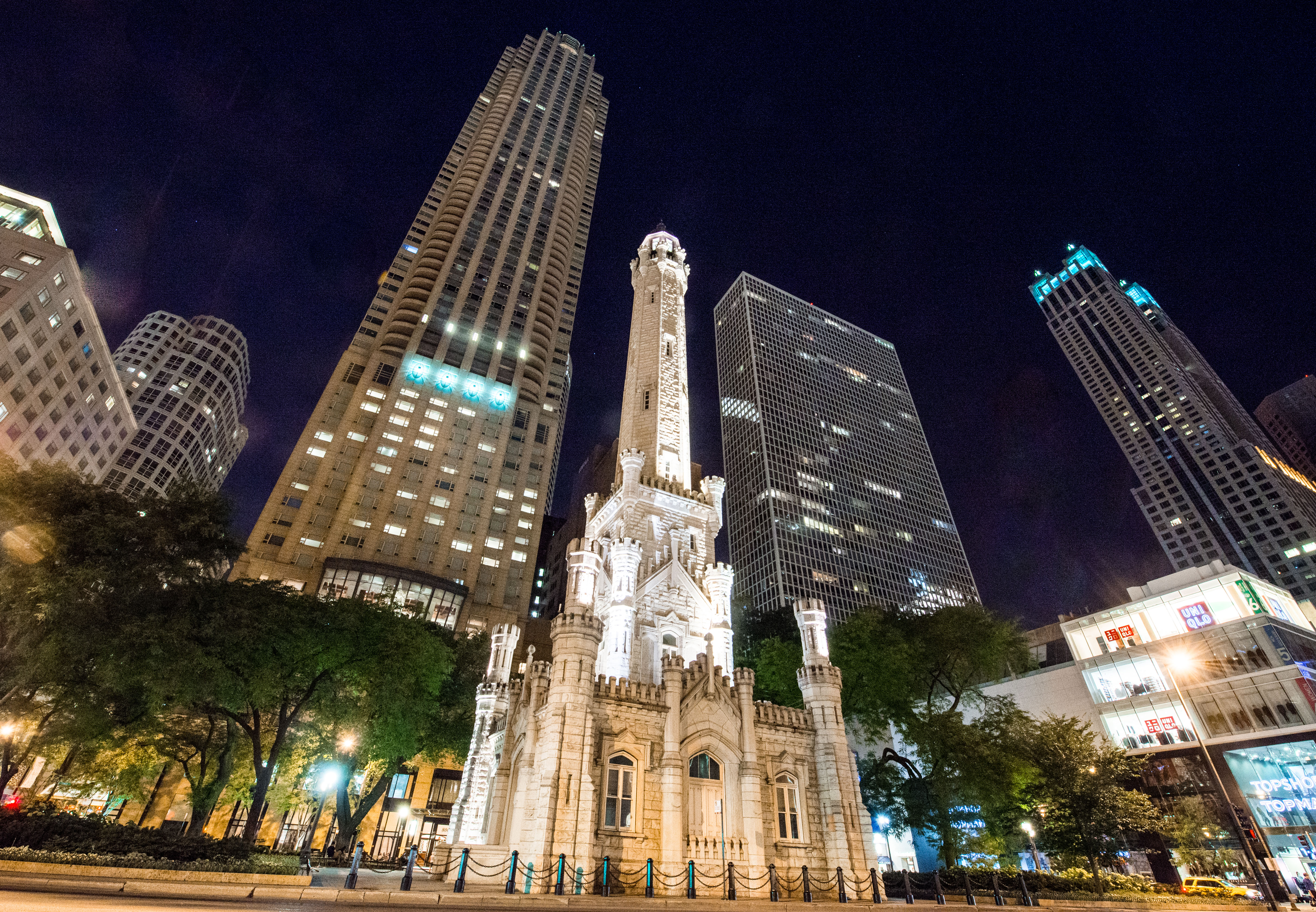
La Chicago Water Tower, un des plus beaux monuments historiques du Magnificent Mile.

Le Magnificent Mile (surnommé les « Champs-Élysées de Chicago » ; parfois appelé « The Mag Mile ») est une section prestigieuse de la Michigan Avenue, s'étirant du pont de Michigan Avenue (au sud) à Oak Street (au nord) dans le quartier de Near North Side.
Le quartier est situé à proximité immédiate du Loop et à un pâté de maisons à l'est de Rush Street, connue pour sa vie nocturne. Son surnom lui fut donné dans les années 1940 par le promoteur immobilier Arthur Rubloff de la Rubloff Company. Le Magnificent Mile constitue l'artère principale délimitant les quartiers de Streeterville et de la Gold Coast.
Actuellement, le Magnificent Mile est l'artère commerçante la plus prestigieuse de Chicago. Il est principalement constitué d'enseignes haut de gamme, de magasins de vêtements de luxe, de restaurants branchés, de musées et d'hôtels de luxe. Plusieurs des bâtiments les plus hauts des États-Unis, tels que le 875 North Michigan Avenue et la Trump International Hotel and Tower, se trouvent en bordure de l'artère. De nombreux monuments historiques s'y trouvent également, tels que le Wrigley Building, la Tribune Tower, la Chicago Water Tower et la Pumping Station (toutes deux construites en 1869 par William W. Boyington), le Drake Hotel et l'Allerton Hotel entre autres.

#### Michigan–Wacker Historic District

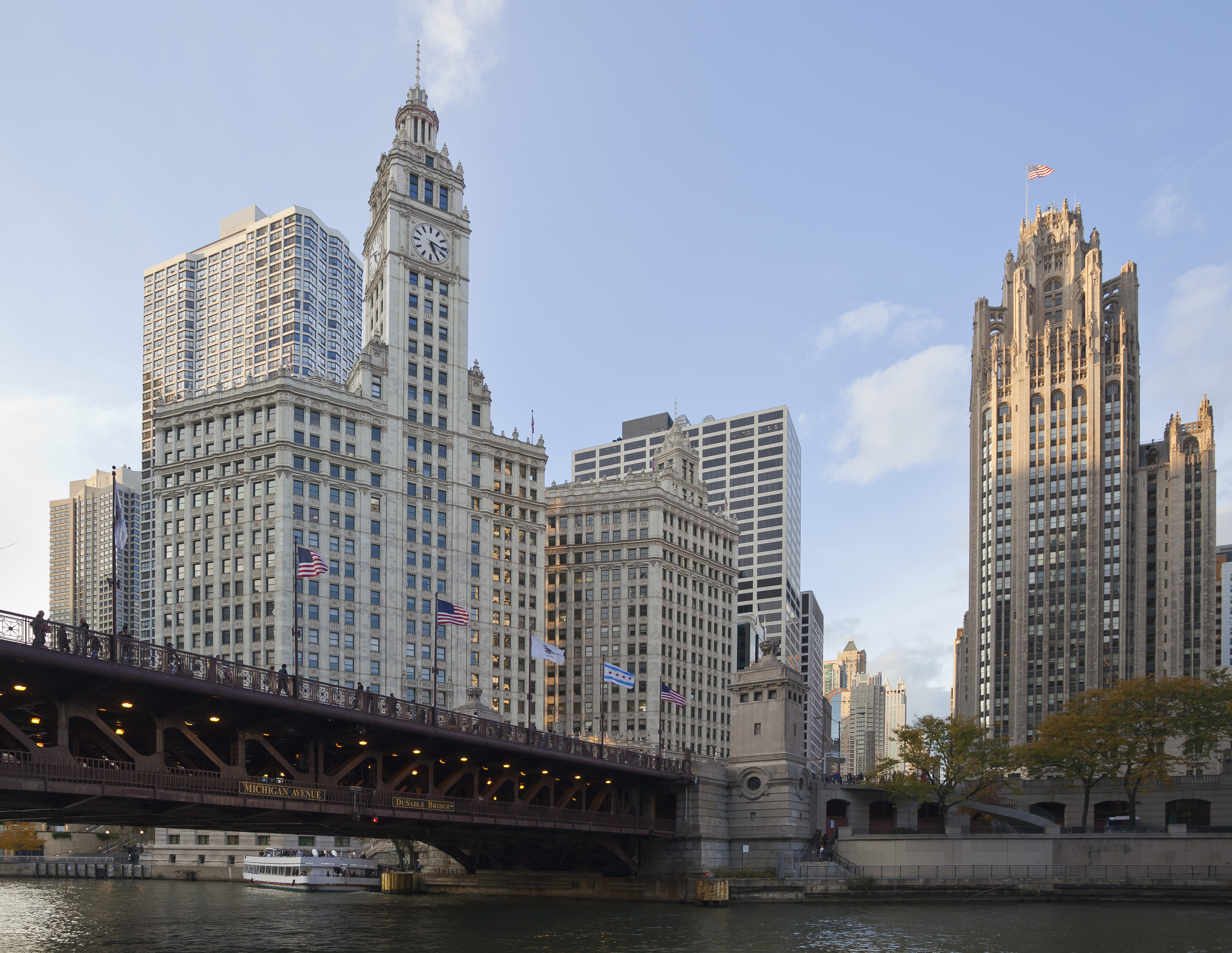
Le pont de Michigan Avenue, le Wrigley Building et la Tribune Tower au cœur du quartier de Michigan–Wacker Historic District.

Le quartier historique de Michigan–Wacker Historic District s'articule autour du pont de Michigan Avenue, à cheval sur les secteurs du Loop et de Near North Side. Le quartier figure sur le Registre national des lieux historiques (National Register of Historic Places). Il se trouve partiellement dans le quartier de Streeterville dont il forme la partie sud, et est délimité par le quartier historique de Old Chicago Water Tower District au nord et le quartier de New Eastside au sud. Le quartier est traversé par le Magnificent Mile.
Ce quartier historique est connu pour abriter certains des plus beaux bâtiments de la ville mais aussi pour avoir été l'endroit où fut construit le fort Dearborn en 1803. Parmi les édifices les plus remarquables on peut citer : le 333 North Michigan (1927), le London Guarantee Building (1923 ; aussi appelé 360 North Michigan), le 35 East Wacker (1927), l'InterContinental Chicago Magnificent Mile (1929), le Carbide & Carbon Building (1929), la Tribune Tower (1925 ; siège du Chicago Tribune), le Wrigley Building (1929 ; siège de la Wrigley Company) et la Mather Tower (1928).
Il s'agit de l'un des quartiers les plus prestigieux de Chicago et attire de nombreux touristes.

#### Wolf Point

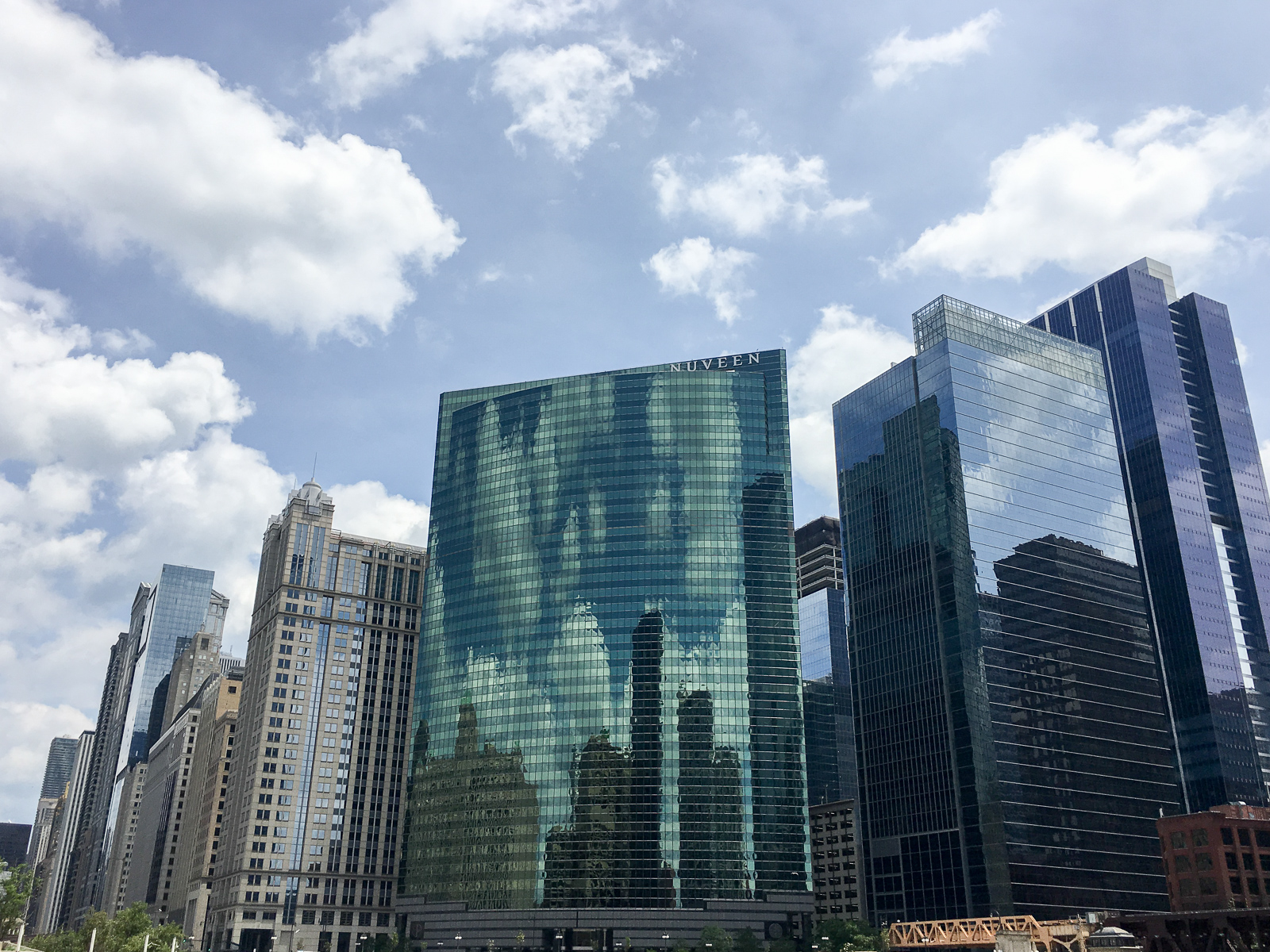
Wolf Point.

Wolf Point est un quartier situé à la confluence des trois branches de la rivière Chicago (Main Branch, South Branch et North Branch) et à la frontière de trois secteurs de la ville : Near North Side, le Loop et Near West Side. Wolf Point est délimité par le quartier de River North au nord et le quartier historique de Michigan–Wacker Historic District à l'est (Near North Side), par le quartier de Fulton River District au nord-ouest et le quartier de West Loop au sud-ouest (Near West Side), et par le quartier de Financial District au sud (Loop).
Wolf Point est connu pour abriter de nombreux immeubles de bureaux (comme le 333 Wacker Drive, le 300 North LaSalle et le 155 North Wacker), des bâtiments administratifs, le Merchandise Mart (plus grand magasin du monde en surface dans les années 1930), le siège du Chicago Sun-Times, et le Main Post Office de Chicago. Le terminal ferroviaire de Ogilvie Transportation Center, l'une des plus importantes gares Metra, se situe à proximité. La promenade appelée Chicago Riverwalk est accessible au niveau du pont de Lake Street.
Plusieurs immeubles de bureaux y ont été construits ces dernières années dont River Point, les Wolf Point Towers et le 150 North Riverside.

#### Gold Coast

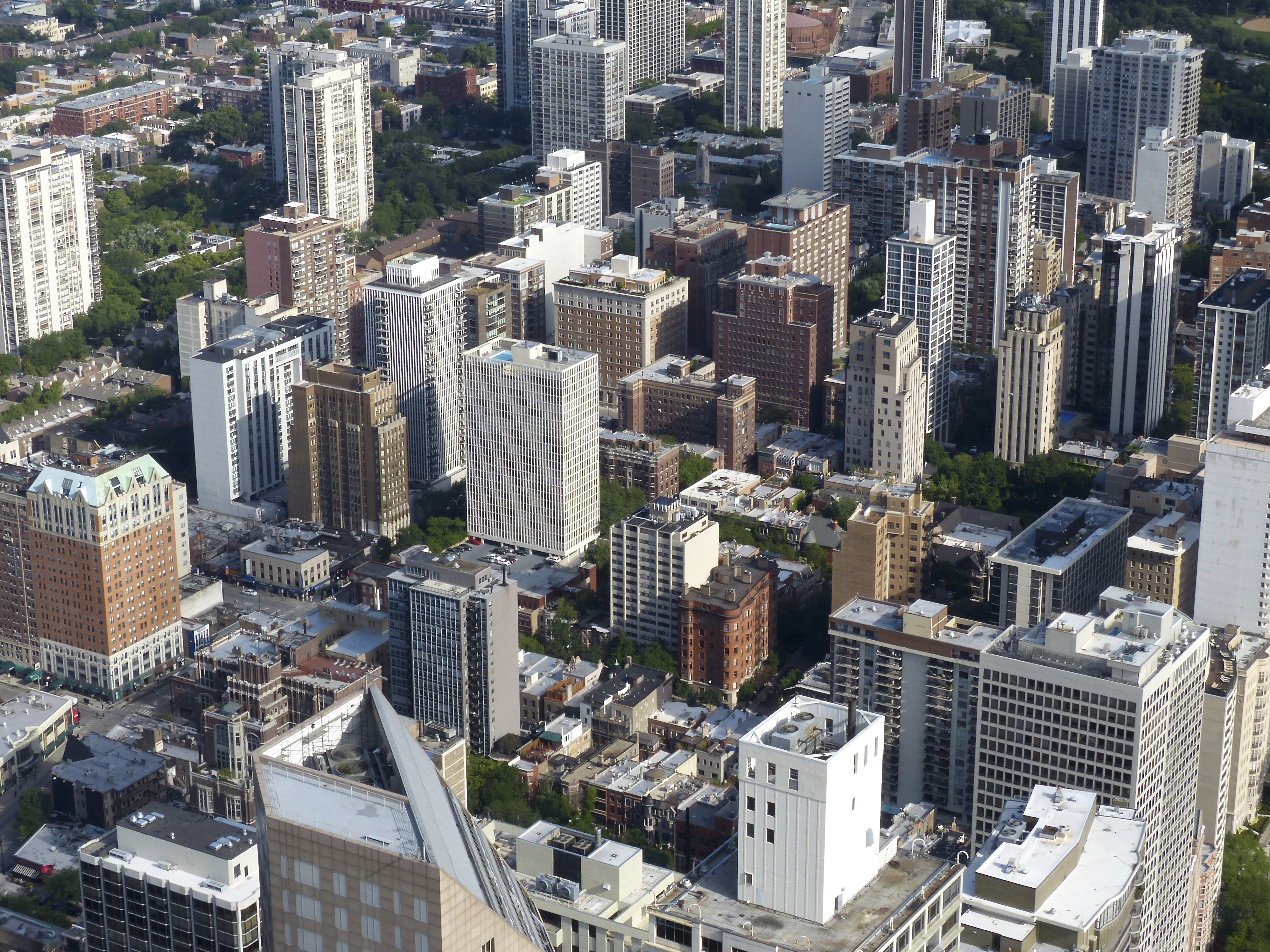
Vue d'ensemble du quartier de la Gold Coast.

La Gold Coast (la « Côte d'Or ») englobe un vaste secteur géographique de Near North Side et se trouve entre Old Town à l'ouest, Cabrini-Green au sud-ouest, Streeterville au sud, Lincoln Park au nord, Lake Shore Drive et le lac Michigan à l'est. La Gold Coast est connue pour être l'un des quartiers les plus huppés de la ville.
Il s'agit d'un quartier assez dense qui comprend de nombreux immeubles résidentiels, mais aussi des boutiques de luxe et des enseignes prestigieuses, des restaurants, des hôtels et un grand centre commercial en souterrain. Certaines des plus belles plages de Chicago, dont Oak Street Beach et North Avenue Beach, se trouvent à proximité immédiate de la Gold Coast, à 5 minutes à pied du centre du quartier, juste de l'autre côté de Lake Shore Drive.
Le quartier comprend en son sein le Gold Coast Historic District, un quartier historique se composant de nombreuses maisons d'architecture victorienne, mais aussi des maisons classées au titre des monuments historiques comme la James Charnley House (1892), conçue par les architectes Louis Sullivan et Frank Lloyd Wright.

#### Old Chicago Water Tower District

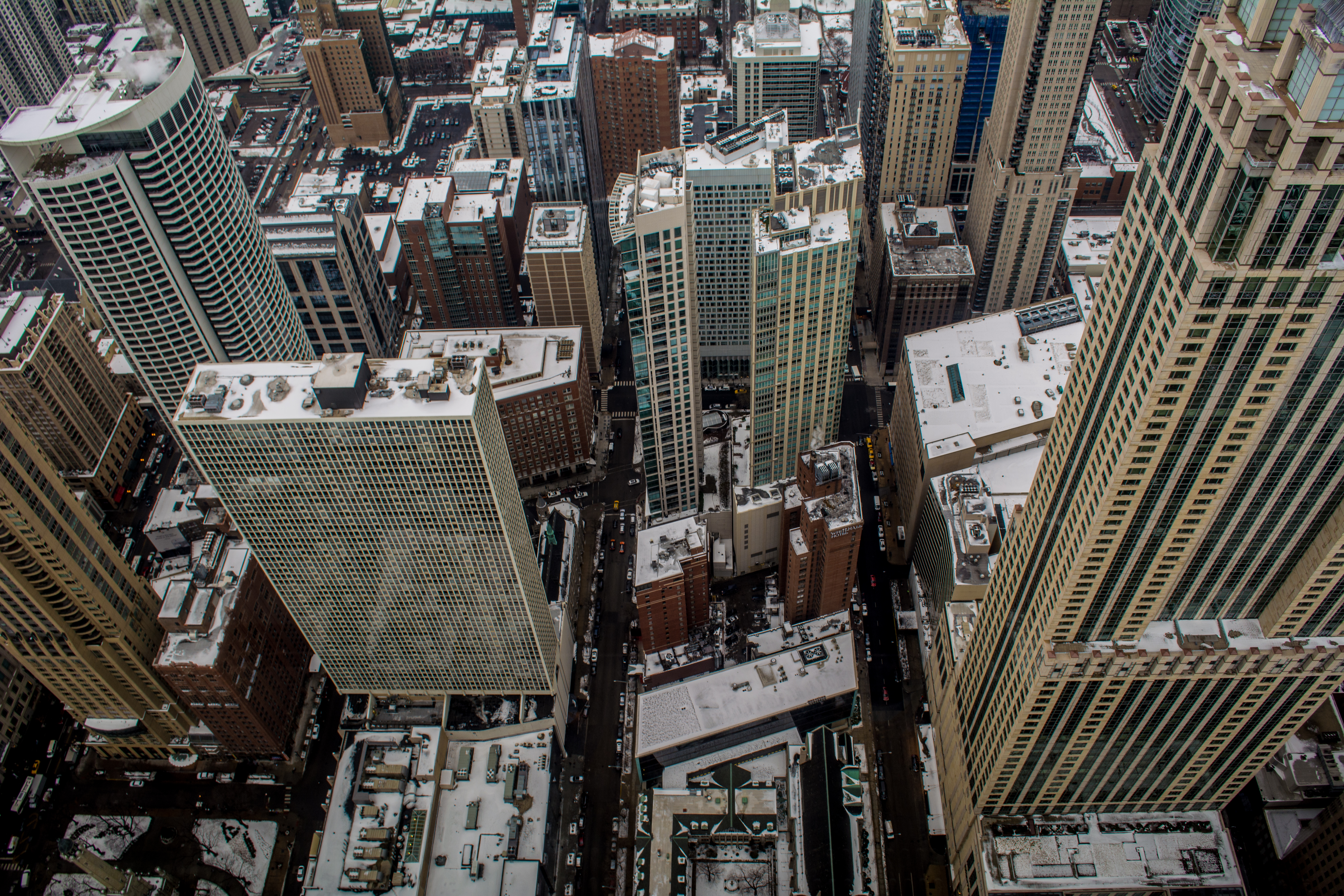
Vue générale sur le quartier historique de l'Old Chicago Water Tower District depuis le 875 North Michigan Avenue.

Situé le long du Magnificent Mile au niveau de Streeterville, dans le secteur de Near North Side, le quartier historique de l'Old Chicago Water Tower District se trouve des deux côtés de North Michigan Avenue entre East Chicago Street et East Pearson Street.
Il comprend la Chicago Water Tower, la Chicago Pumping Station, et la caserne de pompiers historique numéro 98 du Chicago Fire Department. Ces trois structures et bâtiments ont été désignés Chicago Landmark le 6 octobre 1971 par la ville de Chicago,. La Water Tower et la Pumping Station font partie des rares bâtiments à avoir échappé à la destruction du Grand incendie de Chicago de 1871.

#### Little Sicily
Little Sicily (« petite Sicile ») était un petit quartier sicilien situé juste au nord du quartier de North River, l'un des quartiers les plus animés de la ville, dans le secteur de Near North Side. La première église catholique italienne de Chicago était Assomption, sur Illinois Street, avec un mandat lui conférant d'être l'église paroissiale pour tous les Italiens. Le quartier n'existe plus en raison de la construction des logements publics de Cabrini-Green sur le site pendant et après la Seconde Guerre mondiale. Au milieu des années 1960, la criminalité et les problèmes sociaux de Cabrini ont provoqué le départ de bon nombre des premiers résidents.

#### Cabrini-Green

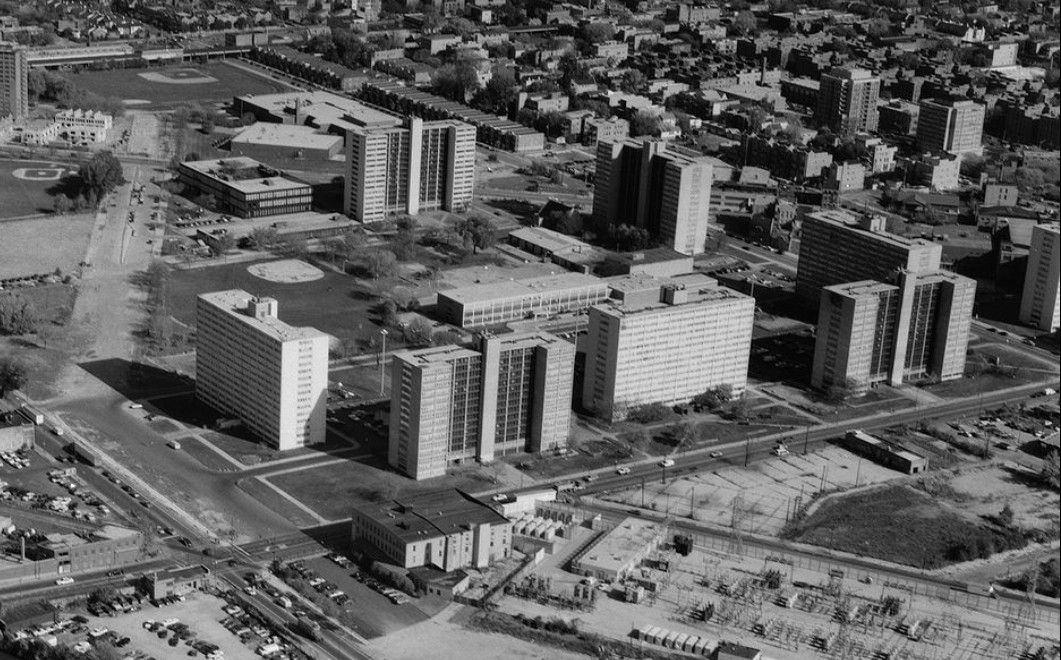
Vue aérienne de l'ensemble des Frances Cabrini Homes dans le quartier de Cabrini-Green.

Cabrini-Green est un quartier résidentiel d'environ 15 000 habitants situé dans l'ouest du secteur de Near North Side. Il a pendant longtemps souffert d'une mauvaise réputation et était l'un des quartiers les plus criminogènes de Chicago, de la période allant des années 1970 jusqu'aux années 1990.
Cabrini-Green était un grand ensemble composé essentiellement de logements sociaux appartenant à l'Office public de l'habitat de Chicago (Chicago Housing Authority ; CHA). L'ensemble des Frances Cabrini Homes fut achevé par la CHA en 1942 pour abriter un afflux de travailleurs ainsi que des anciens combattants de retour à Chicago après la Seconde Guerre mondiale. Les Frances Cabrini se composaient de 55 bâtiments de deux et trois étages. La plupart des nouveaux logements sociaux qui ont suivi, construits dans les années 1950 et 1960 sous la direction du maire Richard J. Daley, se sont présentés sous la forme d'énormes superblocs d'immeubles de grande hauteur.
Depuis le début des années 2000, le quartier est réaménagé et de nombreux bâtiments ont été rasés ou réhabilités,.

#### River West

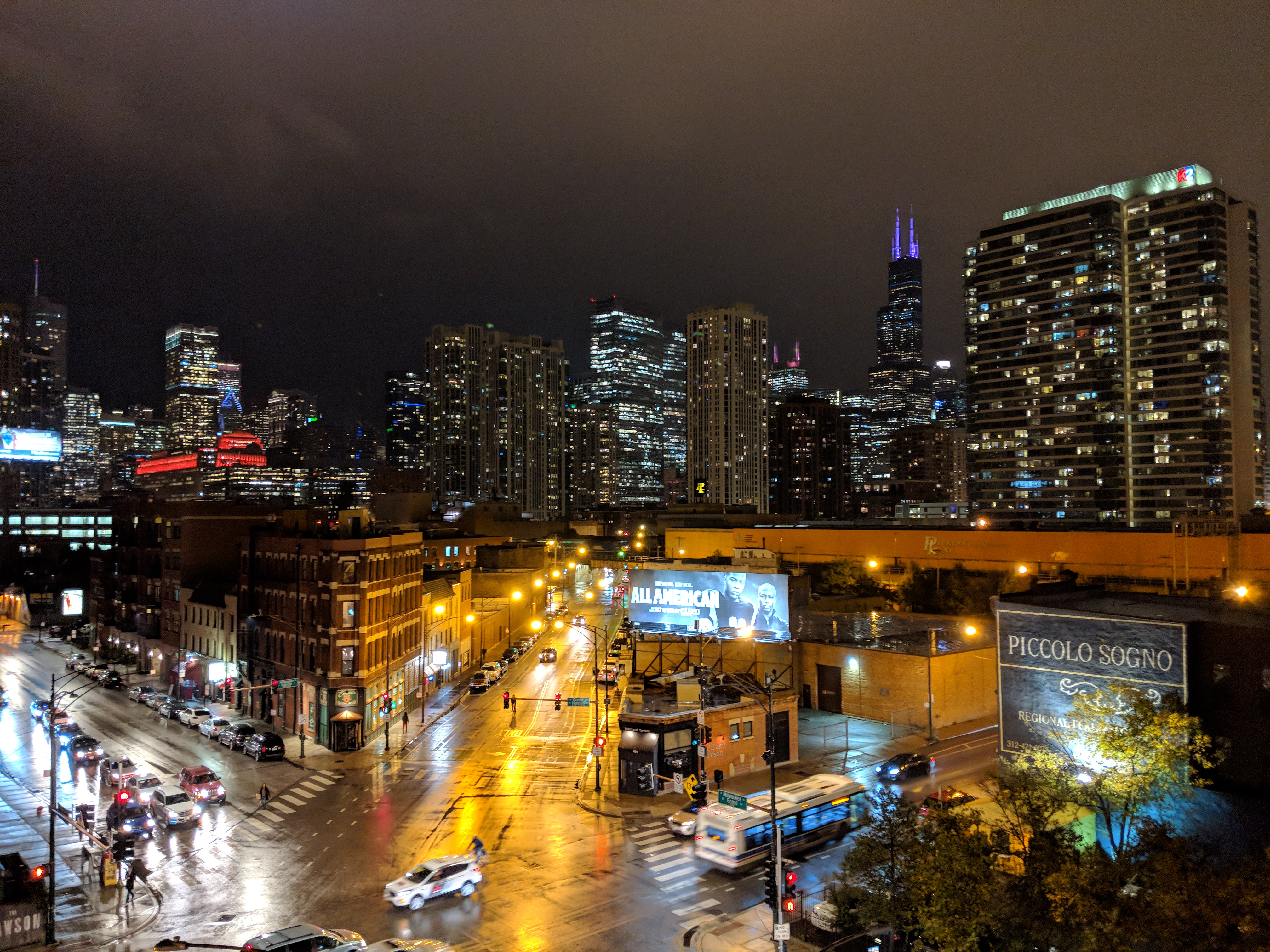
Vue sur le quartier de River West à l'angle de Milwaukee Avenue et Halsted Street.

River West est un quartier situé dans la partie Est du secteur de West Town, délimité par les quartiers de Goose Island au nord, Fulton Market District au sud, River North à l'est et East Village à l'ouest. Comme son nom l'indique, le quartier se trouve sur la rive ouest de la rivière Chicago au nord-ouest du Loop. On y trouve des bars, des restaurants, des pubs irlandais, des discothèques et quelques commerces.
Pendant des années, River West n'était guère plus qu'une zone de survol entre le secteur financier du Loop et les quartiers plus branchés de North Side comme Wicker Park. Le quartier était principalement constitué de friches industrielles et d'usines. Cependant, River West connaît une résurgence depuis le milieu des années 1980, en effet les promoteurs immobiliers de Chicago ont transformé les dernières usines et les friches abandonnées du quartier en condominiums de style loft, répondant ainsi à la demande de plus en plus croissante de logements abordables à proximité du Loop. River West conserve des caractéristiques industrielles tout en adoptant une esthétique urbaine moderne.

#### Goose Island

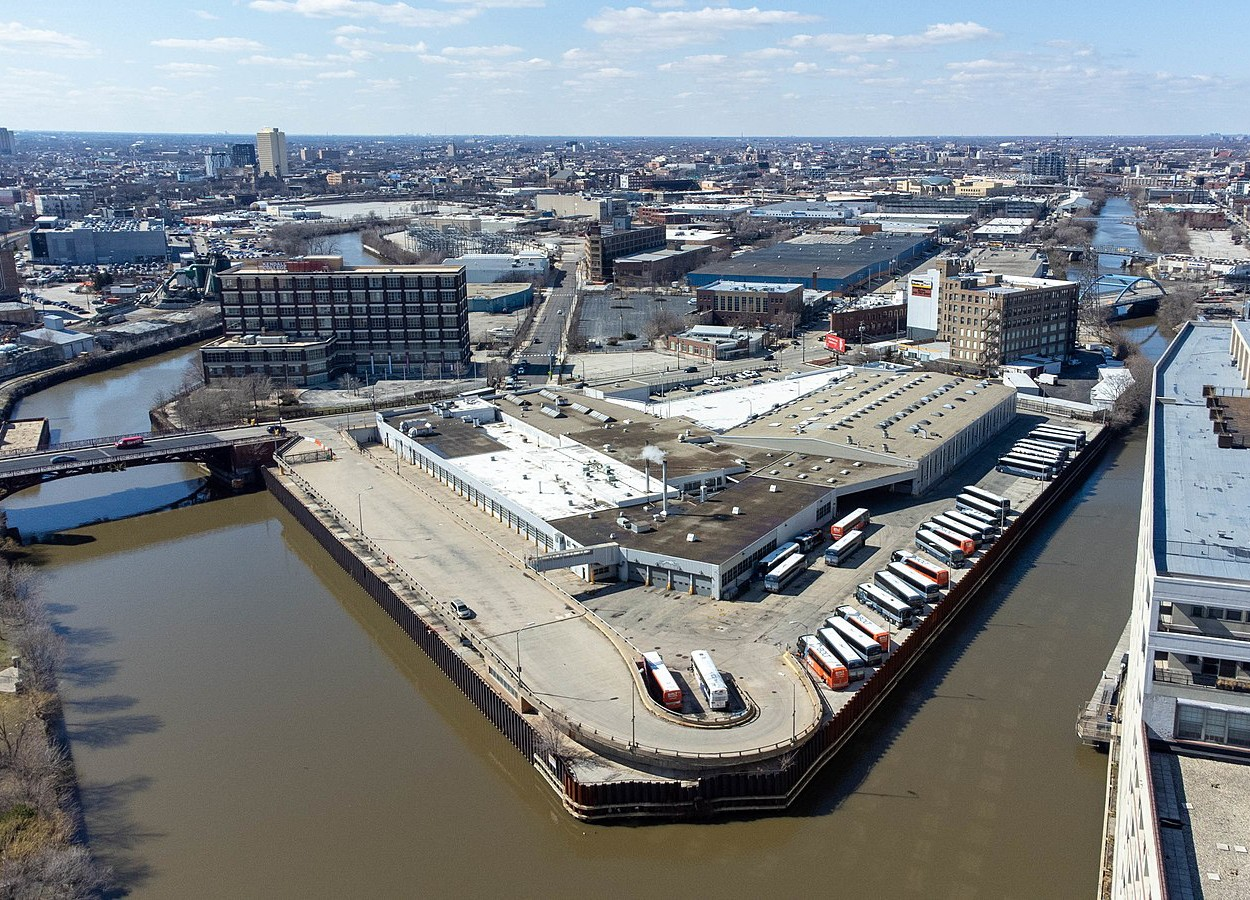
Vue sur la pointe sud de l'île-quartier de Goose Island.

Le quartier de Goose Island comprend une île artificielle située entre la branche nord (North Branch) de la rivière Chicago à l'ouest et le canal de la branche nord (North Branch Canal) à l'est ainsi que plusieurs pâtés d'immeubles situés sur les rives de la rivière Chicago. L'île couvre une superficie totale de 65 ha (0,65 km2). Géographiquement, le quartier forme la partie nord-ouest du secteur de Near North Side entre Cabrini-Green à l'est et West Town à l'ouest. Bien que Goose Island compte quelques immeubles d'habitations, il s'agit principalement d'un quartier à caractères industriel et tertiaire. Il comporte dans ses limites le vaste Montgomery Ward Company Complex, bâtiment historique protégé au niveau municipal et fédéral, et ancien siège de la compagnie Montgomery Ward.

### North Side

#### Lakeview

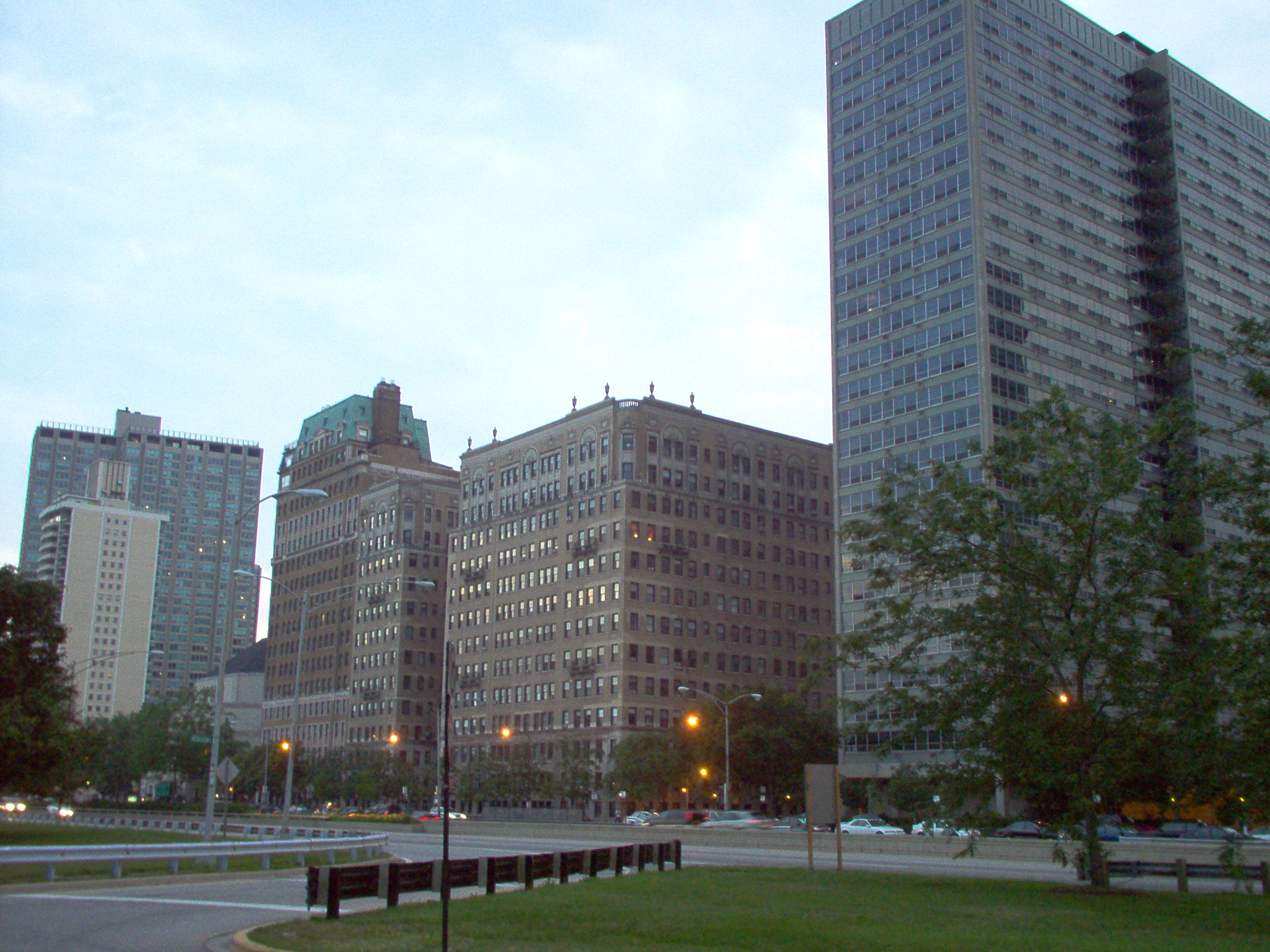
Lakeview.

Le quartier de Lakeview est divisé en trois parties : West Lakeview, Central Lakeview et East Lakeview. Les limites de Lakeview sont bordées par West Diversey Parkway au sud, West Irving Park Road au nord, North Ravenswood Avenue à l'ouest et le lac Michigan à l'est.
West Lakeview comprend des centres commerciaux, des boutiques, des restaurants et divers commerces. Central Lakeview est très animé et comprend des restaurants, des théâtres, des salles de spectacles mais aussi Wrigleyville, le quartier abritant Wrigley Field, le stade de l'équipe des Cubs de Chicago. East Lakeview, en particulier le long de Lake Shore Drive et de Broadway Avenue, se compose de condominiums haut de gamme et d'immeubles de grande hauteur ainsi que de lofts de taille moyenne à loyer plus élevé. Les petites entreprises, les boutiques, les restaurants, les institutions culturelles et communautaires se trouvent le long de North Broadway et de North Halsted Street. East Lakeview comprend également Boystown, le principal quartier dédié à la communauté LGBT de Chicago. Au sud de East Lakeview se trouve Lakeview Historic District, un quartier historique inscrit au Registre national des lieux historiques.
En 2020, la population de Lakeview était de 103 050 habitants, ce qui en fait le deuxième secteur de Chicago en termes de population après Near North Side.

#### Boystown/Andersonville

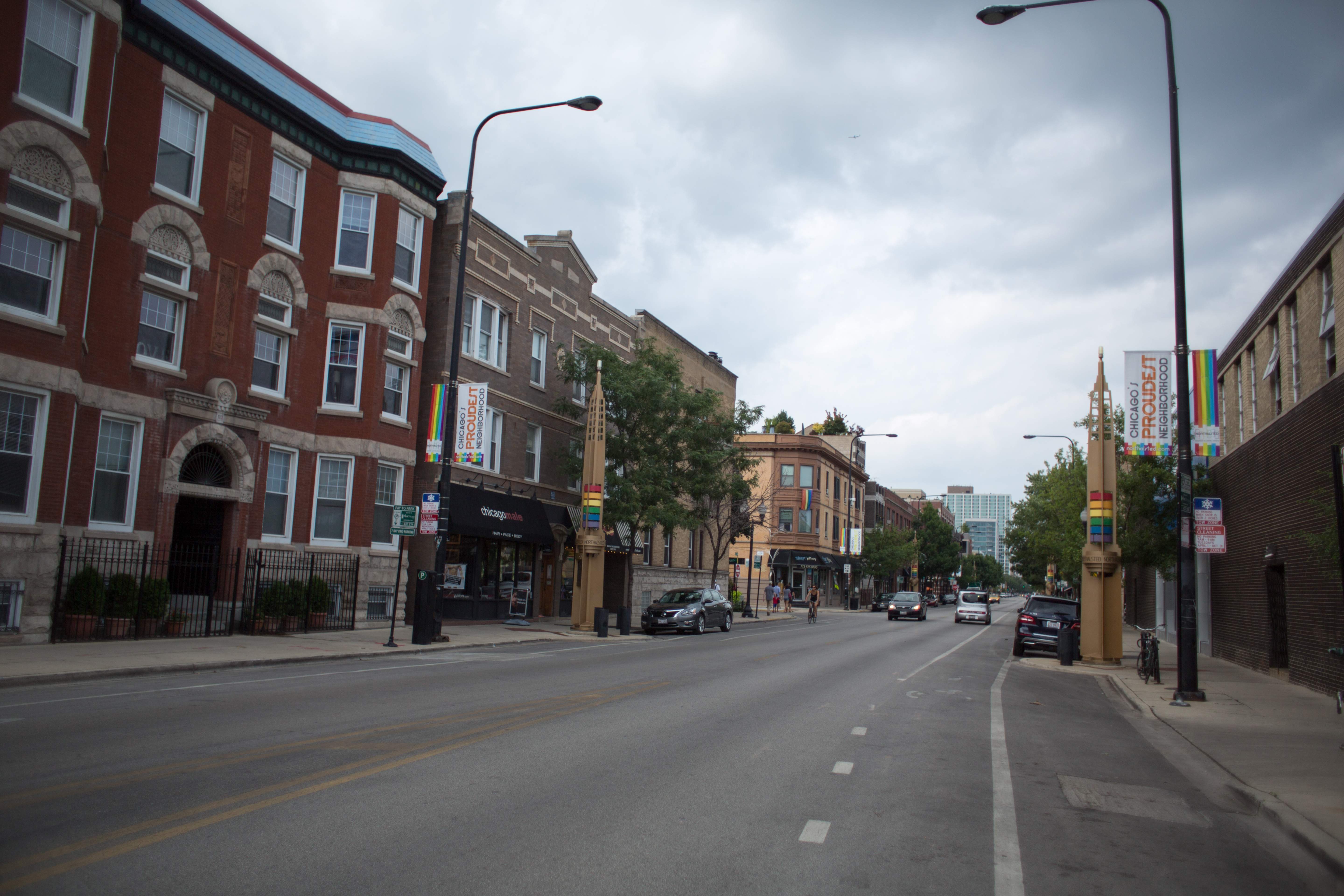
Halsted Street au cœur du quartier de Boystown avec ses colonnes arc-en-ciel.

C'est à la fin des années 1970 que Chicago voit s'ériger le premier quartier consacré à la communauté LGBT aux États-Unis. Situé dans le secteur de Lakeview, le quartier prend de l'importance dans les années 1980 et adopte le nom de « Boystown ». Il devient le bastion de la culture LGBT pour la communauté homosexuelle de toute la région de Chicago,. Le quartier est situé près du lac Michigan entre North Belmont, North Addison, West Halsted et Broadway, à proximité du quartier animé de Wrigleyville.
Non loin de Boystown se trouve le quartier lesbien d'Andersonville, dans le secteur d'Edgewater. Ce quartier fut construit dans les années 1850 par les immigrés suédois. Beaucoup d'entre eux étaient charpentiers, maçons, manœuvres, ou même pour quelques-uns architectes ; les Suédois ont contribué à la configuration de la ville après le grand incendie en 1871. Dans le quartier ils bâtissent plusieurs églises protestantes. Depuis 1976, un musée est consacré à l'histoire de la communauté suédoise ayant vécu dans ce quartier : le Swedish American Museum. À partir des années 1940-1950, la communauté Suédoise commence à s'établir dans d'autres quartiers et dans les années 1980 les femmes homosexuelles s'installent à Andersonville et donnent au quartier son identité.

#### Edgewater

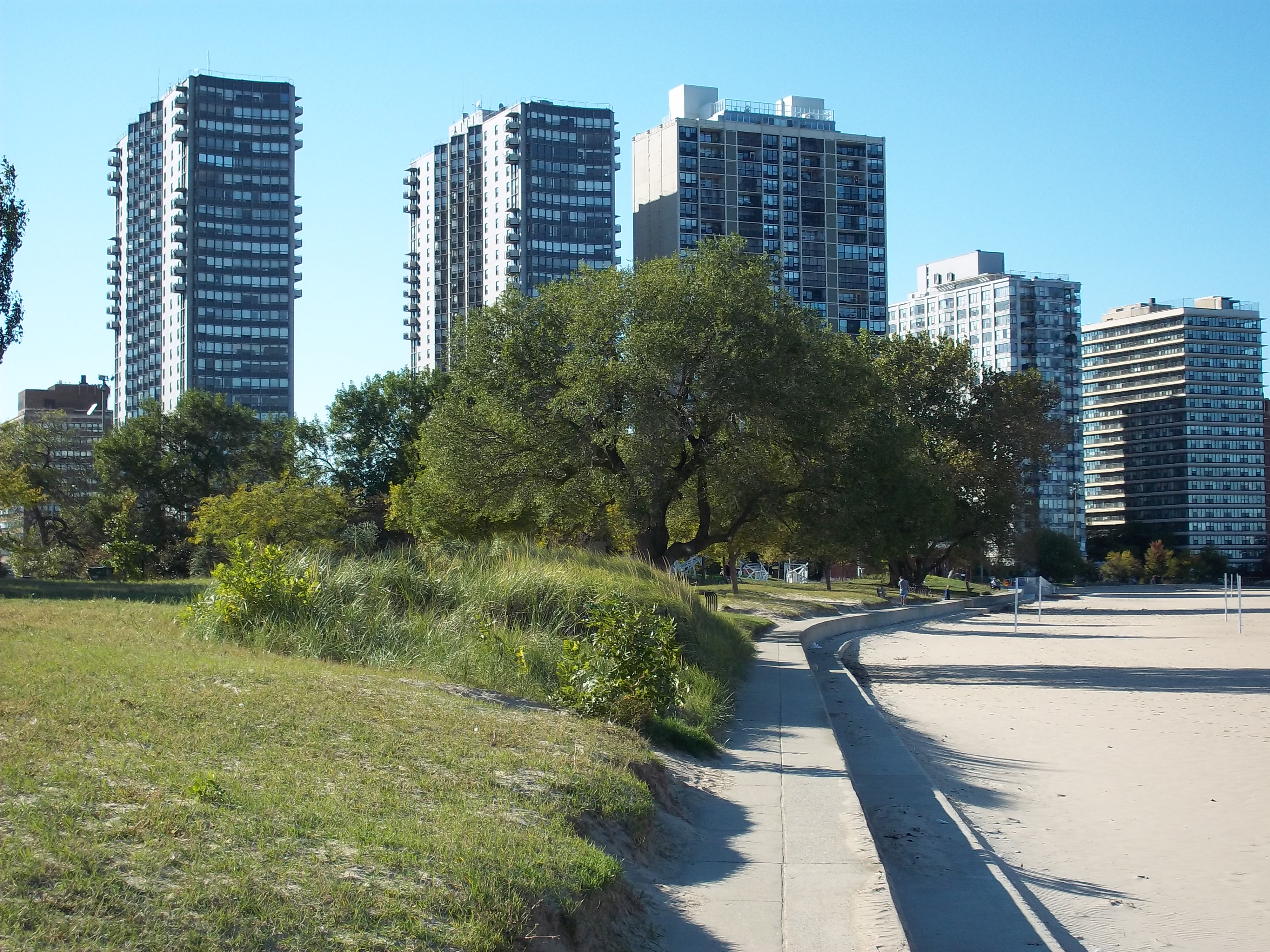
Immeubles résidentiels dans le quartier d'Edgewater.

Edgewater est un quartier situé entre Foster Avenue au sud, Devon Avenue au nord, Ravenswood Avenue à l'ouest, et le lac Michigan à l'est.
Le quartier se compose de plusieurs sous-quartiers comme East Edgewater (parfois appelé Edgewater Beach), qui possède plusieurs kilomètres de littoral, des plages et une ligne d'horizon composée d'immeubles d'habitations élevés. La zone connue sous le nom de West Edgewater est caractérisée par des boutiques et des commerces, des maisons individuelles et des immeubles de quatre étages. Il renferme également le quartier historique de Bryn Mawr Historic District. D'après les données du bureau du recensement des États-Unis, Edgewater comptait 56 296 habitants en 2020.
Edgewater s'est développé dans les années 1880 et servait de destination d'été pour la bourgeoisie de Chicago. À l'époque, Edgewater dépendait de la ville de Lake (City of Lake), une banlieue située juste au nord de Chicago, avant que cette dernière ne soit annexée par la ville de Chicago en 1889.

#### Roscoe Village/North Center

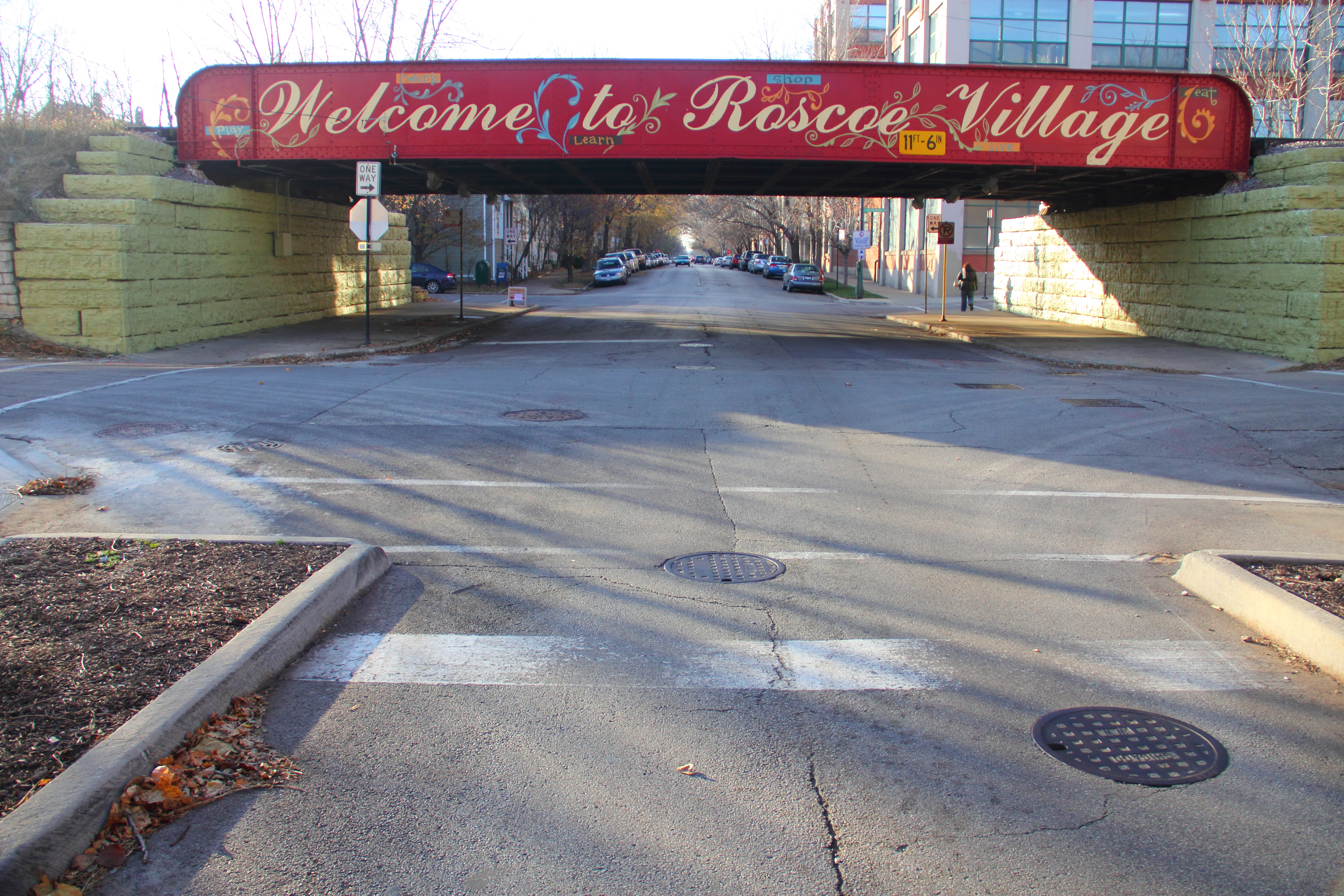
« Welcome to Roscoe Village » à l'entrée du quartier de Roscoe Village.

Le quartier de Roscoe Village est situé dans le secteur de North Center. Les habitants perçoivent les frontières du quartier comme étant Addison Street au nord, Belmont Avenue au sud, Ravenswood Avenue à l'est et la rivière Chicago à l'ouest. Le quartier comprend des commerces et des bars.
Le quartier de North Center est délimité par Addison Street au sud, Montrose St. au nord, la rivière Chicago à l'ouest et Ravenswood Ave. à l'est. Commençant dans les années 1870, l'histoire de North Center est profondément enracinée dans les influences culturelles européennes et on peut retracer cette histoire dans le charme architectural des maisons et des bâtiments. Le quartier comptait 20 892 habitants en 2020.
Le quartier est doté d'un complexe de bowling, de trois parcs municipaux dont l'un comprend une patinoire intérieure, d'une bibliothèque municipale et d'un complexe de cinéma. En 2014, North Center a été désigné par le Chicago Magazine comme étant l'un des meilleurs quartiers où vivre à Chicago.

#### Lincoln Park

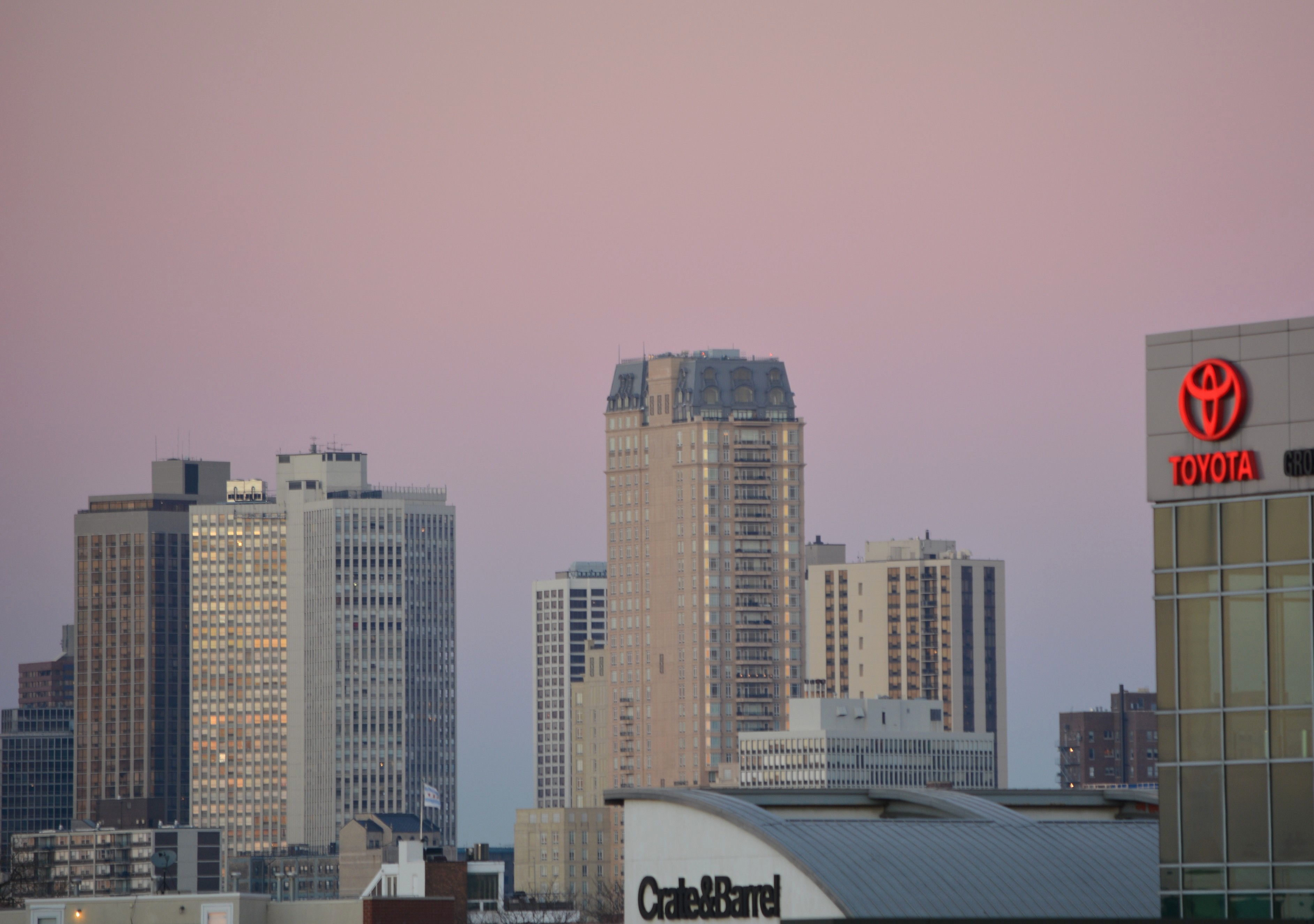
Lincoln Park.

Nommé d'après Lincoln Park, le plus grand parc public de la ville de Chicago et le deuxième des États-Unis après Central Park, le quartier était encore constitué de forêts primaires et de vastes étendues de prairies non exploitées par les Européens jusqu'en 1820.
Aujourd'hui le quartier est plutôt résidentiel et comporte plusieurs édifices religieux dont l'église Saint-Clément, d'architecture romano-byzantine, date de 1918. Les tours néo-romanes de l'église Saint-Josaphat dominent l'horizon du secteur. Lincoln Park est bordé au nord par Diversey Parkway, à l'ouest par Clybourn Avenue, au sud par North Avenue, et à l'est par le lac Michigan. Le quartier abrite le musée d'histoire de Chicago (Chicago History Museum ; anciennement connu comme la Chicago Historical Society) fondé en 1856 ; ce musée rassemble des costumes, des peintures, des sculptures et des photographies sur l'histoire de la ville de Chicago (de l'exploration du site par les premiers colons jusqu'à nos jours). On peut également visiter le zoo de Lincoln Park (Lincoln Park Zoo) et le jardin botanique de Lincoln Park (Lincoln Park Conservatory). Le quartier abrite également l'un des campus de l'université DePaul.
En 2020, d'après le bureau du recensement, 70 492 personnes vivaient dans le secteur de Lincoln Park.

#### Jackowo

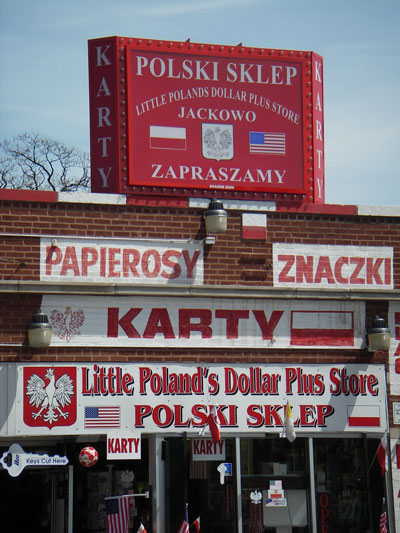
Une boutique polonaise typique du quartier de Jackowo.

Jackowo est un quartier situé dans le secteur d'Avondale et comprend une très importante communauté polonaise. Jackowo est considéré comme un quartier polonais historique depuis au moins 20 ans. La communauté polonaise y vit depuis les années 1960.
Milwaukee Avenue (surnommée « Polish Corridor » à hauteur d'Avondale) est l'artère commerçante principale du quartier et compte de nombreux magasins, des bars, des épiceries et des restaurants servants des spécialités de la cuisine polonaise ou polono-américaine comme le sandwich polonais de Chicago (Maxwell Street Polish). Le Polish Daily News est un quotidien de format tabloïd distribué dans le quartier (il informe les habitants sur l'actualité du quartier, l'actualité en Pologne, mais aussi sur les parades, fêtes et représentations en rapport avec la communauté polonaise de Chicago). Il existe également une salle de cinéma spécialisée dans les films polonais.
Depuis plus d'un siècle, Chicago est la plus grande ville polonaise en dehors de Varsovie, la capitale de la Pologne. L'émigration polonaise vers Chicago commença à la fin du XIXe siècle (vers 1890), lorsque des milliers d'immigrants à la recherche de travaux industriels, hommes et femmes trouvèrent un emploi dans les abattoirs et les usines de la ville. Au début du XXe siècle (entre 1915 et 1930), une seconde vague d'immigrants, beaucoup plus importante que la première, arriva à Chicago.
Jackowo et Polish Village ne sont pas les seuls quartiers polonais de la ville de Chicago, en effet d'autres secteurs comme Lincoln Square, West Town ou encore Jefferson Park possèdent des enclaves polonaises.

#### Polish Village

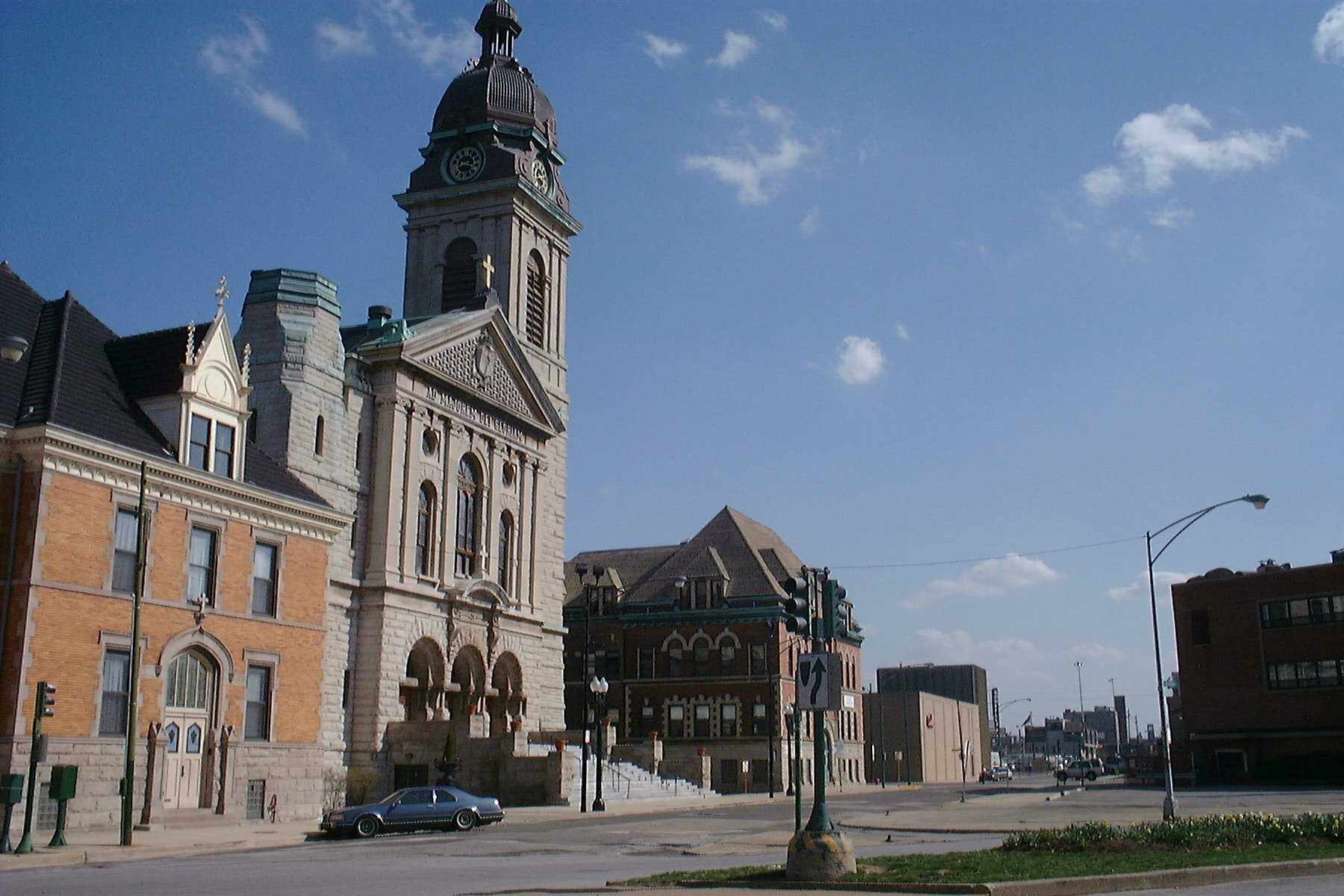
Une église polonaise dans le quartier de Polish Village.

Polish Village (littéralement « village polonais ») est un quartier situé dans le secteur d'Avondale et renferme une importante communauté polonaise catholique et l'une des plus anciennes de Chicago. Avec le quartier voisin de Jackowo, ils forment ensemble une enclave culturelle polonaise. Polish Village compte plusieurs édifices religieux dont les plus imposants sont sans doute la basilique Saint-Hyacinthe de Chicago, basilique catholique érigée entre 1917 et 1921 et l'église Saint-Wenceslaus, érigée en 1912, toutes deux construites par des immigrants polonais. D'autres bâtiments ont été conçus dans le style architectural polonais.
Polish Village est un quartier bien délimité et représentatif de la culture polonaise, avec ses marchés aux fruits et ses stands de saucisses, ses panneaux et ses enseignes, ses noms de rue (Pulaski Road fut nommé en l'honneur de Casimir Pulaski, un héros de la révolution américaine), et son parc : le Kosciuszko Park.

#### Old Town

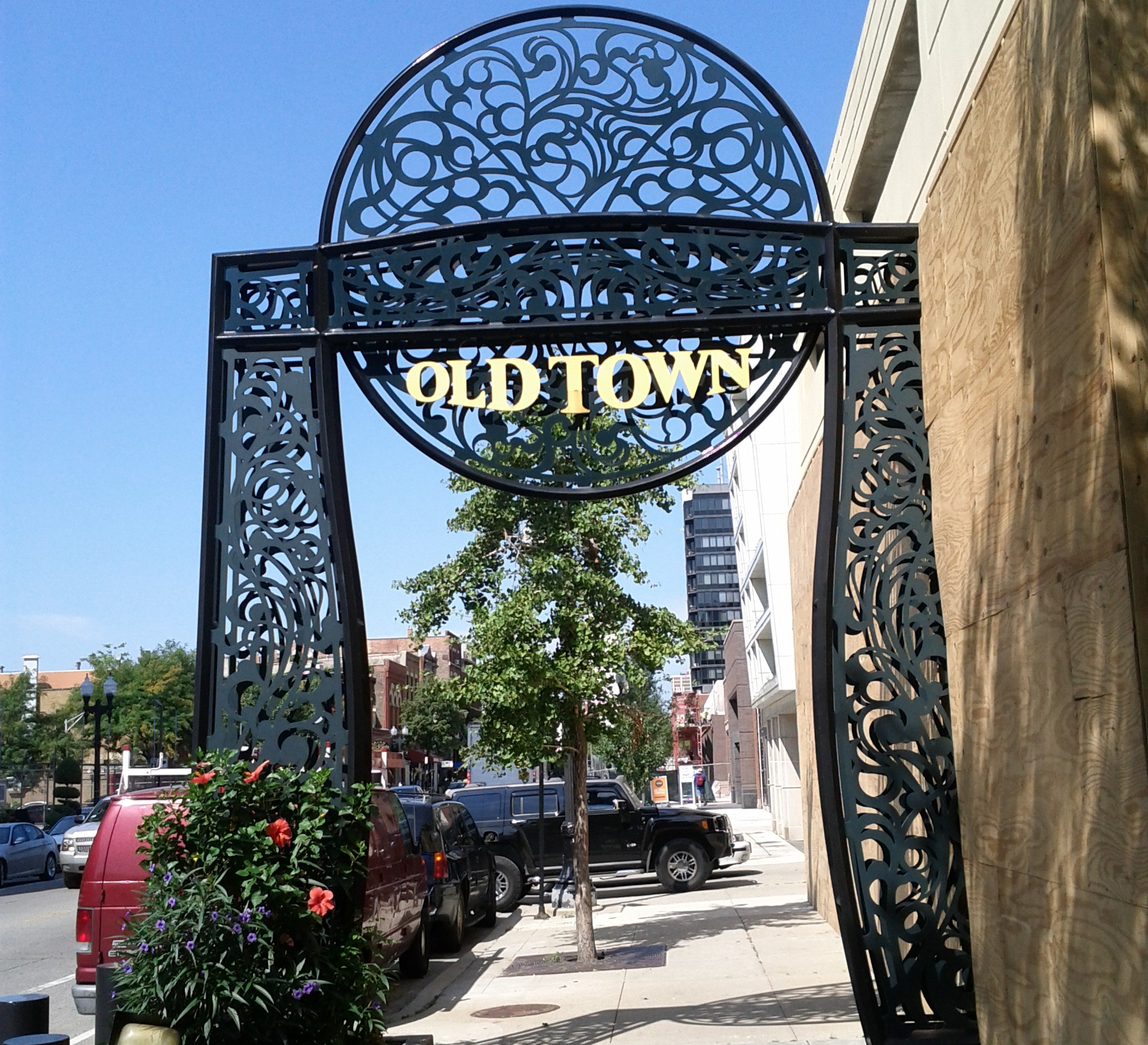
Porte monumentale à l'entrée du quartier de Old Town.

Old Town est un quartier historique et touristique bordé par Division Street au sud, Clybourn Avenue au sud-ouest, Larrabee Street à l'ouest (jusqu'à North Avenue), Ogden Avenue au nord-est et Clark Street à l'est. Le quartier est partagé en deux par North Avenue qui le traverse d'est en ouest : la partie nord se trouve dans le secteur de Lincoln Park et la partie sud dans celui de Near North Side,. Old Town renferme dans ses limites le quartier historique de Old Town Triangle Historic District.
Durant les premières années de son histoire, le quartier était essentiellement habité par des immigrants allemands qui ont construit notamment l'imposante église Saint-Michel dans les années 1850. Cette église de style néo-roman se trouve à l'angle d'Eugenie Street et de Cleveland Street.

#### Logan Square

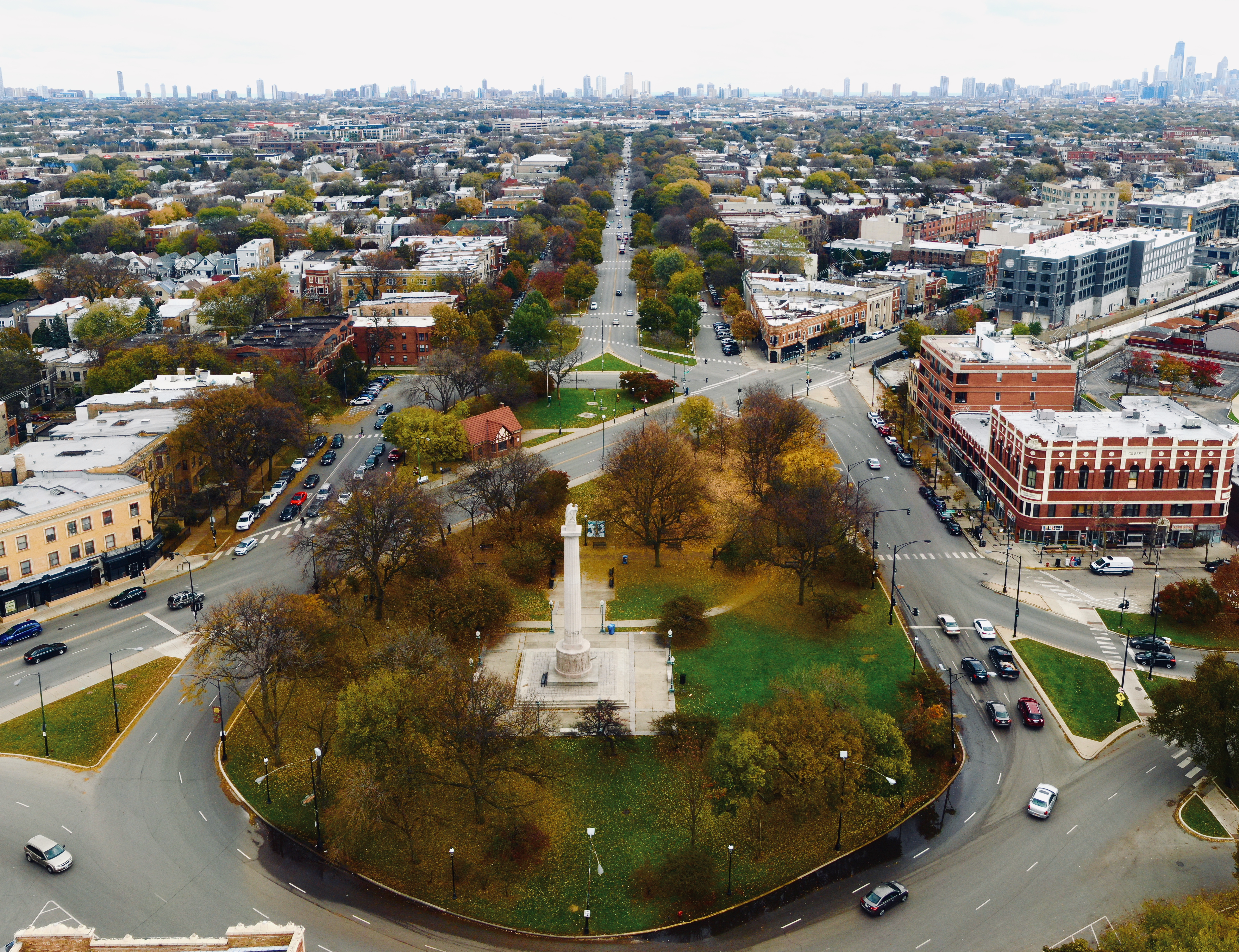
Vue sur la colonne de l'Illinois Centennial Monument et le quartier de Logan Square.

Le quartier de Logan Square est caractérisé par ses boulevards historiques majeurs, les pierres grises majestueuses et les grandes maisons de style bungalow. Aujourd'hui, le quartier abrite une population diversifiée, dont des populations en provenance d'Europe centrale (principalement des Polonais et des Tchèques) ainsi que des communautés hispaniques et latinos (principalement mexicaine et portoricaine, avec quelques Cubains), et un nombre croissant de milléniaux, en raison de la gentrification,. Logan Square est constitué de plusieurs petits quartiers dont Belmont Gardens, Bucktown, Kosciuszko Park et Palmer Square. En 2020, le quartier avait une population d'environ 71 665 personnes.
Érigée en 1918, la colonne commémorative du centenaire de l'Illinois (Illinois Centennial Monument), aussi appelée le monument de Logan Square, est un monument public situé dans le quartier historique de Logan Square Boulevards Historic District. Il est classé au Registre national des lieux historiques (NRHP) et sur la liste des Chicago Landmarks (CL),.

#### Bucktown

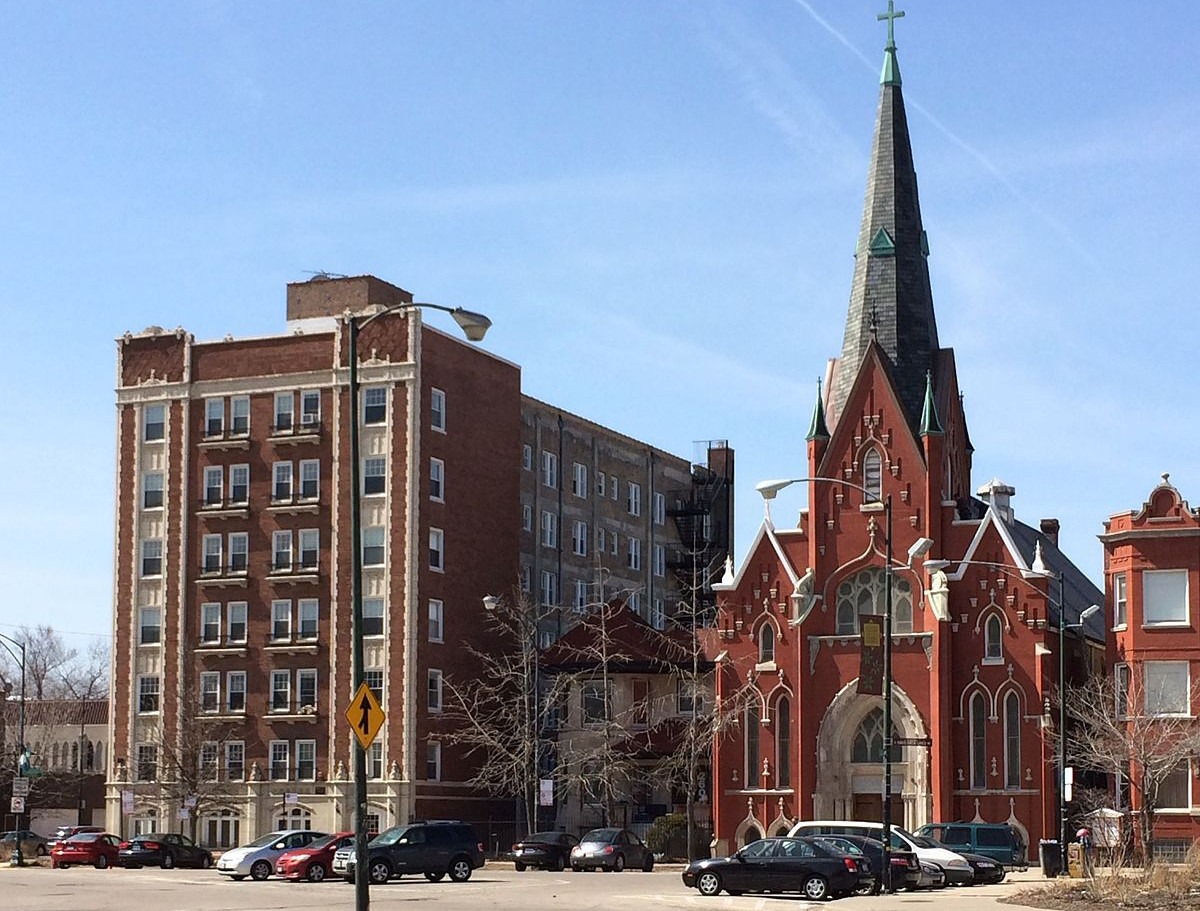
L'église luthérienne de Minnekirken dans le quartier de Bucktown.

Bucktown est un quartier essentiellement résidentiel situé dans le secteur de Logan Square, juste au nord de Wicker Park. Bucktown doit son nom au grand nombre de chèvres qui furent élevées au XIXe siècle par les immigrés polonais. Le terme polonais original pour le quartier était Kozie Prery (la Prairie de Chèvre). Ses frontières sont Fullerton Ave. au nord, Western Avenue à l'ouest, Bloomingdale Avenue et North Avenue au sud, et la Kennedy Expressway à l'est.
Le quartier est composé principalement de maisons individuelles alignées en rangées et bordées d'arbres. Cependant, il comporte aussi quelques usines qui sont depuis quelques années reconverties en lofts résidentiels. Datant de 1920, la Horween Leather Company est la plus ancienne entreprise encore en activité et se situe sur North Elston Avenue. Bucktown est dominé par trois grandes cathédrales polonaises.

#### North Mayfair

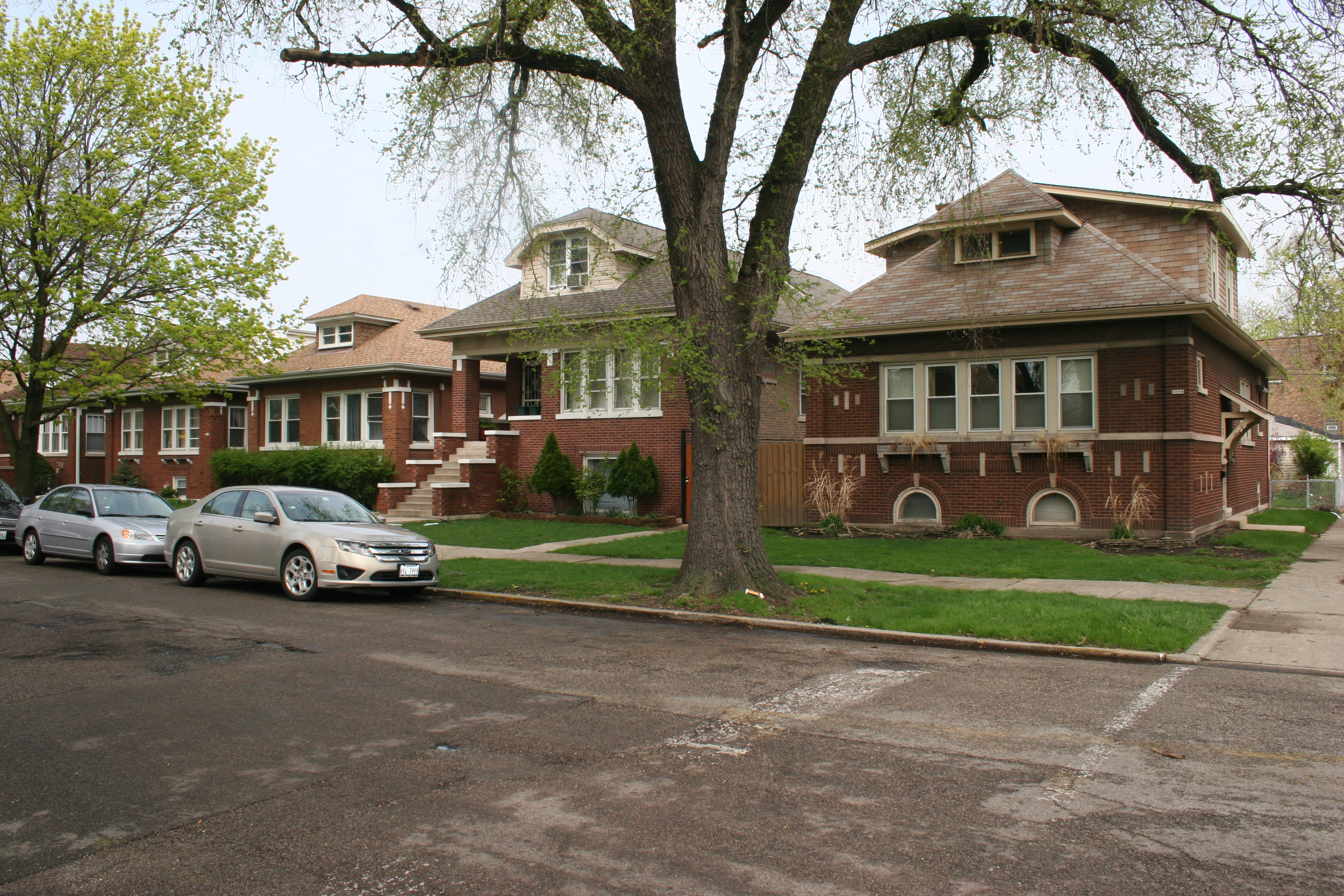
North Mayfair.

North Mayfair est un quartier historique situé dans le secteur d'Albany Park, à proximité du parc de Eugene Field Park. Ce quartier a la particularité d'être constitué de lotissements abritant de grandes maisons anciennes en briques et bien entretenues, alignées en rangées le long des rues. North Mayfair a toujours conservé sa propre identité historique distincte.
Il fait partie du quartier historique de Bungalow Historic District qui est entièrement classé sur la liste du Registre national des lieux historiques (NRHP). Aujourd'hui, North Mayfair continue de maintenir son identité unique avec un mélange de bungalows historiques, de condos avec cou qui accueillent une population diversifiée, allant des jeunes familles aux propriétaires et retraités établis de longue date.

#### Lincoln Square

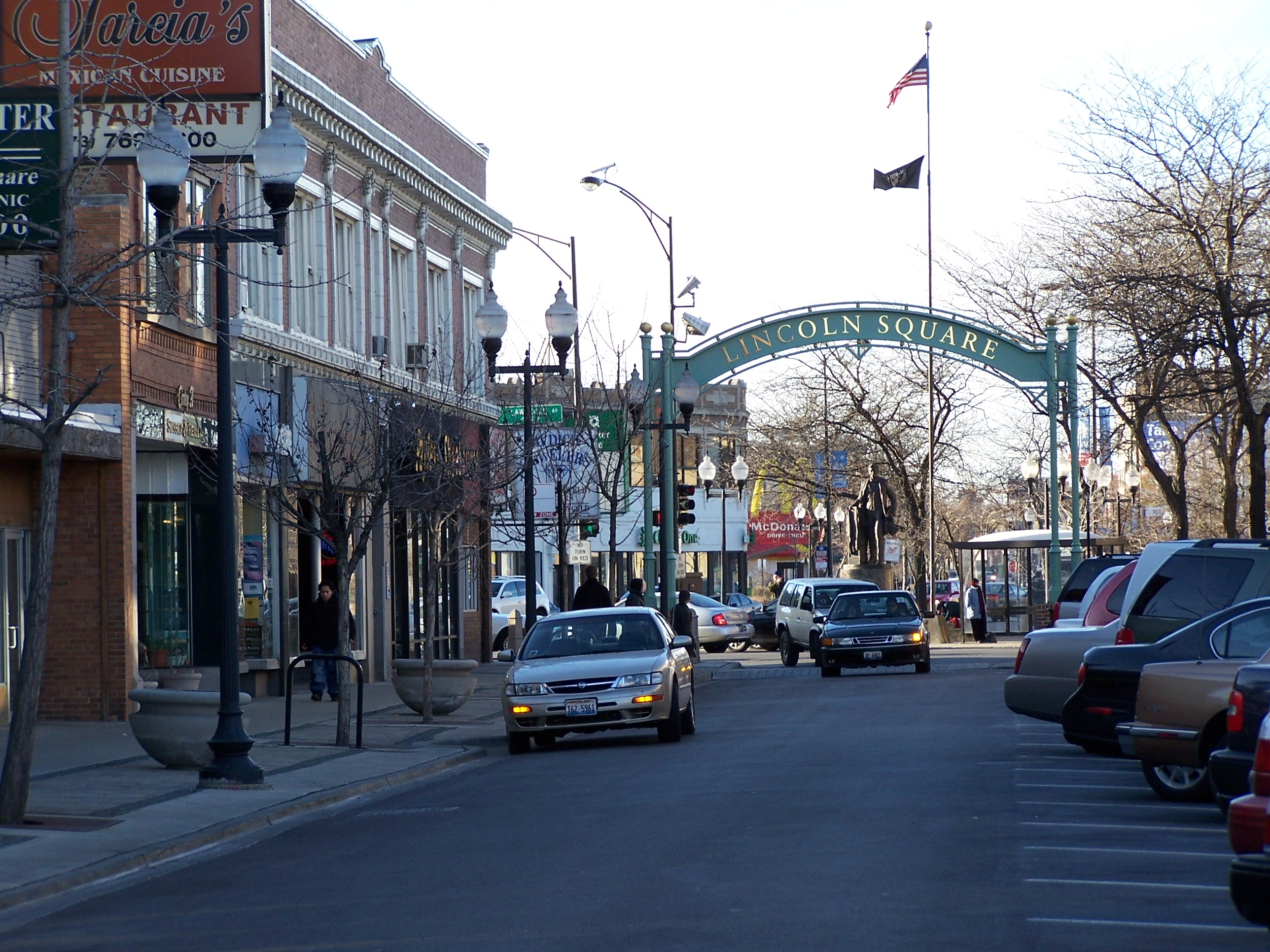
Rue commerçante au cœur du quartier de Lincoln Square.

Lincoln Square est un quartier à la fois commercial et résidentiel. Il se compose d'un cœur de quartier très animé qui comprend une grande variété de restaurants et de boutiques. Il existe pas moins de 200 commerces à travers Lincoln Square. Le lycée français de Chicago se trouve dans ce quartier. En 2021, il y avait 44 000 personnes vivant à Lincoln Square.
Lincoln Square est historiquement connu comme étant un secteur fortement influencé et peuplé par la communauté allemande, mais aujourd'hui, il est tout aussi probable de trouver des magasins liés à la culture asiatique. Le quartier abrite néanmoins un certain nombre d'entreprises allemandes dont Merz Apothecary et Lutz Café & Bakery. L'hebdomadaire de langue allemande Amerika Woche est créé à Lincoln Square en 1972.
Le Davis Theater, l'une des salles de cinéma les plus anciennes de Chicago, se trouve dans ce quartier. Initialement connu sous le nom de Pershing Theater, il a été construit en 1918 et a commencé à projeter des vaudevilles et des films muets pour les habitants du quartier. Le Davis Theater constitue aujourd'hui un bâtiment historique.

#### Ravenswood/Rosehill

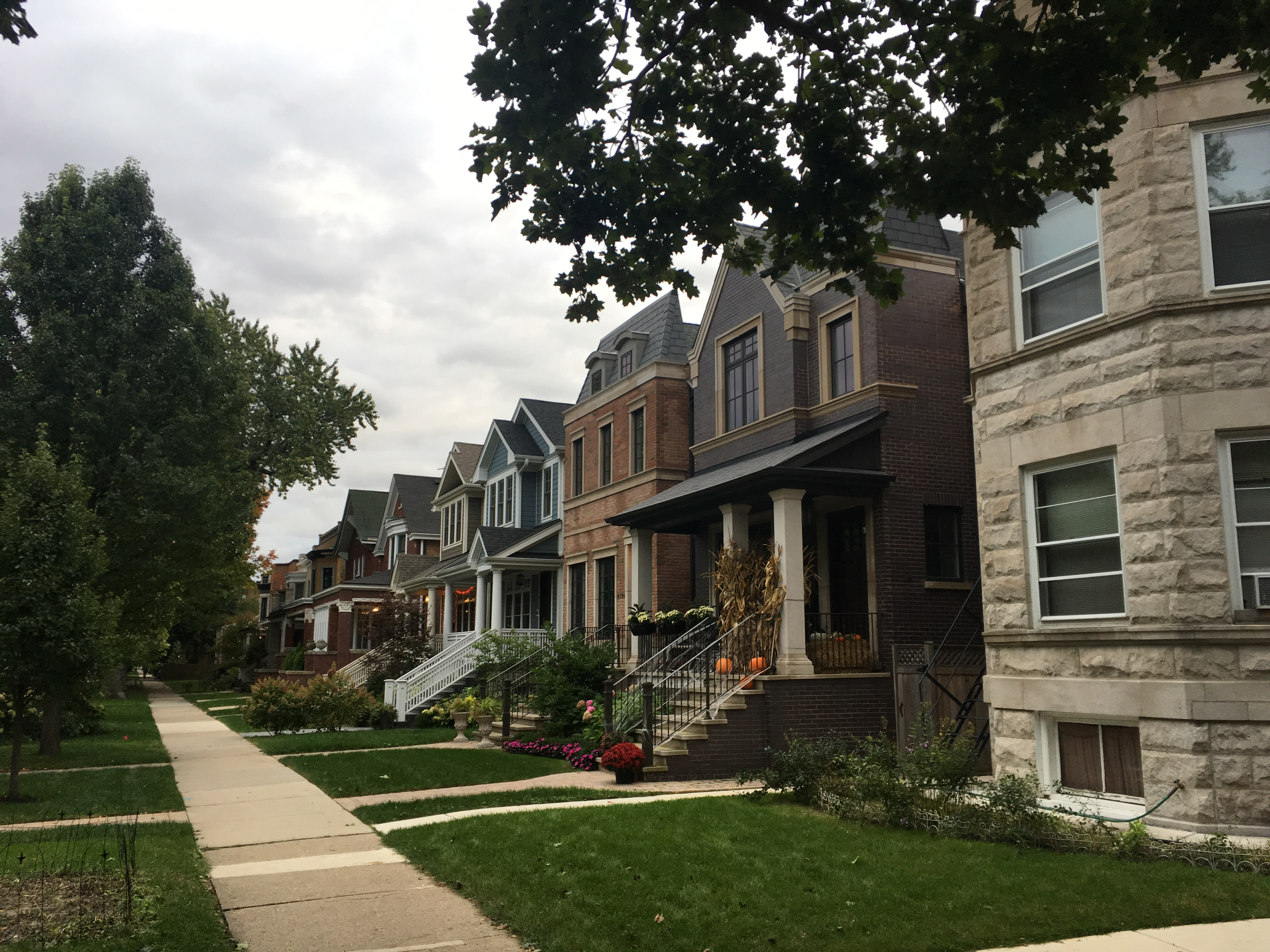
Maisons en rangée dans le quartier de Ravenswood.

Le quartier de Ravenswood constitue une grande partie du secteur de Lincoln Square et est délimité par Foster Avenue au nord, Montrose Avenue au sud, la rivière Chicago à l'ouest, et Ashland Avenue à l'est. Principalement à caractère résidentiel, le quartier se compose également de commerces, de boutiques et de bâtiments administratifs. Ravenswood est connu pour ses immeubles résidentiels formant des blocs dans le style cour.
Le secteur du cimetière de Rosehill constitue la partie nord-est de Lincoln Square et jouxte Ravenswood au nord. Il s'agit de l'un des plus anciens cimetières des États-Unis et est connu pour le grand nombre de personnalités qui y sont enterrées. Il est classé sur la liste du Registre national des lieux historiques (NRHP) en 1975 et sur celle des Chicago Landmarks (CL) en 1980.

#### Uptown

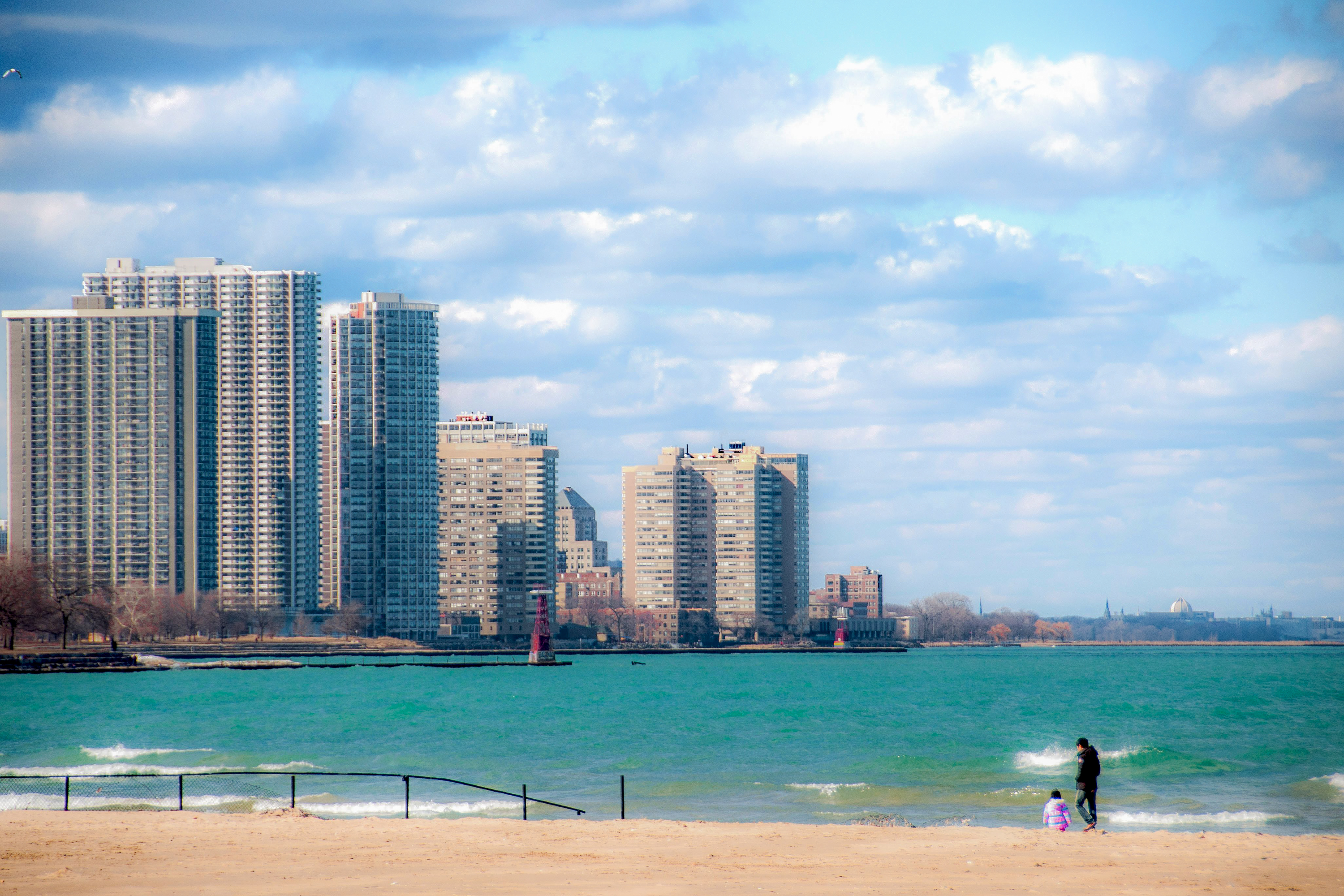
Plage et immeubles résidentiels dans le quartier d'Uptown.

Le quartier d'Uptown est délimité par Foster Avenue au nord, le lac Michigan à l'est, Ravenswood Avenue à l'ouest, et Irving Park Road au sud.
Uptown est un secteur animé et attractif pour ses habitants, en effet le quartier possède des commerces, des boutiques, des restaurants, ainsi que plusieurs plages très prisées durant l'été. Lincoln Park, l'un des parcs les plus prestigieux de la ville se trouve en partie sur son territoire, au nord-est. Uptown est également connu pour abriter l'Uptown Theatre, une salle de concert historique ayant vu défiler certains des plus grands noms de la musique. ainsi que l'Aragon Entertainment Center, plus connu comme l'Aragon Ballroom, une salle de spectacle et de bal historique. En 2020, d'après le dernier recensement, 57 182 personnes vivaient à Uptown.

#### North Park/Sauganash

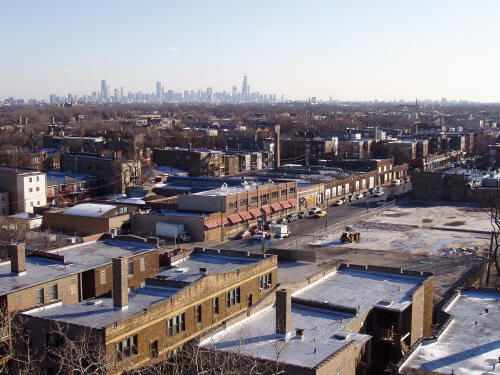
Vue générale sur North Park avec les gratte-ciel de Downtown Chicago en arrière plan.

North Park est un quartier principalement résidentiel composé de nombreux espaces verts comme le North Park Village Nature Center, mais aussi de bois, de coins d'eau et d'une forêt (la LaBagh Woods). Des cafés et des restaurants à l'atmosphère décontractée sont regroupés le long de West Foster Avenue et West Bryn Mawr Avenue, à proximité du campus universitaire. En effet, le quartier est surtout connu pour abriter la prestigieuse université North Park (North Park University), un établissement d'enseignement supérieur privé fréquenté par 3 136 étudiants en 2020. North Park est bordé par le chenal de North Shore à l'est, la branche nord de la rivière Chicago et Foster Avenue au sud, Cicero Avenue à l'ouest et Devon Avenue au nord. En 2020, sa population s'élevait à 17 559 habitants.
À l'angle nord-ouest de North Park se trouve Sauganash, un quartier résidentiel historique communément appelé Sauganash Historic District et constitué de près de 468 maisons individuelles inscrites sur le Registre national des lieux historiques (NRHP) depuis le 18 juin 2010.

#### East Rogers Park/Loyola

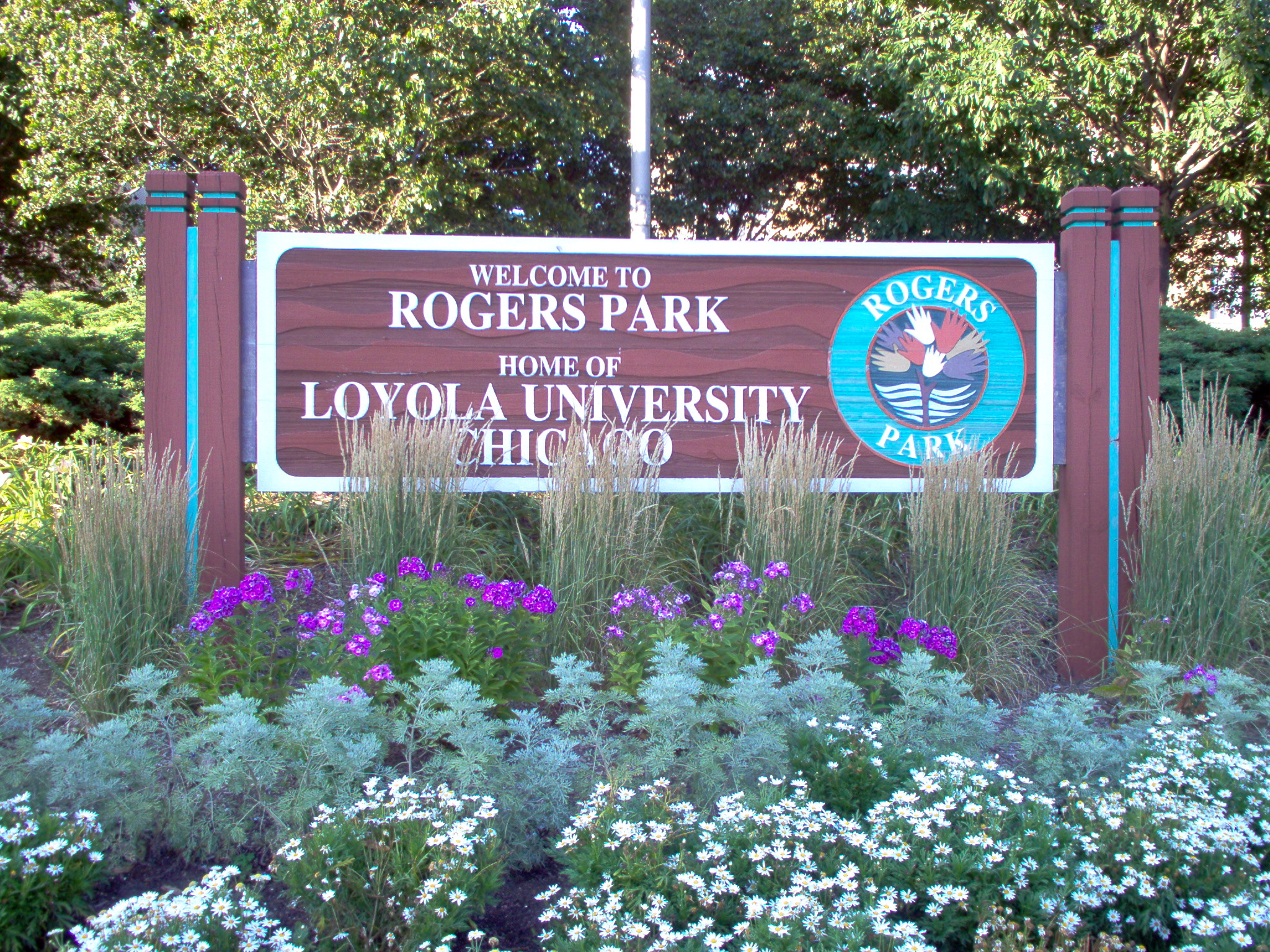
Panneau d'entrée à Rogers Park.

East Rogers Park et Loyola sont les deux quartiers qui composent le secteur de Rogers Park, à l'extrémité nord-est de la ville. Le secteur est entouré par Howard Street au nord, Devon Avenue au sud, Ridge Boulevard à l'ouest et le lac Michigan à l'est. Le secteur de Rogers Park comptait 55 628 habitants d'après le recensement de 2020.
East Rogers Park englobe les parties Nord et Est de Rogers Park, il s'agit d'un quartier à la fois résidentiel et commercial. Il se compose de boutiques, de bureaux, de banques et de restaurants. Il est bordé à l'est par plusieurs plages. Betty Ford, Première dame des États-Unis de 1974 à 1977, a grandi à East Rogers Park. Le quartier de Loyola, du nom de l'université qu'il abrite, comprend les parties ouest et sud du secteur de Rogers Park.
Nommée en l'honneur d'Ignace de Loyola, l'université Loyola de Chicago (Loyola University of Chicago) est l'une des universités les plus prestigieuses du Midwest et la plus importante université jésuite des États-Unis ; elle se trouve au sud-est du quartier et compte actuellement 15 000 étudiants. Le quartier de Loyola est dynamique et très vivant avec ses pubs, ses petits restaurants, ses espaces verts et ses salles de cinéma.

#### Wrigleyville

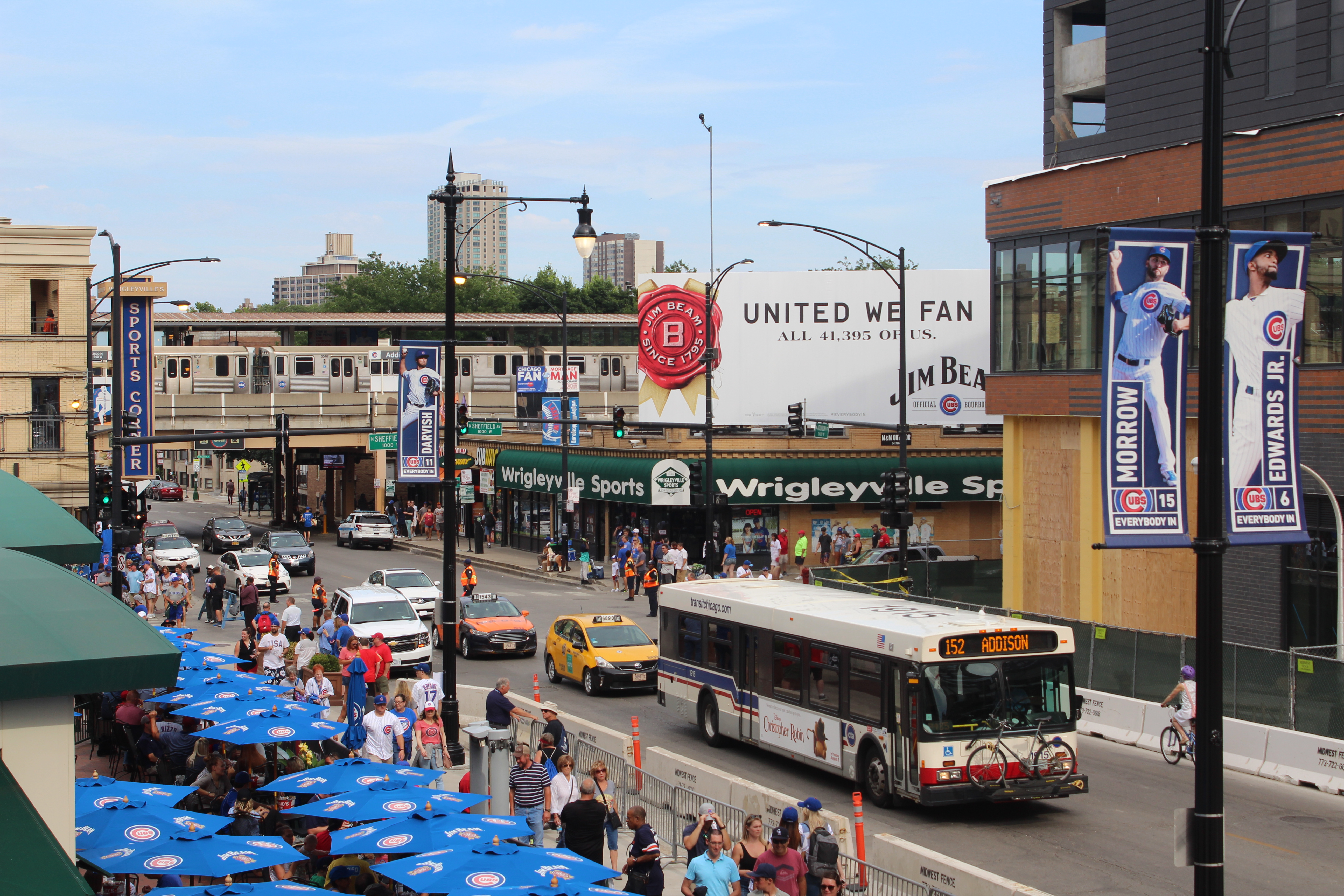
Vue sur le quartier de Wrigleyville, connu pour être le "fief" des fans de l'équipe des Cubs et pour abriter le stade de Wrigley Field.

Wrigleyville est un quartier résidentiel et animé situé au cœur du secteur de Lakeview. Il s'étend de Cornelia Avenue à Irving Park Road et de Halsted Street à Racine Avenue. Autrefois, le quartier s'appelait Central Lakeview du fait de sa position géographique centrale dans le secteur de Lakeview. Wrigleyville est surtout connu pour abriter le stade de baseball de Wrigley Field, le domicile de l'équipe des Cubs de Chicago. Le surnom de « Wrigleyville » fut donné au quartier par les Chicagoans au fil du temps.
De la fin du XIXe siècle jusqu'au milieu du XXe siècle, le quartier était majoritairement habité par la communauté suédoise. Devenu un quartier de classe ouvrière dans les années 1930 et 1940, Wrigleyville abrite aujourd'hui des familles de la classe moyenne.
Le quartier compte de nombreux bars et restaurants dont la plupart ont la particularité d'avoir pour thème le baseball et sont pour beaucoup d'entre eux des supporters des Cubs, l'équipe locale (en particulier sur North Clark Street). Wrigleyville est principalement constitué de maisons, cependant tout autour du Wrigley Field et dans les environs immédiats, ce sont des immeubles en briques de trois à quatre étages lesquels servent d'immeubles à gradins lors des grands matchs. En effet il est tout à fait possible de réserver sa place et de suivre les matchs du toit des immeubles.

#### Little Vietnam

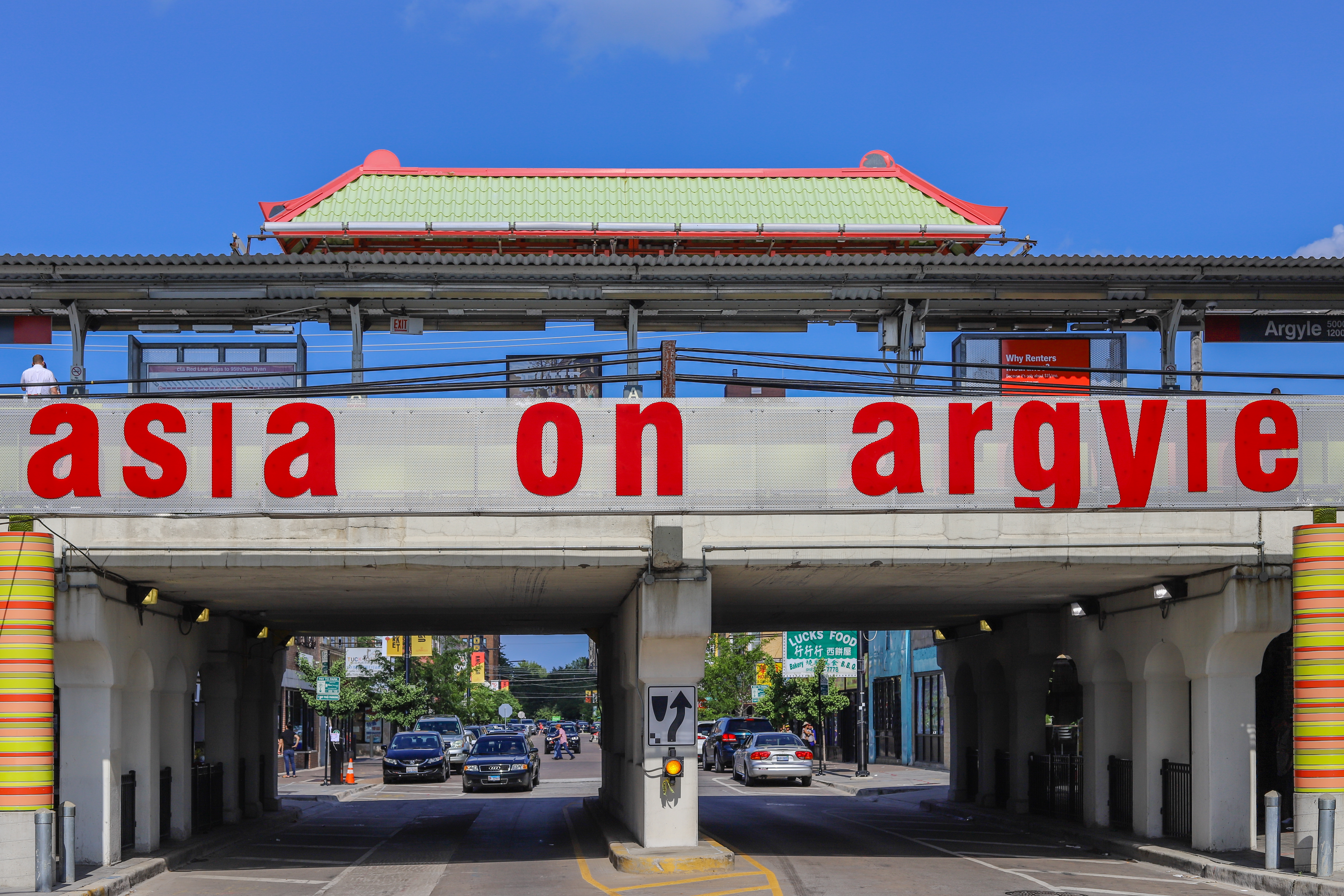
La station de métro Argyle dans le quartier de Little Vietnam.

Little Vietnam (« petit Viêt Nam ») est un quartier asiatique situé dans le secteur d'Uptown. Ce quartier est surtout peuplé de résidents en provenance d'Asie du Sud-Est avec des nationalités telles que cambodgienne, thaïlandaise, laotienne et vietnamienne.
Le quartier de Little Vietnam occupe quelques pâtés de maisons centrés s'articulant principalement autour de Argyle Street. Il possède environ une dizaine d'épiceries asiatiques et d'environ douze restaurants servants des spécialités vietnamiennes, thaïlandaises et laotiennes.

### South Side

#### Bronzeville

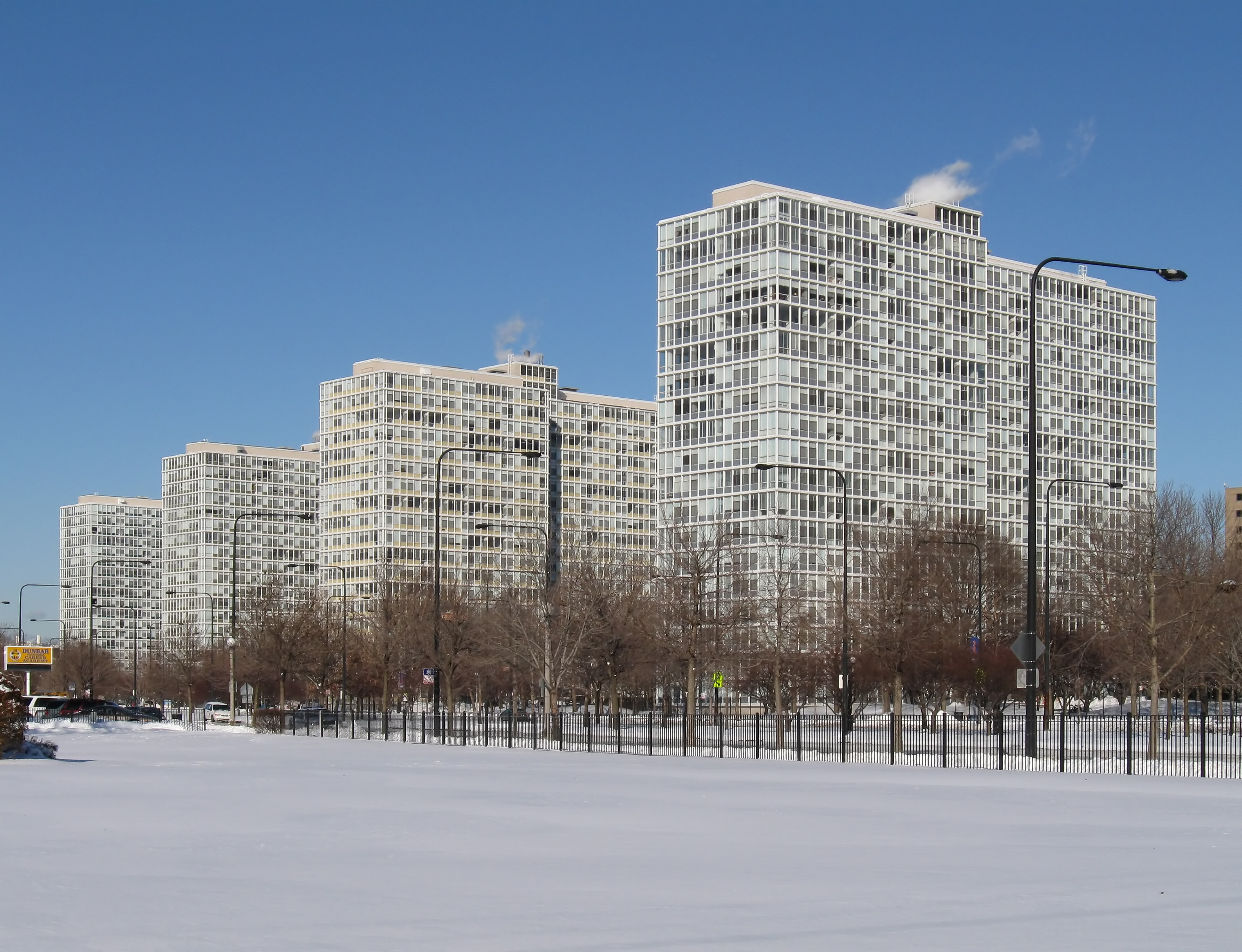
Le grand ensemble des Prairie Shores dans le quartier de Bronzeville.

Bronzeville est le quartier afro-américain le plus emblématique de Chicago. Il s'étale sur les secteurs de Douglas et Grand Boulevard autour de l'Institut de Technologie de l'Illinois (IIT). Dans ce quartier se trouve le Wabash Avenue YMCA, un bâtiment historique qui fut au cours du XXe siècle un important centre social, et le Victory Monument (« Monument de la victoire » ; classé au titre des Chicago Landmarks). Au même titre que Cabrini-Green, les autorités municipales décidèrent de démolir les grands ensembles les plus vétustes dès le milieu des années 1990 et de réhabiliter le quartier.
Au début du XXe siècle, Bronzeville est connu comme étant « la métropole noire » ; le quartier fait partie du Black Metropolis District qui est devenu l'un des Chicago Landmarks les plus significatifs de la nation en matière d'histoire urbaine afro-américaine. Entre 1910 et 1920, pendant la crête de la « Grande migration », la population du secteur augmente considérablement alors que des milliers d'afro-américains émigrent à Chicago à la recherche des travaux industriels. En 2021, environ 42 696 personnes vivaient dans le quartier.

#### Hyde Park

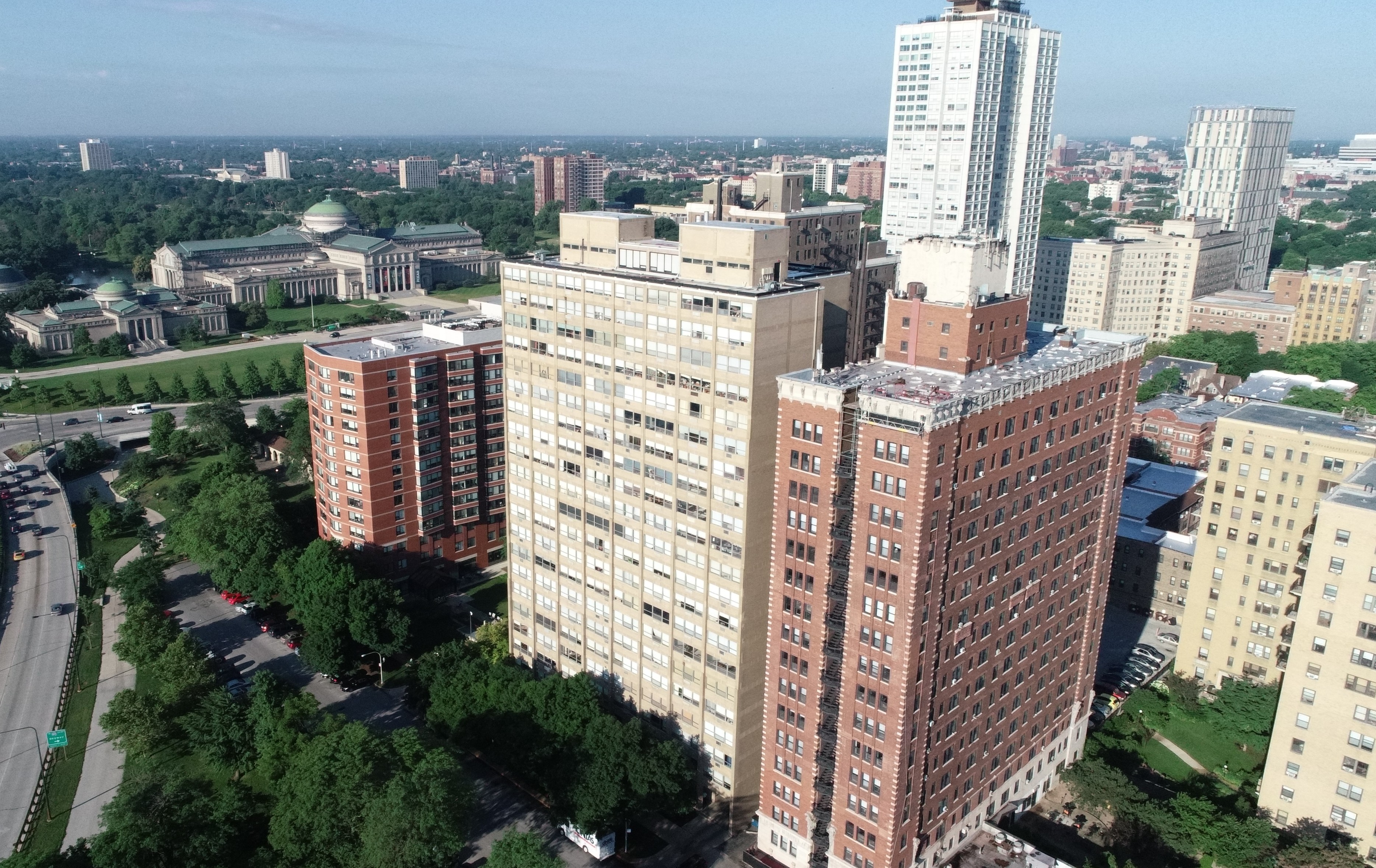
Immeubles résidentiels dans le quartier de Hyde Park.

Hyde Park est l'un des quartiers les plus prestigieux et les plus vivants de la ville de Chicago. Il voit le jour dans les années 1860 grâce à l'entrepreneur Paul Cornell et renferme dans ses limites de nombreux monuments historiques. Le quartier est délimité par la 51st Street/Hyde Park Boulevard au nord, le Midway Plaisance (entre la 59th et la 60th) au sud, Washington Park à l'ouest, et le lac Michigan à l'est.
Le quartier de Hyde Park est connu pour avoir abrité l'exposition universelle de 1893 qui attira 27 millions de visiteurs en 1893. Le quartier comprend également l'université de Chicago (The University of Chicago), l'une des universités les plus prestigieuses et influentes du monde,. Certains des plus beaux parcs de Chicago, comme Jackson Park et Harold Washington Park, et des musées les plus prestigieux de la nation, comme le musée des Sciences et de l'Industrie de Chicago (MSI), sont situés à Hyde Park.
En 2020, le bureau du recensement faisait état d'une population de 29 416 habitants à Hyde Park.

#### Kenwood

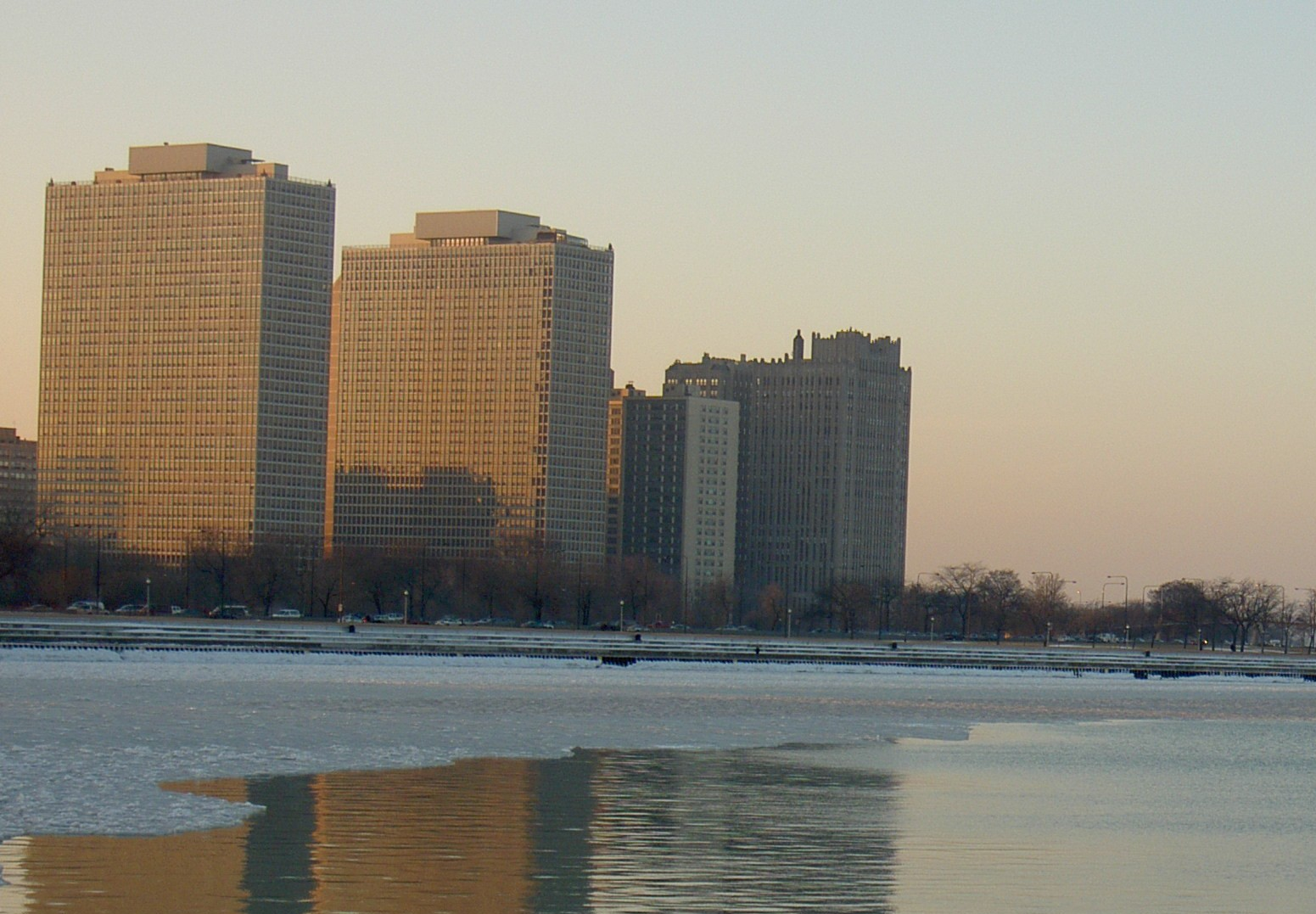
Immeubles résidentiels de Regents Park à Kenwood.

Kenwood est un quartier verdoyant connu pour ses rues tranquilles bordées d'immeubles d'habitation peu élevés et de maisons individuelles datant du XIXe siècle et du début du XXe siècle. Quelques immeubles de grande hauteur surplombent le lac Michigan. En 2020, d'après le dernier recensement, 19 116 personnes vivaient à Kenwood.
La partie sud de Burnham Park, un parc s'étirant tout en longueur en bordure du lac, se trouve à Kenwood. Ce dernier comprend une portion du Lakefront Trail, un sentier apprécié des promeneurs et des cyclistes, ainsi que la réserve naturelle du Burnham Nature Sanctuary, avec ses nombreux oiseaux et ses fleurs sauvages.
Avec le quartier voisin de Hyde Park, il forme le quartier historique de Hyde Park-Kenwood Historic District. Les quartiers d'Indian Village et Regents Park sont situés à Kenwood.

#### Woodlawn/South Shore

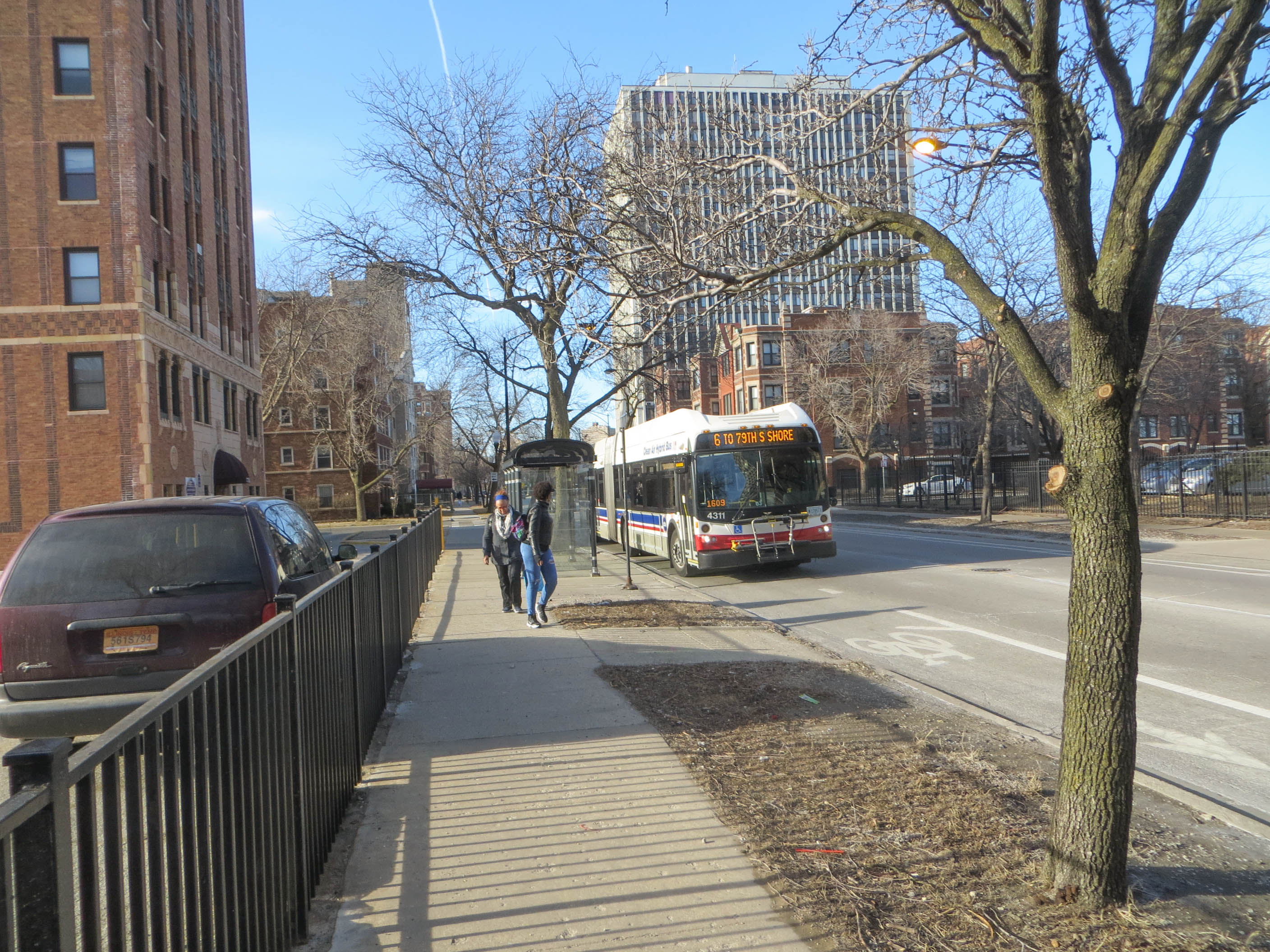
Vue sur South Shore Drive dans le quartier de South Shore.

Woodlawn et South Shore se trouvent en bordure du lac Michigan et sont des quartiers essentiellement résidentiels. Woodlawn est parsemée de petits parcs, de jardins et de bâtiments historiques. Il comprend le site du Barack Obama Presidential Center, un complexe immobilier qui abrite la bibliothèque présidentielle de l'ancien président des États-Unis Barack Obama, ainsi qu'un musée. La partie nord de Woodlawn contient quant à elle une portion du campus de l'université de Chicago. Le quartier de South Shore possède des plages très fréquentées durant la période estivale mais est aussi connu pour la richesse de son patrimoine architectural et historique.
En 2020, d'après le dernier recensement, 24 425 personnes vivaient à Woodlawn et 53 974 à South Shore.

#### West Chesterfield
West Chesterfield est un petit quartier résidentiel situé dans le secteur de Chatham. Il s'agissait autrefois d'un quartier industriel qui abritait dans les années 1950 les usines de la A.J. Canfield Company, le grand fabricant des boissons aromatisées Canfield's Diet Chocolate Fudge qui furent très populaires à cette époque. L'usine de Canfield a fermé ses portes en 1995 après la vente de l'entreprise, mais le terrain a été transformé en lotissement résidentiel constitué de plusieurs centaines de maisons avec de larges promenades et des pelouses bien entretenues.

#### Pullman

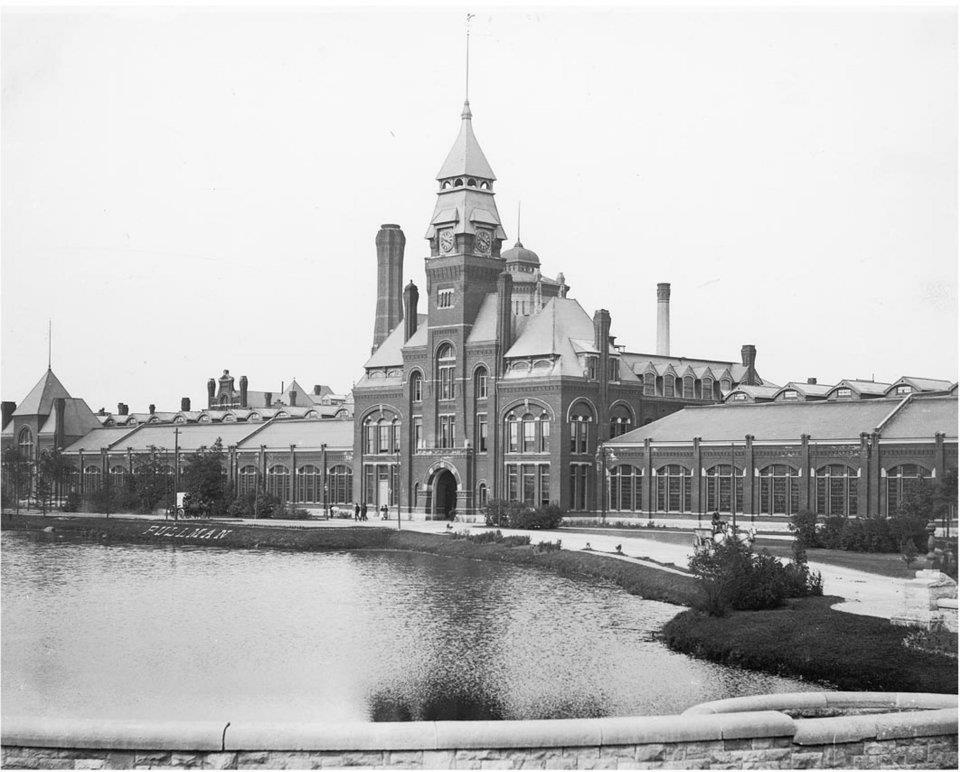
L'ancien bâtiment administratif de la Pullman Company au sein du district historique de Pullman National Historical Park.

Le quartier de Pullman comprend une zone beaucoup plus large que les deux quartiers historiques de Pullman et North Pullman. L'ancien quartier a été construit par l'industriel George Pullman dans les années 1880 pour abriter les employés de sa société ferroviaire : la Pullman Company. En 1889, la cité-dortoir de Pullman est annexée par la ville de Chicago et devient un quartier historique.
Situé entre 111e Street au nord et la 115e au sud, Cottage Grove à l'ouest et les voies de chemins de fer à l'est, le quartier possède plusieurs bâtiments d'intérêts historique et architectural dont l'hôtel Florence, le district historique de Pullman National Historical Park, l'usine Pullman, les environs de Market Square et de la Greenstone Church. Pullman abrite l'une des plus belles cathédrales de « style polonais » de Chicago. Depuis les années 2010, le quartier connaît une restauration et une gentrification rapide.
En 2020, d'après les données du bureau du recensement, 6 820 personnes vivaient dans le quartier de Pullman.

#### Pill Hill
Ce petit quartier constitue la partie Est du secteur de Calumet Heights. Pill Hill était à l'origine une petite bourgade habité par des fermiers et des éleveurs de bovins. Dans les années 1870, le quartier se développa et accueillit des familles ouvrières qui travaillaient dans les industries de Chicago. En 1889, la section géographique connue aujourd'hui comme étant South Side est annexée par la ville de Chicago et devient officiellement une partie de cette dernière. Pill Hill devient donc un quartier de Chicago. Dans les années 1940, les ouvriers sont remplacés par des travailleurs de bureau et des cadres.
D'une population de 1 954 habitants, Pill Hill est connu pour ses maisons cossues et ses jardins biens entretenus.

#### Canaryville/Back of the Yards

La porte d'entrée historique des Union Stock Yards, dans le quartier de New City.

Canaryville est l'un des quartiers les plus anciens de Chicago, il est situé dans le quart nord-est du quartier de New City et s'étend de la 40th Street à la 49th Street entre Halsted Street et Parnell Avenue. À l'origine, le quartier était principalement habité par la communauté irlandaise qui s'y était installée au milieu du XIXe siècle. Le quartier était dominé par l'église de la Saint-Croix, fréquentée par les catholiques qui travaillaient dans les abattoirs.
Le quartier voisin de Back of the Yards est célèbre pour avoir abrité les grands abattoirs de New City (communément appelés les « Union Stock Yards » ou simplement « The Yards ») et les entreprises spécialisées dans l'industrie de la viande qui firent tourner l'économie de Chicago de 1865 jusqu'en 1971. Les immigrants allemands, irlandais, lituaniens et polonais arrivèrent en masse pour travailler dans ces grandes usines de conditionnement. En 1900, environ 82 % de la viande consommée aux États-Unis provint des Union Stock Yards de New City. De nombreuses familles chicagoanes dépendirent de ces industries et beaucoup souffrirent de leur déclin lié à la décentralisation des abattoirs et à la diminution de la production dans les années 1950/1960.
La population du quartier de New City passa de près de 120 000 habitants en 1900 à 43 628 en 2020.

#### Bridgeport

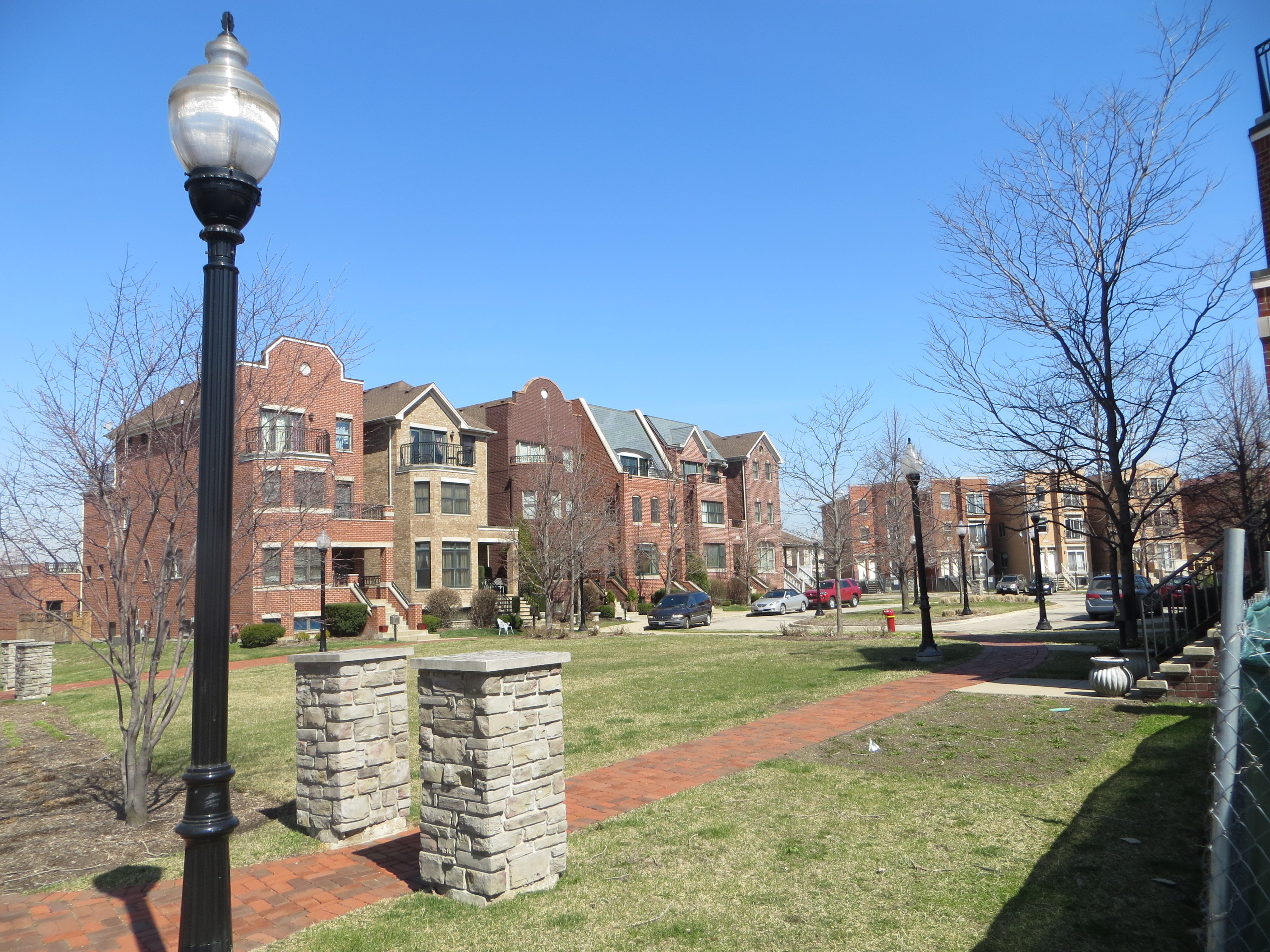
Bâtiments résidentiels dans le quartier de Bridgeport.

Historiquement, et de nos jours encore, Bridgeport est le quartier irlandais de la ville où s'installèrent nombre d'immigrants venus d'Irlande au début des années 1830. Ces mêmes immigrants qui travaillèrent à la construction du canal Érié (1817), du canal Illinois et Michigan (1836) et à la reconstruction de la ville à la suite du Grand incendie de 1871. Le quartier est délimité au nord par la branche sud (South Branch) de la rivière Chicago, à l'ouest par la Bubbly Creek, au sud par Pershing Road, et à l'est par les voies ferrées de l'Union Pacific. Il abrite plusieurs églises catholiques dont l'église Notre-Dame-du-Perpétuel-Secours et l'église de la Nativité.
Bridgeport est le quartier d'origine de cinq maires de Chicago, tous d'ascendance irlandaise, dont le plus connu est sans doute Richard M. Daley qui régna sur la ville de 1989 à 2011. Les quatre autres étant Edward Joseph Kelly (maire de 1933 à 1947), Martin H. Kennelly (maire de 1947 à 1955), Richard Daley (maire de 1955 à 1976 - père de Richard M. Daley), et Jane Byrne (maire de 1979 à 1983 - première femme à devenir maire de Chicago). Ils étaient tous démocrates.
D'après le dernier recensement, Bridgeport comptait 33 828 habitants en 2018.

#### Hegewisch/South Deering

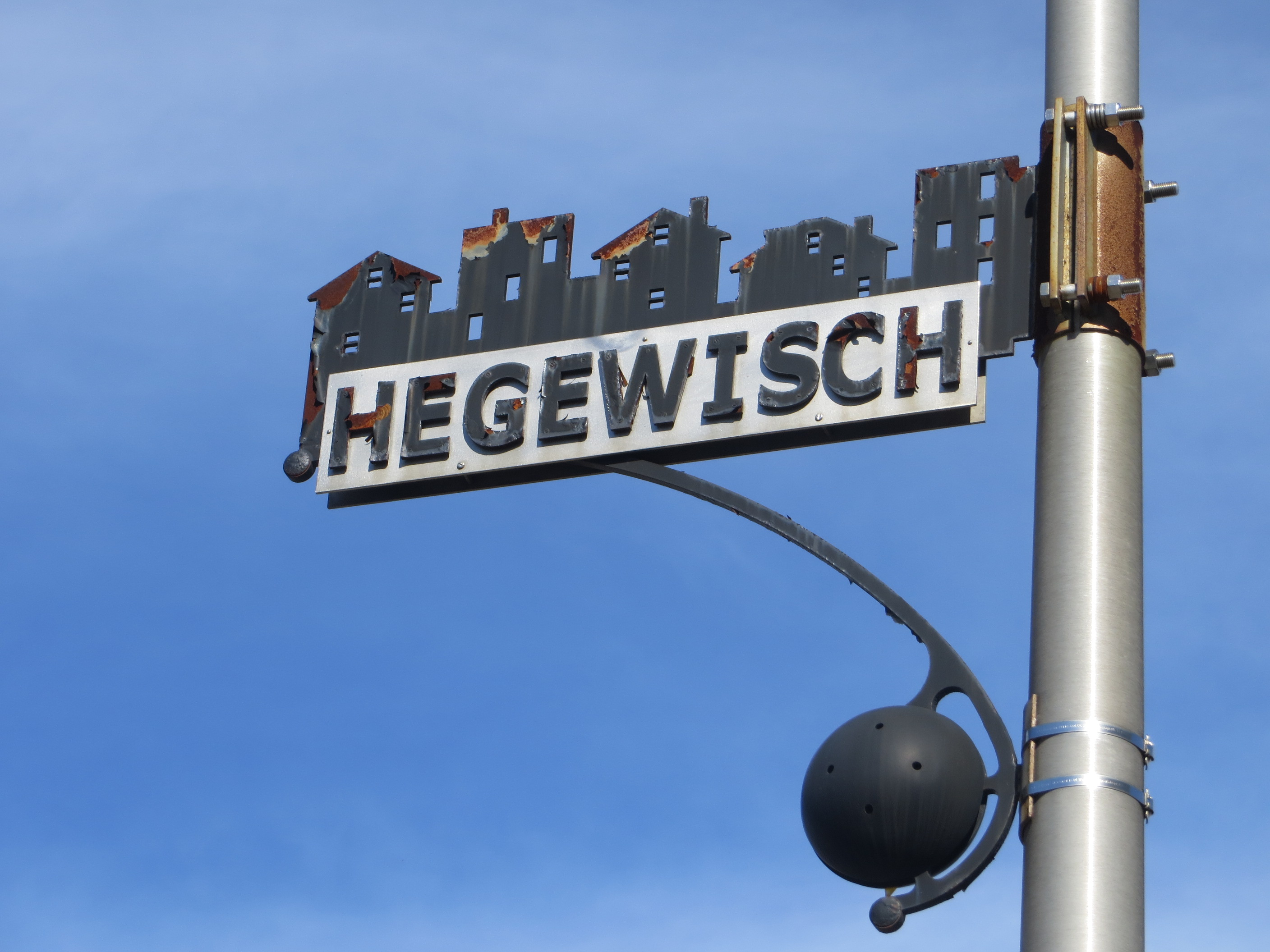
Panneau d'entrée à Hegewisch.

Peuplé de 10 027 habitants en 2020, Hegewisch est un quartier qui fut pendant longtemps habité principalement par des immigrés allemands. Il comprend en son sein le William W. Powers State Recreation Area, un parc d'État de l'Illinois qui s'étend sur 230 hectares. Visité par environ un million de personnes chaque année, le parc inclut un lac de 170 ha et de nombreuses espèces d'oiseaux et de poissons.
Le secteur voisin de South Deering est beaucoup plus vaste mais plus industriel. Il comprend le lac Calumet, le plus grand plan d'eau de la ville de Chicago. 14 305 personnes vivaient à South Deering en 2020. Hegewisch et South Deering ont gardé un aspect de banlieue rurale paisible.

### West Side

#### Greek Town

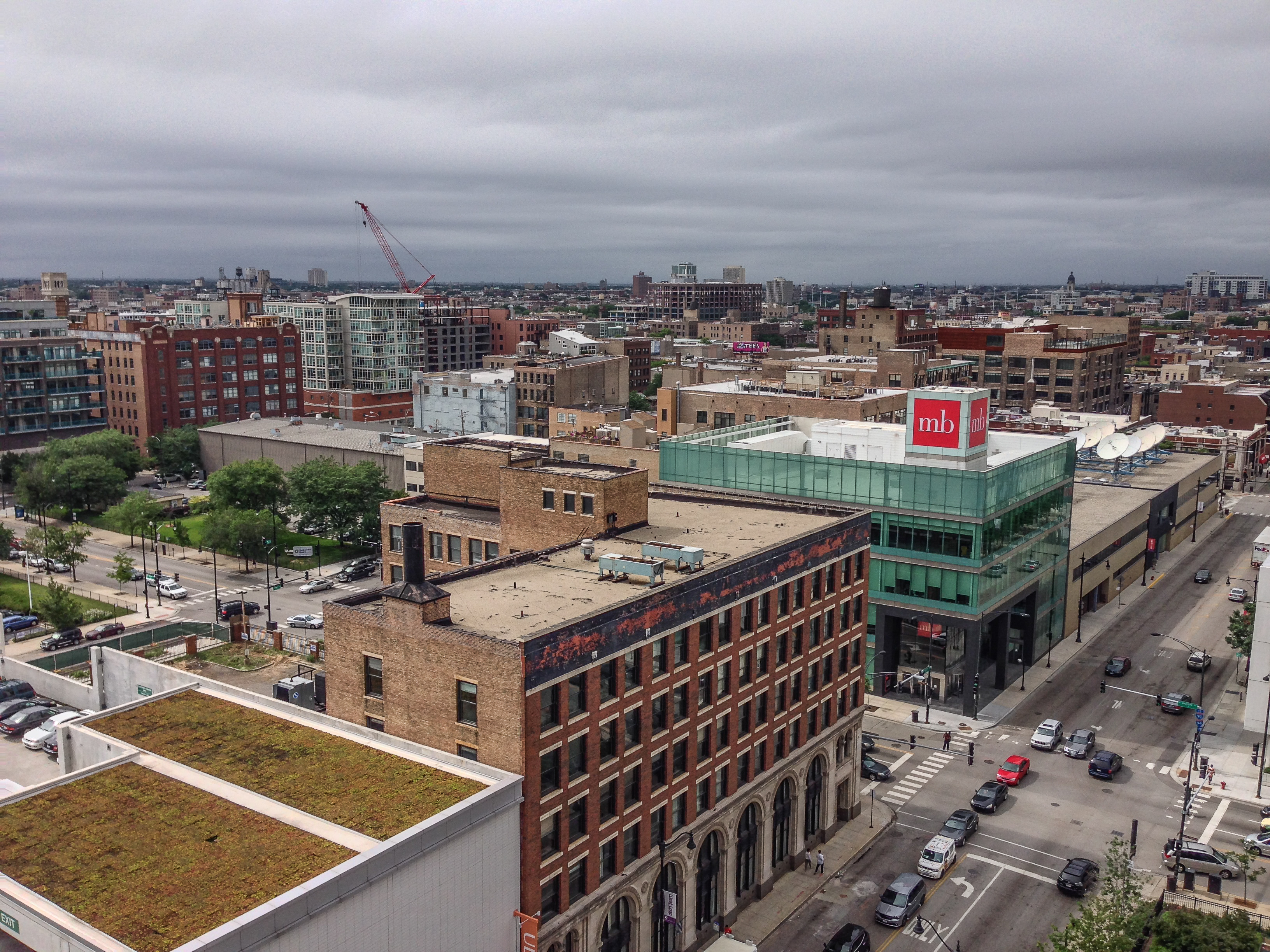
Vue d'ensemble du quartier de Greek Town.

Greek Town (« ville grecque ») a pendant longtemps concentré une forte population gréco-américaine. Beaucoup d'entre eux ont quitté Greek Town au fil du temps pour s'installer dans les quartiers alentour ou ailleurs dans la ville, fermant ainsi de nombreux commerces. Cependant, des manifestations culturelles et un défilé se déroulant chaque année dans les rues du quartier assurent la continuité de l'héritage hellénique de Chicago. Avec ses quelques commerces, ses restaurants et son architecture atypique, Greek Town est très populaire auprès des Chicagoans et des touristes.
Depuis 1983, le quartier renferme le musée national hellénique (National Hellenic Museum), un musée consacré à la culture hellénique et à la communauté gréco-américaine.

#### Little Italy
Little Italy (« petite Italie ») est un quartier situé dans le secteur de Near West Side. Il s'agit d'un quartier à forte concentration italienne. Il englobe une douzaine de blocs du secteur. Il était autrefois beaucoup plus grand et dépassait largement les frontières de Near West Side. Le quartier a depuis plusieurs décennies intégré d'autres communautés. Néanmoins, Little Italy a donné son nom en raison de la forte influence des Italiens et de la culture italienne dans le quartier tout au long des XIXe et XXe siècles.

#### West Loop

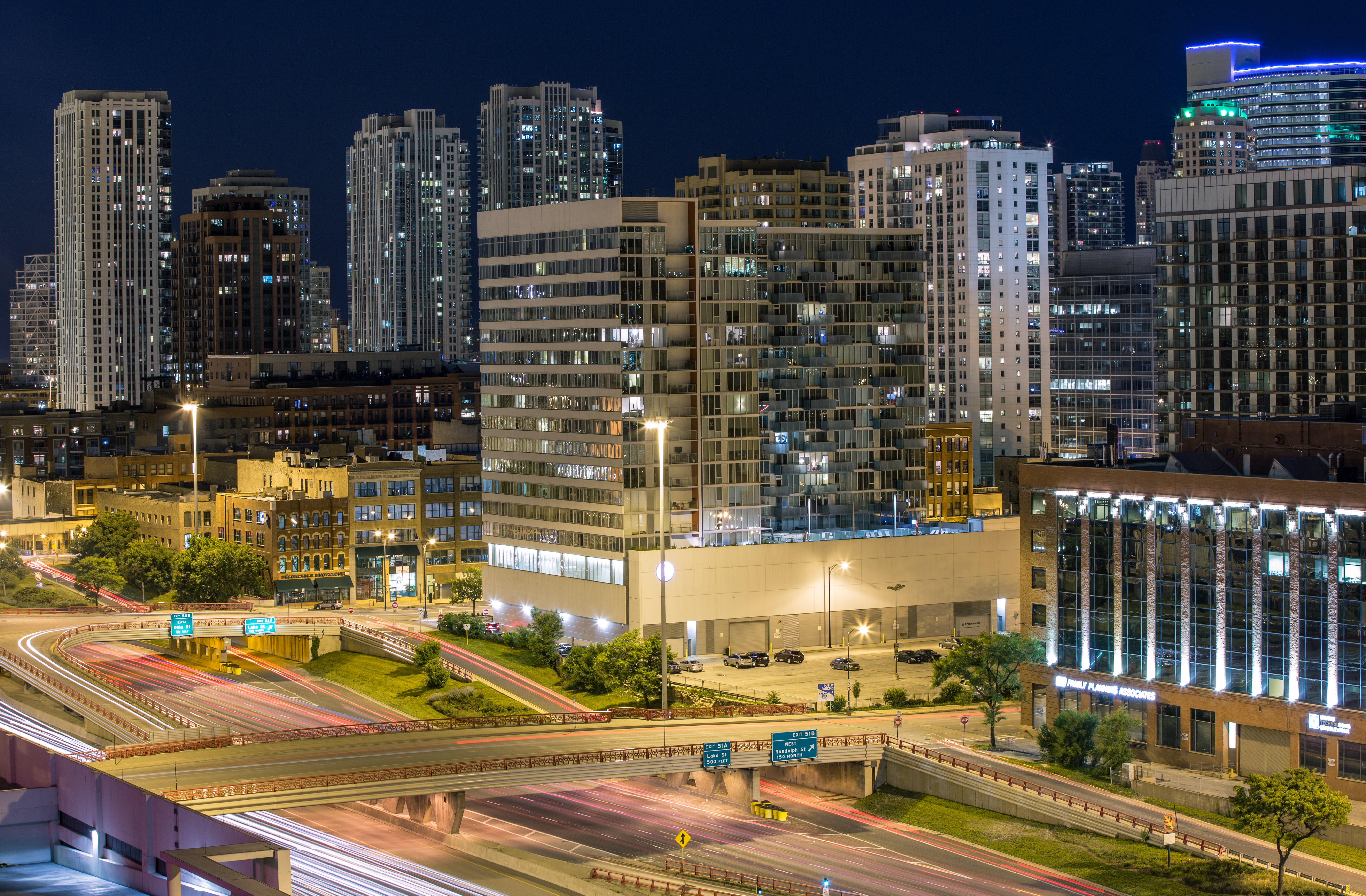
Le quartier de West Loop de nuit.

Le quartier de West Loop se trouve dans l'est du secteur de Near West Side, le long de la branche ouest de la rivière Chicago. Il est situé juste à l'ouest du secteur du Loop. Le quartier est bordé par Grand Avenue au nord, Ashland Avenue à l'ouest, la Eisenhower Expressway au sud, et la rivière Chicago à l'est. Il s'agit d'une grande zone de Near West Side (dans le quart nord-est) qui est considérée comme faisant partie de Downtown Chicago. Randolph Street est la rue la plus animée du quartier.
Depuis le milieu des années 2000, West Loop connaît une gentrification rapide de sa population et de nombreux jeunes couples s'y installent. De nombreux immeubles ont été reconverti en lofts, restaurants, boîtes de nuit, et galeries d'art. Le quartier a pendant longtemps abrité les studios Harpo Productions d'Oprah Winfrey qui étaient situés sur Randolph Street. La gare ferroviaire d'Ogilvie Transportation Center et le siège social de la célèbre enseigne de restauration rapide McDonald's se trouvent à West Loop.

#### Fulton Market District

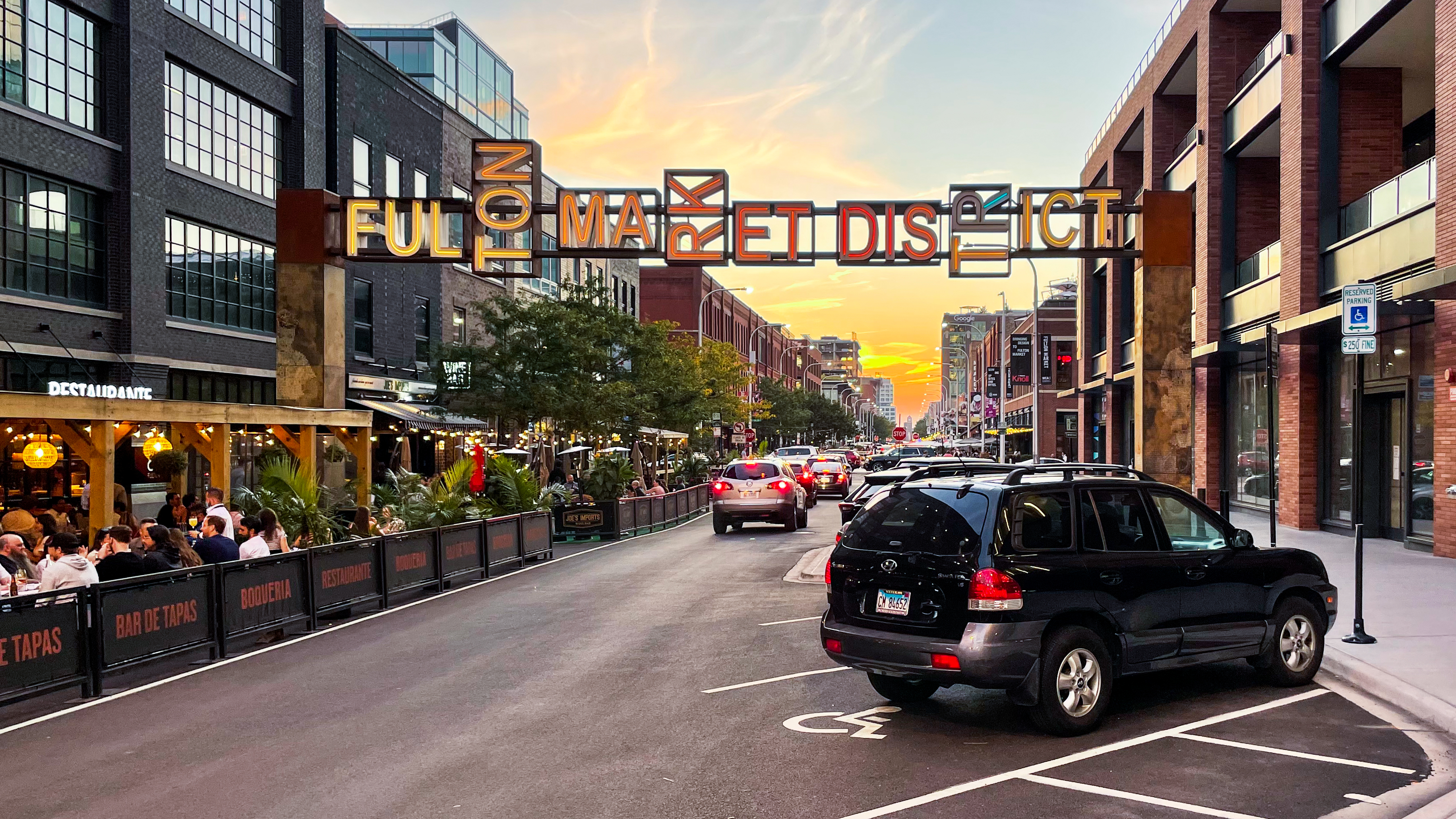
La rue commerçante de Halsted Street au cœur du quartier de Fulton Market District.

Fulton Market District, souvent abrégé en Fulton Market, est un quartier du secteur de Near West Side. Il se trouve juste de l'autre côté de la voie rapide, en face du quartier de Fulton River District, à l'est. Le nom du quartier commémore l'inventeur américain Robert Fulton.
Au cours du XIXe siècle et du XXe siècle, ce quartier abritait des industries agroalimentaires et des entrepôts d'emballage de la viande. À partir des années 2000, les anciennes friches ont été remplacées par des industries technologiques, des hôtels, des bars, des restaurants et des commerces. Randolph Street et Lake Street sont les principales rues est-ouest, et Halsted Street est la principale artère nord-sud.
Aujourd'hui, il s'agit principalement d'un quartier de loisirs et d'affaires branché, connu pour ses restaurants proposant des spécialités américaines et internationales à la cuisine créative qui sont regroupés autour de West Fulton Market Street. Il comprend également des établissements servant du café torréfié sur place, ainsi que des brasseries et des bars à cocktails animés, dont certains accueillent des concerts.

#### Pilsen

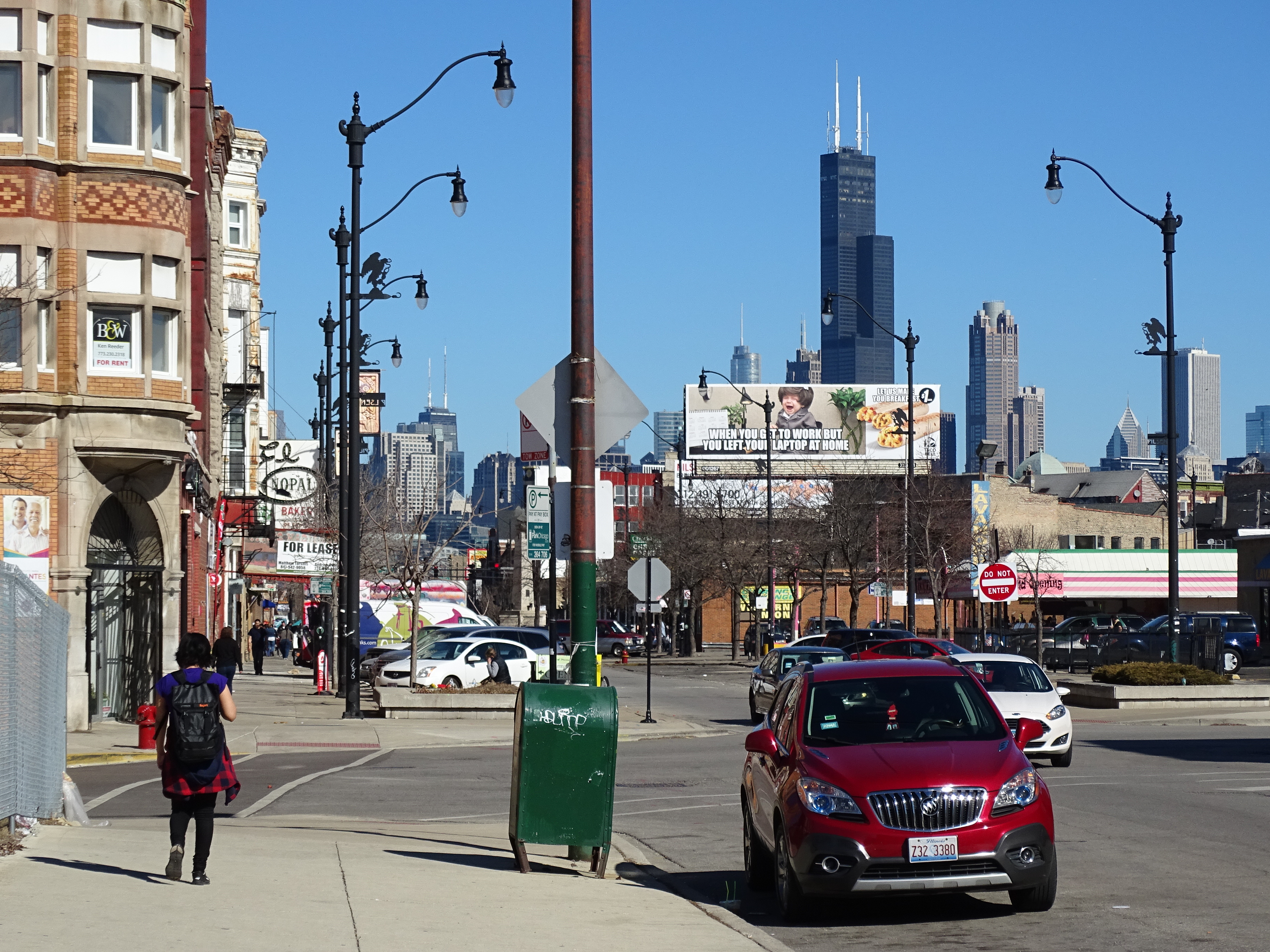
L'artère commerçante de Blue Island Avenue à Pilsen.

Pilsen est un quartier situé dans le secteur de Lower West Side. À la fin du XIXe siècle, Pilsen était habité par des immigrés tchèques qui surnomment le quartier « Plzeň », du nom d'une région et d'une ville tchèques. Il abrite également, en plus petit nombre, d'autres communautés de l'empire austro-hongrois : des serbes, des slovaques, des slovènes, des croates, des bosniaques, des hongrois  et des autrichiens, mais aussi des immigrés d'origines polonaise, estonienne, lettone et lituanienne. Au début du XXe siècle, la plupart de ces immigrés travaillèrent dans les parcs industriels et les usines environnantes.
Depuis la fin des années 1950, Pilsen est un quartier à prédominance mexicaine, composé essentiellement de lotissements résidentiels. Il comprend des commerces, des boutiques, des restaurants et des marchés publics liés à la culture mexicaine. Pilsen englobe divers quartiers tels que le Chicago Arts District (situé dans East Pilsen) et des institutions culturelles telles que le musée national d'art mexicain (National Museum of Mexican Art).

#### University Village/Illinois Medical District

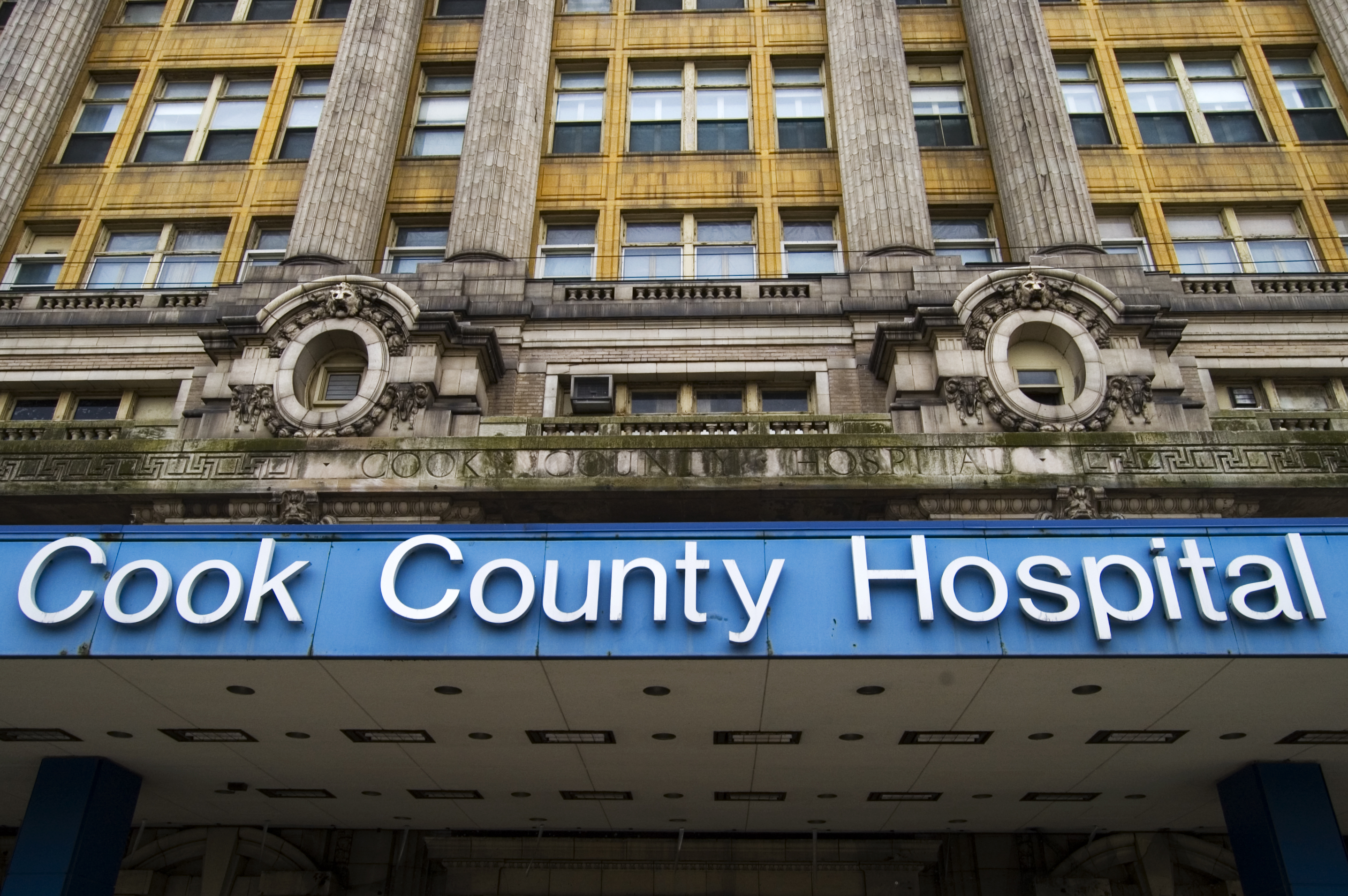
Enseigne du célèbre Cook County Hospital dans le quartier de l'Illinois Medical District.

Situé dans le quart sud-est du secteur de Near West Side, juste au sud du quartier de West Loop et à environ 5 minutes en voiture à l'ouest du secteur financier du Loop, University Village est un quartier à la fois résidentiel et commercial fréquenté par des étudiants. En effet, University Village se trouve à proximité du campus de l'université de l'Illinois à Chicago (UIC), de l'Illinois Medical District (IMD), de la rue commerçante de Maxwell Street, et de l'United Center (domicile des Bulls et des Blackhawks).
Les pâtés d'immeubles situés autour de Maxwell Street et Halsted Street, ainsi que le cœur d'University Village, sont les secteurs les plus animés du quartier. C'est au sein des clubs d'University Village que se developpa le blues de Chicago à la fin des années 1940. Depuis le début des années 2000, le quartier subit des travaux de réhabilitation et de nouveaux logements et centres commerciaux ont vu le jour.
L'Illinois Medical District est le plus grand district médical urbain des États-Unis. L'IMD compte plus de 29 000 employés et 50 000 visiteurs quotidiens. Quatre grands hôpitaux compose l'IMD : le Jesse Brown VA Medical Center, le Rush University Medical Center, le John H. Stroger Jr. Hospital of Cook County (Cook County Hospital), et le University of Illinois Hospital & Health Sciences System. C'est dans l'Illinois Medical District que se trouve l'hôpital du comté de Cook (en forme longue John H. Stroger Jr. Hospital of Cook County, anciennement Cook County Hospital) qui servit de lieu de tournage et d'intrigue pour la série télévisée Urgences (1994-2009) et le film Le Fugitif (1993).
Selon la ville de Chicago, le recensement dans les quartiers d'University Village et de l'Illinois Medical District faisait état d'une population d'environ 19 183 habitants en 2020.

#### Ukrainian Village

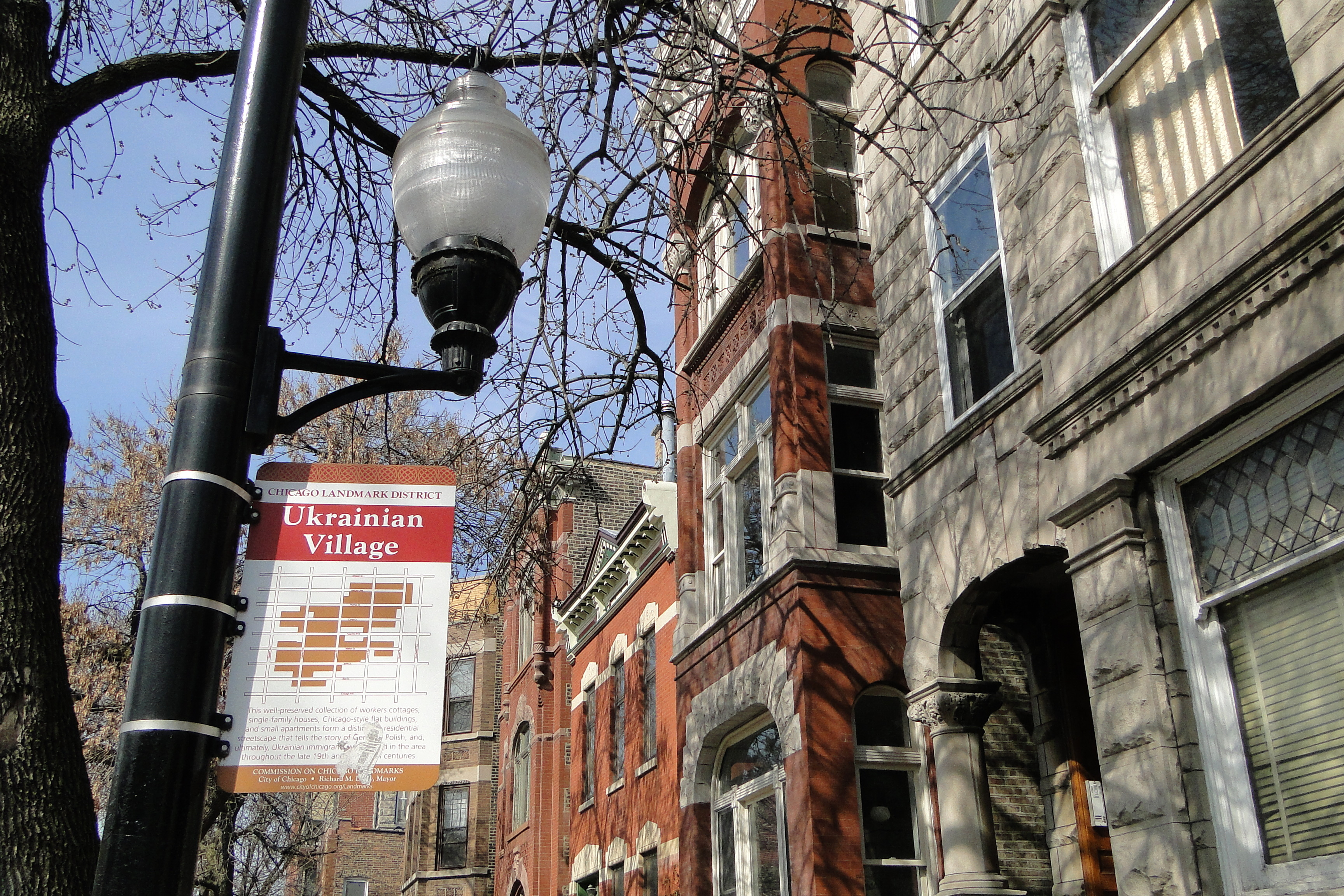
Ukrainian Village.

Ukrainian Village (« village ukrainien ») est un quartier situé dans le secteur de West Town. À l'origine le quartier était habité par la petite bourgeoisie russe et ukrainienne de Chicago. Il s'agit aujourd'hui d'un quartier paisible habité par une population relativement aisée et âgée originaire d'Europe de l'Est (issue des régions de l'est de l'ancien empire austro-hongrois et de l'ouest de l'ancien empire russe). Ces frontières sont Division Street au nord, Grand Avenue au sud, Western Avenue à l'ouest, et Damen Avenue à l'est.
En raison de changements socio-économiques, le quartier a été au fil du temps isolé par de grandes zones industrielles à ses limites sud et ouest. Il a été longtemps marqué par l'influence persistante des Églises de rite grec-orthodoxe (russe, ukrainienne, biélorusse, roumaine, bulgare...) ou de rite orthodoxe rattaché à Rome (uniates). Le quartier comprend un musée d'art moderne, l'Ukrainian Institute of Modern Art.
La zone située à l'est d'Ukrainian Village est surnommée « East Village » est s'étend de Damen Avenue à Ashland Street. Il s'agit d'un secteur résidentiel avec des petites boutiques et des commerces. Le 4 décembre 2002, Ukrainian Village District, centré sur Haddon Avenue, Thomas Street et Cortez Street entre Damen Avenue et Leavitt Avenue, a été désigné Chicago Landmark par la ville de Chicago. Des extensions du district ont été désignées en 2005 et en 2007.

#### Humboldt Park

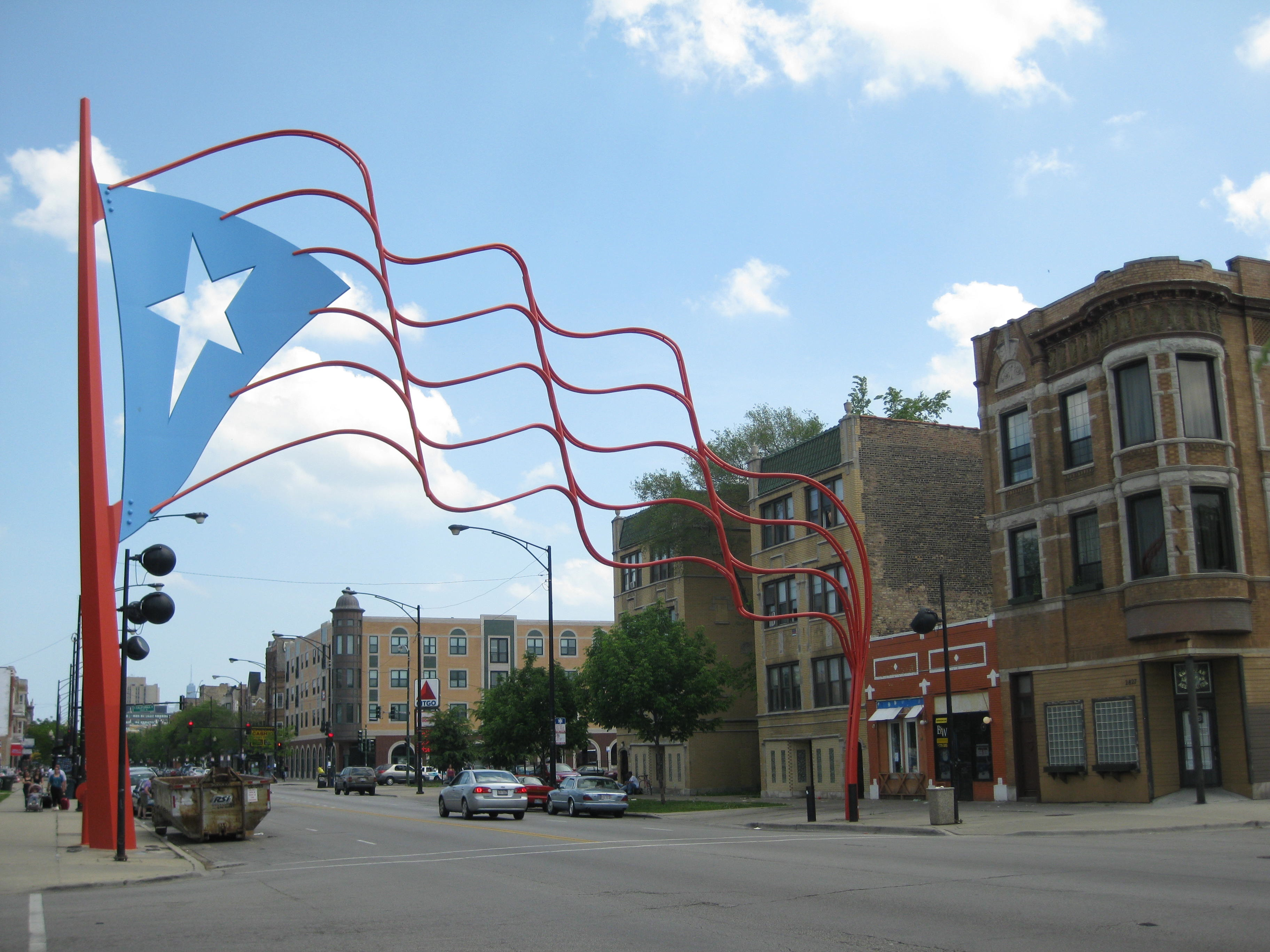
Le Paseo Boricua dans le quartier d'Humboldt Park.

Le quartier d'Humboldt Park abrite depuis les années 1960 une importante communauté portoricaine. Le nombre de familles portoricaines s'est considérablement accrue dans le quartier à partir des années 1970, donnant lieu progressivement a un changement démographique, social et culturel d'Humboldt Park. Cependant, depuis quelques années, l'embourgeoisement et le déplacement de plusieurs familles ont significativement diminué le nombre de portoricains dans Humboldt Park au profit d'autres quartiers de West Side. C'est à Humboldt Park qu'eut lieu en 1958 le terrible incendie de Notre-Dame des Anges où 92 élèves et 3 religieuses perdirent la vie,.
En 1995, la ville de Chicago finança l'installation d'une structure métallique haute de 18 mètres appelée Paseo Boricua. Située sur Division Street, entre California Avenue et Western Avenue à l'entrée du quartier portoricain d'Humboldt Park, cette structure d'art public représente le drapeau portoricain,.
La ville de Chicago définit les frontières du quartier comme étant Bloomingdale Avenue au nord, les voies ferrées de l'Union Pacific au sud et à l'ouest, et California Avenue à l'est. D'après le dernier recensement en 2020, Humboldt Park comptait 54 165 habitants.

#### Wicker Park

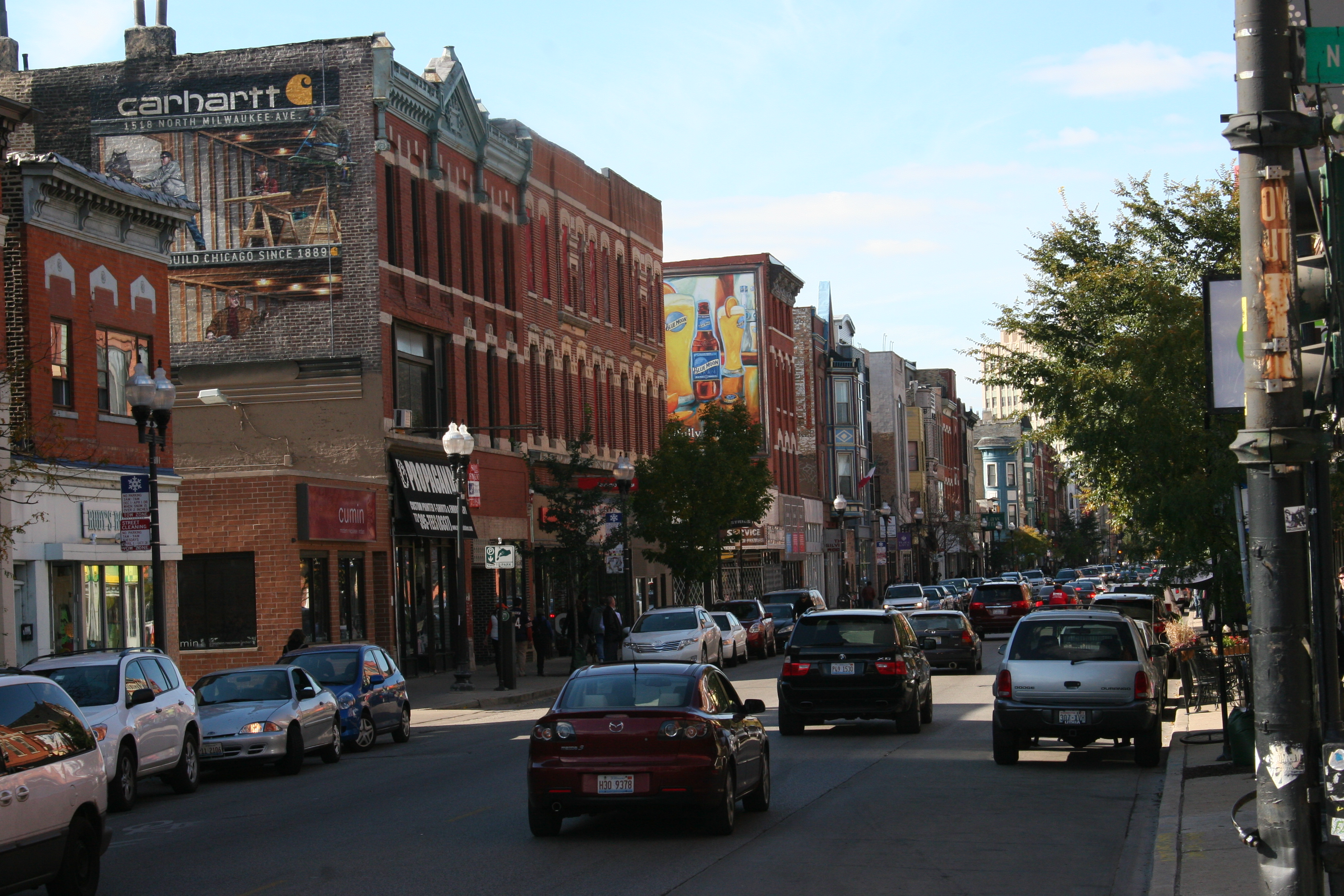
Wicker Park.

Situé à West Town, un secteur se trouvant au nord-ouest de Downtown, le quartier de Wicker Park est connu pour ses boutiques aux façades soignées, ses petites galeries d'art et ses magasins vintage, mais aussi pour être vivant et fréquenté par des jeunes couples et des étudiants, avec ses bars de nuit et ses petits restaurants,.
Wicker Park abrite depuis longtemps des communautés allemande et polonaise. Le quartier est situé à l'ouest de Pulaski Park, au nord-ouest du Loop, au nord de East Village (une section d'Ukrainian Village), à l'est d'Humboldt Park et au sud de Bucktown. Il abrite le Wicker Park, un parc urbain. Depuis 1979, une grande partie du quartier renferme le Wicker Park Historic District, un quartier historique classé sur la liste du Registre national des lieux historiques (NRHP). Depuis 1991, il est inscrit sur la liste des Chicago Landmarks (CL).

#### Galewood
Galewood est un quartier situé dans la partie nord-ouest du secteur d'Austin, bordé au sud par North Avenue, à l'ouest par Harlem Avenue, à l'est par Austin Avenue, et au nord par la ligne de train de banlieue Milwaukee District/West Line du Metra. Galewood renferme une importante communauté italienne. L'identité du quartier est marquée grâce aux boutiques et aux nombreux restaurants italiens.
Au cours de la deuxième moitié du XXe siècle, de nombreuses familles issues de la communauté italienne se sont installées à Austin à la suite de la fermeture des grands abattoirs de New City (Union Stock Yards) en 1971 et de la diminution de l'activité dans les industries et les usines de South Chicago au début des années 1980.

## Liste de quartiers par secteur
Énumérés dans la liste ci-dessous, les quartiers de Chicago répartis à travers les 77 secteurs communautaires de la ville :

### Far North Side

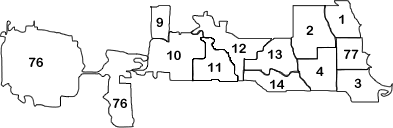
Secteurs de Far North Side.

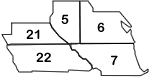
Secteurs de North Side.

Far North Side constitue la partie nord de North Side, dans le nord de la ville de Chicago.
 Rogers Park (01)
| - East Rogers Park | - Loyola |

 West Ridge (02) 
| - Nortown    | - Peterson Park    |
| - West Ridge | - West Rogers Park |

 Uptown (03) 
| - Clarendon Park | - Buena Park | - Little Vietnam |
| - Sheridan Park  | - Uptown     |                  |

 Lincoln Square (04) 
| - Bowmanville | - Budlong Woods      | - Lincoln Square |
| - Ravenswood  | - Ravenswood Gardens | - Rosehill       |

 Edison Park (09) 
| - Edison Park |

 Norwood Park (10) 
| - Big Oaks    | - Norwood Park | - Old Norwood |
| - Oriole Park | - Union Ridge  |               |

 Jefferson Park (11) 
| - Gladstone Park | - Jefferson Park |

 Forest Glen (12) 
| - Edgebrook | - Forest Glen | - Middle Edgebrook |
| - Sauganash | - Wildwood    |                    |

 North Park (13) 
| - Hollywood Park | - North Park | - Pulaski Park |

 Albany Park (14) 
| - Albany Park | - Mayfair | - North Mayfair | - Ravenswood Manor |

 O'Hare (76) 
| - O'Hare | - Schorsch Forest View |

 Edgewater (77) 
| - Andersonville | - Edgewater         | - Edgewater Glen |
| - Epic          | - Lakewood/Balmoral |                  |

### North Side
North Side constitue la partie nord de la ville de Chicago.
 North Center (05) 
| - Northcenter | - Roscoe Village | - Saint Ben's |

 Lakeview (06) 
| - Lakeview East | - North Halsted | - West Lakeview | - Wrigleyville | - Boystown |

 Lincoln Park (07) 
| - DePaul         | - Old Town Triangle   | - Park West            | - Lincoln Park |
| - Ranch Triangle | - Sheffield Neighbors | - Wrightwood Neighbors |                |

 Avondale (21) 
| - Avondale | - Jackowo |

 Logan Square (22) 
| - Logan Square | - Bucktown | - Palmer Square |

### Northwest Side

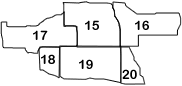
Secteurs de Northwest Side.

Northwest Side constitue la partie ouest de North Side, dans le nord de la ville de Chicago.
 Portage Park (15) 
| - Portage Park |

 Irving Park (16) 
| - Irving Park | - Kilbourn Park | - Old Irving Park | - The Villa |

 Dunning (17) 
| - Belmont Heights | - Belmont Terrace | - Dunning | - Irving Woods | - Schorsch Village |

 Montclare (18) 
| - Montclare |

 Belmont Cragin (19) 
| - Brickyard | - Cragin | - Hanson Park |

 Hermosa (20) 
| - Belmont Gardens | - Hermosa | - Kelvyn Park |

### Downtown Chicago

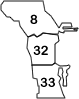
Secteurs de Downtown.

Downtown est la partie de la ville de Chicago qui constitue le centre-ville (dont le quartier d'affaires).
 Near North Side (08) 
| - Cabrini-Green | - The Gold Coast | - Goose Island | - Michigan–Wacker Historic District | - Near North Side |
| - Old Town      | - River North    | - River West   | - State Parkway                     | - Streeterville   |

 Loop (32) 
| - The Loop | - New Eastside | - Printer's Row | - Historic Michigan Boulevard District | - South Loop | - Wolf Point |

 Near South Side (33) 
| - Dearborn Park | - Near South Side | - Museum Park | - Central Station | - Prairie Avenue Historic District |

### West Side

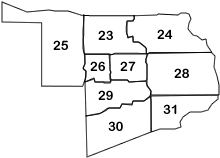
Secteurs de West Side.

West Side constitue la partie ouest de la ville de Chicago.
 Humboldt Park (23) 
| - Humboldt Park |

 West Town (24) 
| - East Village | - Noble Square | - Ukrainian Village |
| - West Town    | - Wicker Park  |                     |

 Austin (25) 
| - Austin | - Galewood | - The Island |

 West Garfield Park (26) 
| - West Garfield Park |

 East Garfield Park (27) 
| - East Garfield Park | - Fifth City |

 Near West Side (28) 
| - Columbus Circle | - Greek Town | - Little Italy       | - Illinois Medical District |
| - Near West Side  | - Tri-Taylor | - University Village | - West Loop                 |

 North Lawndale (29) 
| - North Lawndale |

 South Lawndale (30) 
| - Little Village | - South Lawndale | - Marshall Square |

 Lower West Side (31) 
| - Heart of Chicago | - Lower West Side | - Pilsen |

### Southwest Side

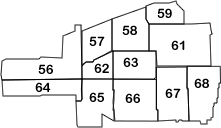
Secteurs de Southwest Side.

Southwest Side constitue la partie ouest de South Side, dans le sud de la ville de Chicago.
 Garfield Ridge (56) 
| - Garfield Ridge | - Le Claire Courts | - Sleepy Hollow | - Vittum Park |

 Archer Heights (57) 
| - Archer Heights |

 Brighton Park (58) 
| - Brighton Park |

 McKinley Park (59) 
| - McKinley Park |

 New City (61) 
| - Back of the Yards | - Canaryville | - New City |

 West Elsdon (62) 
| - West Elsdon |

 Gage Park (63) 
| - Gage Park |

 Clearing (64) 
| - Chrysler Village | - Clearing |

 West Lawn (65) 
| - Ford City | - West Lawn |

 Chicago Lawn (66) 
| - Chicago Lawn | - Lithuanian Plaza | - Marquette Park |

 West Englewood (67) 
| - West Englewood |

 Englewood (68) 
| - Englewood | - Hamilton Park |

### South Side

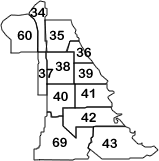
Secteurs de South Side.

South Side constitue la partie sud de la ville de Chicago.
 Armour Square (34) 
| - Armour Square | - Chinatown | - Wentworth Gardens |

 Douglas (35) 
| - Bronzeville  | - Douglas        | - Groveland Park |
| - Lake Meadows | - Prairie Shores | - South Commons  |

 Oakland (36) 
| - Oakland |

 Fuller Park (37) 
| - Fuller Park |

 Grand Boulevard (38) 
| - Grand Boulevard |

 Kenwood (39) 
| - Kenwood | - Indian Village |

 Washington Park (40) 
| - Washington Park |

 Hyde Park (41) 
| - Hyde Park |

 Woodlawn (42) 
| - Woodlawn |

 South Shore (43) 
| - Jackson Park Highlands | - South Shore |

 Bridgeport (60) 
| - Bridgeport |

 Greater Grand Crossing (69) 
| - Grand Crossing | - Greater Grand Crossing | - Park Manor |

### Far Southwest Side

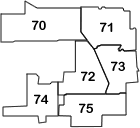
Secteurs de Far Southwest Side.

Far Southwest Side constitue la partie sud-ouest de South Side, dans le sud de la ville de Chicago.
 Ashburn (70) 
| - Ashburn  | - Ashburn Estates | - Beverly View | - Crestline |
| - Parkview | - Scottsdale      | - Wrightwood   |             |

 Auburn Gresham (71) 
| - Auburn Gresham | - Gresham |

 Beverly (72) 
| - Beverly | - West Beverly |

 Washington Heights (73) 
| - Brainerd | - Longwood Manor | - Washington Heights |

 Mount Greenwood (74) 
| - Mount Greenwood | - Talley's Corner |

 Morgan Park (75) 
| - Beverly Woods | - Kennedy Park | - Morgan Park | - West Morgan Park |

### Far Southeast Side

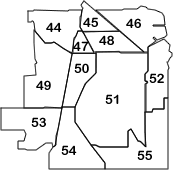
Secteurs de Far Southeast Side.

Far Southeast Side constitue la partie sud-est de South Side, dans le sud de la ville de Chicago.
 Chatham (44) 
| - Chatham | - West Chesterfield |

 Avalon Park (45) 
| - Avalon Park | - Marynook | - Stony Island Park |

 South Chicago (46) 
| - South Chicago | - South Works |

 Burnside (47) 
| - Burnside |

 Calumet Heights (48) 
| - Calumet Heights | - Pill Hill |

 Roseland (49) 
| - Fernwood | - Princeton Park | - Roseland |

 Pullman (50) 
| - Cottage Grove Heights | - Pullman |

 South Deering (51) 
| - Irondale | - Jeffery Manor | - South Deering |

 East Side (52) 
| - East Side |

 West Pullman (53) 
| - West Pullman |

 Riverdale (54) 
| - Altgeld Gardens | - Eden Green | - Golden Gate | - Riverdale |

 Hegewisch (55) 
| - Hegewisch |